# Historia Koła

Herb miasta Koła

Historia Koła – miasto zostało lokowane w 1362 na wyspie rzecznej przez Kazimierza Wielkiego. Od XV wieku do 1716 odbywały się tutaj sejmiki szlachty prowincji wielkopolskiej. W 1655 roku zostało zniszczone przez wojska szwedzkie. W 1793 miasto znalazło się pod zaborem pruskim, a od 1815 w Królestwie Polskim. W 1842 założono tutaj pierwszą fabrykę fajansu. Podczas okupacji niemieckiej zginęły ponad trzy tysiące mieszkańców miasta. Miasto zostało odbite z rąk niemieckich przez Armię Czerwoną 20 stycznia 1945. Okres największego rozwoju miasta przypadł na lata 60. i 70. XX wieku. Obecnie Koło jest siedzibą powiatu w województwie wielkopolskim.

## Do 1362 roku
Pierwsze ślady osadnictwa w okolicach dzisiejszego miasta Koła pochodzą z paleolitu późnego i jest to jedno z najstarszych skupisk osadniczych w Polsce, datowane na X wiek p.n.e. Pierwsi ludzie, którzy dotarli w okolice Koła byli łowcami koczującymi śladami przemieszczających się sezonowo reniferów. Najprawdopodobniej sprowadziło ich tutaj dogodne miejsce przeprawy przez Wartę, wykorzystywane przez renifery i umożliwiające organizowanie na nie zasadzek. Zapewne jakąś rolę w ich gospodarce pełniło także rybołówstwo i zbieractwo. W okolicach Koła odnaleziono kilka przypadków wyrobów z krzemienia czekoladowego i innych jego rodzajów, nieznane jest jednak dokładne miejsce ich odnalezienia, najczęściej wiąże się je z wydmami w okolicach Ruszkowa i Zawadki.
W okresie mezolitu do pradoliny Warty w okolicach Koła przybywały kolejne grupy łowców-zbieraczy, pozostawiając po sobie ślady obozowisk. W granicach administracyjnych Koła znajdują się 4 stanowiska z tego okresu. Z okresu pierwszej fali osadnictwa w okolicach Koła nie odnaleziono śladów po osadnikach, najbliższe znajdowały się dopiero w Kopydłowie, Kopydłówku i Wacławowie. W okresie osadnictwa kultury wstęgowej kłutej i nadcisańskiej pradolina Warty, ze względu na wysoki poziom wód, była mało atrakcyjna i trudno dostępna. Z tego okresu jedyne ślady osadnictwa w okolicy odnaleziono w Ruszkowie.
W okresie kultury pucharów lejkowatych w dolinie Warty istniało bardzo dużo osad, co świadczy prawdopodobnie o eksplozji demograficznej w tej okolicy. W okolicy Koła zarejestrowano dotychczas kilka skupisk liczących po kilka stanowisk tej kultury. Położone są one na zalesionych wydmach w Dzierawach i Ruszkowie oraz jedno stanowisko istnieje w granicach administracyjnych Koła. Z okresu końcówki neolitu w powiecie kolskim odnaleziono zaledwie kilka punktów osadniczych, miejsca te świadczą o występowaniu kultur ceramiki sznurowej, grzebykowo-dołkowej oraz niemeńskiej.
Z okresu wczesnej epoki brązu w Kole znane są dwa stanowiska, związane najprawdopodobniej z większym skupiskiem w okolicy Ruszkowa. Stanowiska w Kole miały najprawdopodobniej charakter małych, krótko używanych osad. W późniejszych etapach epoki brązu na terenie Koła upowszechniła się kultura łużycka, w regionie Koła wyróżniono grupę wschodniowielkopolską. W tym okresie w Warcie było jeszcze mniej wody niż dzisiaj, co doprowadziło do wysychania nadwarciańskich bagien i torfowisk i przekształcenia się tych ziem w czarnoziemy. Skupienie osadnicze kultury łużyckiej w pobliżu Koła liczy kilkadziesiąt punktów. Większość z nich położona jest w pobliżu południowej części miasta. Dwa cmentarzyska z tego okresu odkryto przypadkowo na przełomie XIX i XX wieku we wsi Straszków w czasie wybierania piasku. Kilka naczyń zostało wtedy zabranych przez Mieczysława Rawitę Witanowskiego i przekazanych następnie do muzeum w Piotrkowie Trybunalskim. Jeszcze jedno cmentarzysko odkryto na terenie Powiatowego Inspektoratu Weterynarii przy ulicy Bogumiła.
W okresie halsztackim najbliższe Koła grodzisko znajdowało się w Chruścinie. W Kole nie znaleziono stanowiska z tego okresu, ale stwierdzono takie w pobliskich Dzierawach oraz Janowie. W wyniku walk międzyplemiennych pod koniec tego okresu wiele grodów (np. Słupca, Koziegłowy i Kleczew) zostało zdobytych i spalonych. Ich miejsce zajęli następnie członkowie kultury pomorskiej, na terenie Koła nie odnaleziono żadnych punktów osadniczych tej kultury, najbliższe stanowisko znajduje się w Chełmnie. Z czasów kultury przeworskiej w Kole odnaleziono 4 stanowiska, a w pobliżu miasta kilkadziesiąt stanowisk. Znamy także jedno cmentarzysko, na terenie Kościelca oraz jedną większą osadę w pobliżu Łęgu Piekarskiego.
W okresie wpływów rzymskich Koło znajdowało się najprawdopodobniej na uboczu tzw. szlaku bursztynowego. Z tego okresu odnaleziono w Kole pojedyncze importy rzymskie w postaci ceramiki i monet rzymskich. Niektórzy historycy (np. Emanuel Šimek) odrzucają jednak tezę o przechodzeniu szlaku przez miasto, uznając, że trasa w rejonie Koła była zbyt uciążliwa z powodu rozciągających się w okolicy bagien i lasów. W okresie wielkiej wędrówki ludów osadnictwo w okolicach Koła zamarło.
W okolicy Koła nie udało się dotychczas zidentyfikować żadnych śladów osad z okresu od VI do VII wieku. Najstarsze osady badane w pobliżu Koła z okresu wczesnośredniowiecznego pochodzą z VIII–IX wieku. W IX wieku najbliższy dla Koła gród znajdował się w Dobrowie, w czasach piastowskich nie istniał w okolicy Koła żaden ważniejszy ośrodek grodowy, najbliższy znajdował się w Koninie. W IX i X wieku dolina Warty stała się jedną z najważniejszych arterii komunikacyjnych, umożliwiających powiązania grodów między sobą oraz jako teren przepraw na szlakach handlowych i militarnych. W tych latach centrum, wokół którego skupiało się osadnictwo w tym rejonie został Kościelec, w którym znajdowała się prawdopodobnie siedziba zarządcy dóbr książęcych. W tym okresie liczne osady, skupiały się wzdłuż Kiełbaski, na gruntach Kościelca, Straszkowa, Gąsiorowa, Gozdowa czy Trzęśniewa. Wczesnośredniowieczne skarby odkryto także na terenach Ochli i Bliznej. Uwieńczeniem procesu krystalizowania się ośrodka osadniczego było powstanie parafii św. Andrzeja w Kościelcu i wybudowanie w XII wieku murowanego kościoła.
Według Józefa Mujty, zapis „Colo” pojawia się po raz pierwszy dla określenia nazwy wsi królewskiej w miejscu dzisiejszego Koła w 1252 roku. Osada w Kole istniała już z pewnością pod koniec XIII lub na początku XIV wieku.
Nie wiadomo czy w XIII wieku istniał gród ochraniający kolskie skupisko osadnicze. Domniemania, że istniał on w miejscu późniejszego zamku nie znalazły potwierdzenia w badaniach archeologicznych. Istnieje także możliwość, że funkcje obronne spełniało wzgórze kościelne w Kościelcu. W niektórych źródłach znajduje się informacja, że w XIII wieku zakon krzyżacki ufundował w Kole kaplicę. Pierwsza wzmianka źródłowa na temat Koła pochodzi z dokumentu lokacyjnego Osieka Wielkiego, wystawionego dla Jaranda herbu Pomian, a świadkowanego przez niejakiego Piotra z Koła. Wieś przeszła do rąk królewskich w nieznanych bliżej okolicznościach, najprawdopodobniej było to związane z planami budowy tutaj zamku oraz przeprawy przez Wartę.
W okresie rozbicia dzielnicowego Koło należało najprawdopodobniej do kasztelanii lądzkiej (lędzkiej), a wcześniej prawdopodobnie do okręgu grodowego w Kościelcu. Według Samuela Nakielskiego w 1325 roku miał w Kole powstać należący do Zakonu Miechowskiego kamienny kościół św. Ducha, ta data fundacji uznawana jest jednak za mało prawdopodobną. Pogląd o istnieniu w Kole kościoła w XIII wieku przedstawiali również profesor Jan Korytkowski oraz Michał Rawita Witanowski. Według Korytkowskiego w Kole istniała wóczas nawet parafia. Według Krzysztofa Witkowskiego wątpliwe ejst jednak istnienie w XIII wieku kościoła w Kole.

## Lata 1362–1793

### Lokacja i rozwój miasta

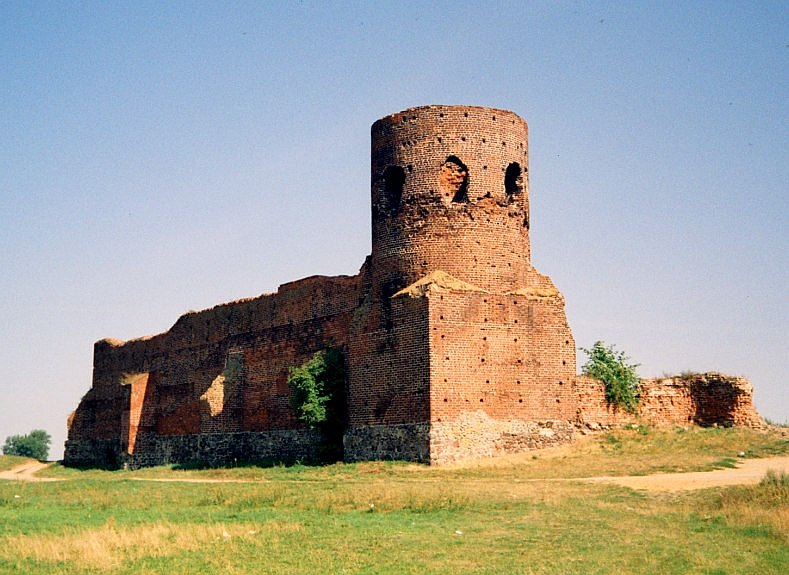
Kolski zamek wybudowany za czasów Kazimierza Wielkiego

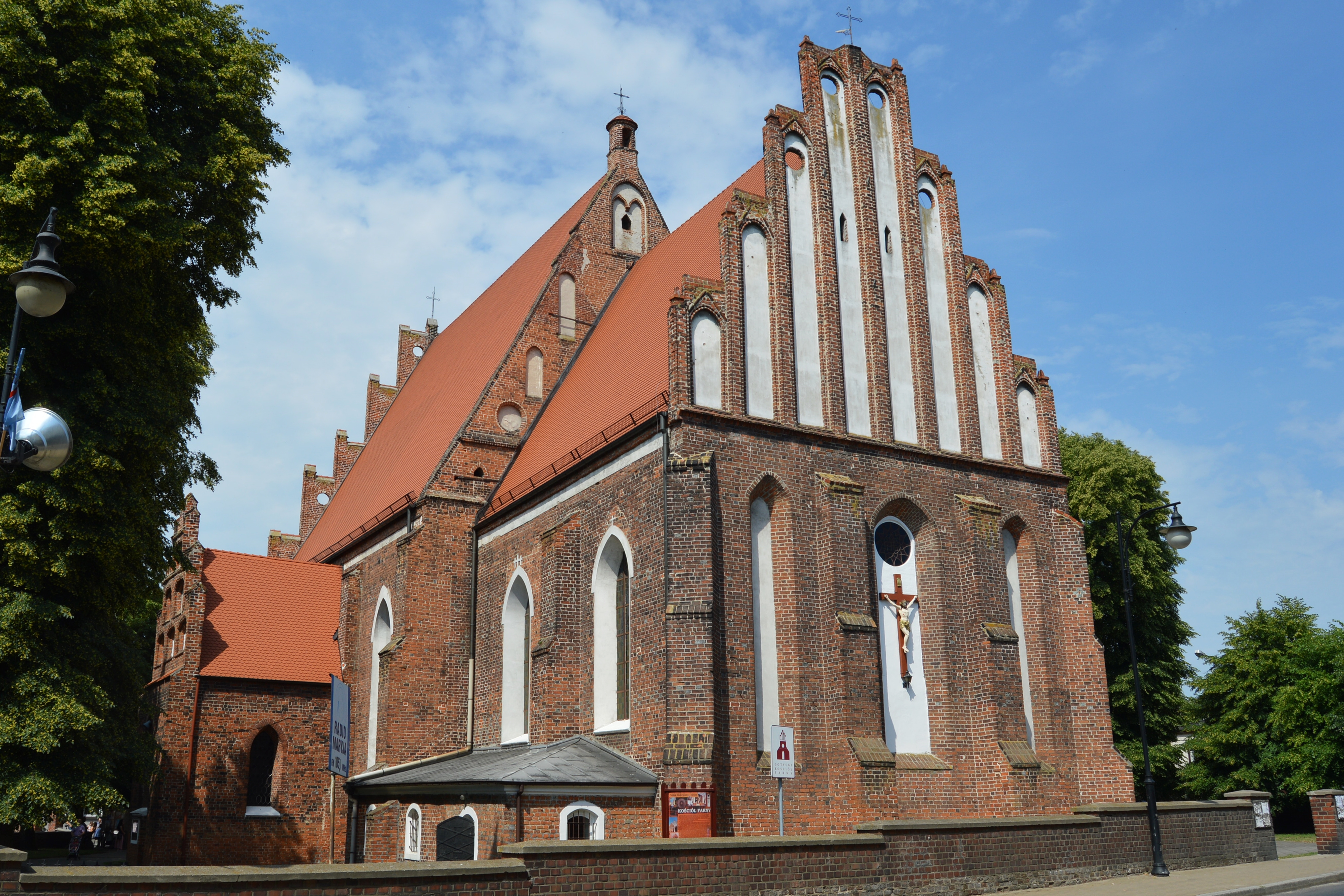
Gotycki kościół farny z przełomu XIV i XV wieku

18 lipca 1362 roku w Dobczycach król polski Kazimierz III Wielki wystawił dokument lokacyjny miasta na prawie magdeburskim, na wyspie rzecznej, na miejscu wsi Koło. Zasadźcą i pierwszym wójtem został Henryk z Warty, który wójtostwo kolskie wykupił od króla za 60 grzywien praskich. Wcześniej wykupił także sołectwa dwóch pobliskich wsi, które przywilejem królewskim nadane zostały miastu. Całość nowego miasta obejmowała 50 łanów, z czego 4 wolne od podatków łany i dwa ogrody należały do wójta. Wójt otrzymał również prawo posiadania domu na działce wolnej od podatków, zezwolenie na budowę łaźni oraz dwóch młynów. Przysługiwało mu również prawo wolnego połowu ryb w Warcie, a od każdej działki gruntu w mieście do kasy wójta wpływał jeden grosz praski. Mieszczanie kolscy na mocy przywileju otrzymali także prawo korzystania z łąk w Ruszkowie, Kościelcu i Gozdowie. Ustrój miasta miał być wzorowany na Brześciu Kujawskim.
W II połowie XIV wieku na Uniwersytecie Praskim studiowało dwóch żaków z Koła, byli to: Kacper z Koła oraz Maciej z Koła, przyszły rektor Uniwersytetu Krakowskiego. Do 1501 w źródłach wymienionych zostało 15 studentów pochodzących z Koła.
W 1383 roku w źródłach wymieniony jest pierwszy tenutariusz kolski – Krystyn z Kozichgłów, wyruszył on wówczas z kolskiego zamku, aby wraz ze Ściborem ze Ściborzyc i Janem z Płomykowa najechać Turek i Grzegorzew, należące do arcybiskupa gnieźnieńskiego Bodzęty.
14 maja 1392 roku w Kole obecny był Władysław II Jagiełło, jest to pierwsza udokumentowana obecność tego władcy w Kole. Władysław Jagiełło bywał w Kole jeszcze wielokrotnie: 4 sierpnia 1424, od 17 do 19 lipca 1425, 22 lipca 1428, 15 lipca 1429, od 30 czerwca do 1 lipca 1432 i od 24 do 26 czerwca 1433 roku.
W literaturze czasem wspomina się istnienie murów miejskich, ich istnienie nie znajduje jednak potwierdzenia w żadnych źródłach i badaniach. Istnieje jednak prawdopodobieństwo, że od strony północno-zachodniej miasta istniały drewniano-ziemne umocnienia. W mieście istniały także dwie bramy, niepełniące jednak funkcji obronnych, a służące raczej do kontroli ruchu i pobierania opłat. Brama Toruńska znajdowała się w pobliżu przeprawy przez Wartę przy dzisiejszej ulicy Starowarszawskiej, a druga, Kaliska wraz z niewielkim fragmentem przylegającego muru znajdowała się na wysokości zabudowań kolskiego klasztoru.

### XV wiek
Z 1404 roku pochodzi najwcześniejsza wzmianka o istnieniu w Kole rady miejskiej. Władze miasta zmieniały się co roku w dzień świętego Marcina.
W 1405 roku zakończono budowę, a w 1409 roku poświęcono kościół farny pod wezwaniem Podwyższenia Krzyża Świętego oraz Świętej Doroty i Świętej Katarzyny. Najwcześniejsza wzmianka źródłowa o istnieniu w Kole parafii pochodzi z 12 listopada 1414 roku. 20 czerwca 1419 roku arcybiskup gnieźnieński Mikołaj Trąba erygował i ufundował kościółek Świętego Ducha oraz szpital obok niego, znajdujący się nad Wartą, przy wylocie drogi w kierunku Torunia.
W 1430 roku miszczanie toczyli spór z wójtem kolskim Andrzejem, mieszczanie dążyli bowiem do zwiększenia swojego wpływu na sytuację w mieście. Z 1432 roku pochodzi najstarsza wzmianka o kolskich Żydach, kiedy to Lochman, Żyd kolski procesował się z Janem, synem Mrokoty z Janiszewa. W tym samym roku w Kole utworzono wspólny cech, do którego należeli kowale, blacharze, ślusarze, nożownicy, pasamonicy, rymarze i kuśnierze.
W dniach 24–26 czerwca 1433 roku na kolskich błoniach miała miejsce koncentracja wojsk polskich podczas wojny polsko-krzyżackiej.
18 grudnia 1441 roku na stanowisko rektora kolskiej kaplicy św. Ducha powołano bożogrobca Mikołaja, był to początek obecności zakonu bożogrobców w Kole. Z tego samego roku pochodzi kolejna wzmianka o działalności kolskiej rady miejskiej (oraz prawdopodobnie burmistrza, którym miał być rajca Janusz).
12 stycznia 1451 roku w kolskim kościele farnym arcybiskup Władysław Oporowski konsekrował Jana Gruszczyńskiego na biskupa kujawsko-pomorskiego. W 1453 do Koła przybył Jan Kapistran.
10 czerwca 1454 roku Kazimierz IV Jagiellończyk uwolnił mieszkańców Koła od opłat celnych i targowych w Kłodawie. W 1458 roku Koło zostało zobowiązane do wystawienia 15 pieszych żołnierzy na wojnę trzynastoletnią. W 1459 roku miasto obłożono podatkiem w wysokości 203 grzywien.
W 1461 roku zakon bożogrobców miechowskich toczył spór sądowy o prawo patronatu nad kościołem św. Ducha. Sprawa dotarła do Roty Rzymskiej i ostatecznie sprawę wygrały władze miejskie.
24 czerwca 1464 roku zwołano w Kole sejm prowincjonalny, po którym to wyruszono na wojnę pruską. W XV wieku miasto stało się ważnym ośrodkiem kształtowania się polskiego parlamentaryzmu, odbyło się w nim kilkanaście zebrań sejmowych szlachty z prowincji wielkopolskiej.
2 lipca 1466 roku papież Paweł II wystawił bullę fundacyjną kolskiego klasztoru oo. bernardynów. 23 października tego samego roku przywileje odpustowe dla kolskiego klasztoru wystawili: legat papieski Rudolf von Rüdesheim, arcybiskup gnieźnieński Jan Gruszczyński oraz biskup włocławski Jakub z Sienna. Prawdopodobnie w momencie wystawiania przywileju odpustowego wybudowany był już kościół, dom z kuchnią oraz gotowe były fundamenty pod kolejne budynki. Uroczyste poświęcenie kościoła odbyło się przed 1472 rokiem, kościół był wówczas prawdopodobnie pod wezwaniem świętych Franciszka i Bernardyna.
24 kwietnia 1471 roku starosta kolski Jan Hińcza z Rogowa erygował przy kolskiej farze kolegium siedmiu mansjonarzy. 3 listopada tego samego roku starosta kolski darował wykupione wcześniej wójtostwo Osieka Wielkiego burmistrzowi i radzie miejskiej Koła. Rok później legat papieski wydał dla kolskiego klasztoru kolejny przywilej odpustowy.
W 1475 roku święta Bożego Narodzenia spędził w Kole król Kazimierz Jagiellończyk, który przebywał w mieście przez miesiąc. Podczas jego pobytu przyjęto na kolskim zamku członków orszaku weselnego Jadwigi Jagiellonki, który przywieźli jednak do miasta nieznaną „zarazę gorączkową” (prawdopodobnie dżumę). W wyniku zarazy zmarło w mieście wielu notabli, wśród nich m.in. podstoli litewski Wojciech Moniwid. Kolejna zaraza panowała w 1482 roku.
W latach 1476–1481 miasto Koło znajdowało się pod bezpośrednimi rządami księżnej Anny Sochaczewskiej. W 1478 roku przy kolskim kościele parafialnym ufundowano altarię.
2 kwietnia 1478 roku samorząd miejski wykupił za 520 grzywien wójtostwo kolskie. Ostatnim dziedzicznym wójtem kolskim był Jan z Kłyszewa. Najpóźniej od tego roku w Kole funkcjonowała kancelaria miejska. Z 1480 roku pochodzą najstarsze zachowane zapiski w kolskiej księdze miejskiej.
15 sierpnia 1482 roku w kolskim klasztorze rozpoczęła się kapituła prowincjonalna prowincji polskiej zakonu bernardynów, podczas kapituły wybuchła w mieście zaraza, w wyniku której wielu zakonników nie mogło wziąć udziału w obradach, a część z nich zmarła. 17 kwietnia 1493 roku król Jan I Olbracht na prośbę rady miejskiej w Kole potwierdził przywilej lokacyjny Koła. Od 18 sierpnia 1494 roku na mocy przywileju kardynała Fryderyka Jagiellończyka kolscy mansjonarze mogli posiadać własny dom.
Na przełomie XV i XVI wieku istniała w Kole komora celna. W XV wieku w Kole istniały trzy młyny, w tym „Wielki” („Słodowy”) i „Piaseczny”. Młyn „Wielki” w 1471 roku stał się uposażeniem dla fundacji mansjonarzy.

### XVI wiek
Najprawdopodobniej przed 1502 rokiem spłonął w pożarze oryginalny dokument lokacyjny miasta. Istnieje także wersja mówiąca o tym, że władze miasta sfingowały zniszczenie dokumentu, aby uzyskać większe przywileje, wprowadzając w błąd kancelarię królewską na temat łąk w okolicy wsi Powiercie.
W 1501, 1507 i 1509 roku w Kole zwołane zostały synody prowincjonalne archidiecezji gnieźnieńskiej.
6 lutego 1502 roku król Aleksander Jagiellończyk potwierdził miastu jarmarki i cotygodniowy targ. Dwa lata później król darował kolskim bernardynom 6 beczek soli tłuczonej, która miała zostać wydana jednej z bydgoskich komór celnych. W 1505 roku król przekazał prawo patronatu nad kolskim kościołem parafialnym biskupowi Maciejowi Drzewickiemu, który następnie przekazał je Wojciechowi ze Stawiszyna. W tym samym roku powstał w mieście cech zdunów. W 1516 roku utworzono natomiast cech piwowarów, w tym samym roku król potwierdził przywilej cechu krawców. Przedstawiciele tych dwóch profesji byli w Kole najprawdopodobniej najliczniejsi. Najpóźniej w 1504 roku w Kole istniała łaźnia miejska.
Najprawdopodobniej I połowie XVI wieku, na miejscu wcześniejszego dworu królewskiego wybudowano ratusz, była tu dwukondygnacyjna i podpiwniczona budowla w stylu gotyckim, wybudowana na planie prostokąta o wymiarach 21,8 x 11 m. Prawdopodobnie wcześniej funkcję siedziby władz miejskich pełnił dwór królewski lub inny budynek w obrębie rynku.
W 1518 roku w mieście wybuchł pożar, który strawił znaczną część miasta. Rok później król Zygmunt I zezwolił na założenie pod miastem ogrodów, na polu zwanym Piaski.
W 1520 roku Koło zostało zobowiązane do wystawienia na wojnę polsko-krzyżacką wozu bojowego i dwóch piechurów. W 1540 do kolskiej parafii włączono kościółek św. Wawrzyńca. W 1552 parafia kościelecka została włączona do parafii kolskiej.
W 1555 roku Żydzi uzyskali od wojewody kaliskiego Marcina Zborowskiego przywilej i od tego czasu mogli osiedlać się w Kole. Dwa lata później miasto uzyskało prawo pobierania cła mostowego. Około 1559 roku przedmieście Zduny, otrzymało przywilej wyboru własnego burmistrza i rady. 1 lutego 1556 roku w Kole nocowała wraz z orszakiem królewna Zofia Jagiellonka podczas podróży do Wolfenbüttel, gdzie miała poślubić Henryka II Młodszego.
Zygmunt August 2 czerwca 1564 roku zezwolił Żydom na zamieszkiwanie w mieście. Zobowiązał ich do ponoszenia takich samym podatków jak mieszczanie, otrzymali również pozwolenie na prowadzenie działalności handlowej.
W 1571 roku miasto popadło w kłopoty finansowe. Na poczet spłaty długów sprzedano nawet dom wójtowski. W 1579 w mieście było 89 rzemieślników, wśród nich m.in. złotnik, aptekarz i prasoł. W 1579 roku w mieście mieszkało około 900 osób, a 4 lata później liczba ta wzrosła do 1100. Około 1583 roku w budynku przy farze kolskiej funkcjonowała szkoła, a przy parafii istniało Bractwo Literackie pod opieką kolskich mansjonarzy.
W XVI wieku założono w Kole cmentarz żydowski. W 1593 roku kolscy Żydzi otrzymali pełnię praw obywatelskich.
Na przełomie XVI i XVII wieku w Kole działało 119 warsztatów rzemieślniczych, na terenie Wielkopolski więcej warsztatów posiadały jedynie Poznań, Gniezno, Kalisz i Żnin. Najsilniejszymi gałęziami rzemiosła w Kole było włókiennictwo oraz skórnictwo, następnie także piwowarstwo, piekarstwo i rzeźnictwo.

### XVII i XVIII wiek

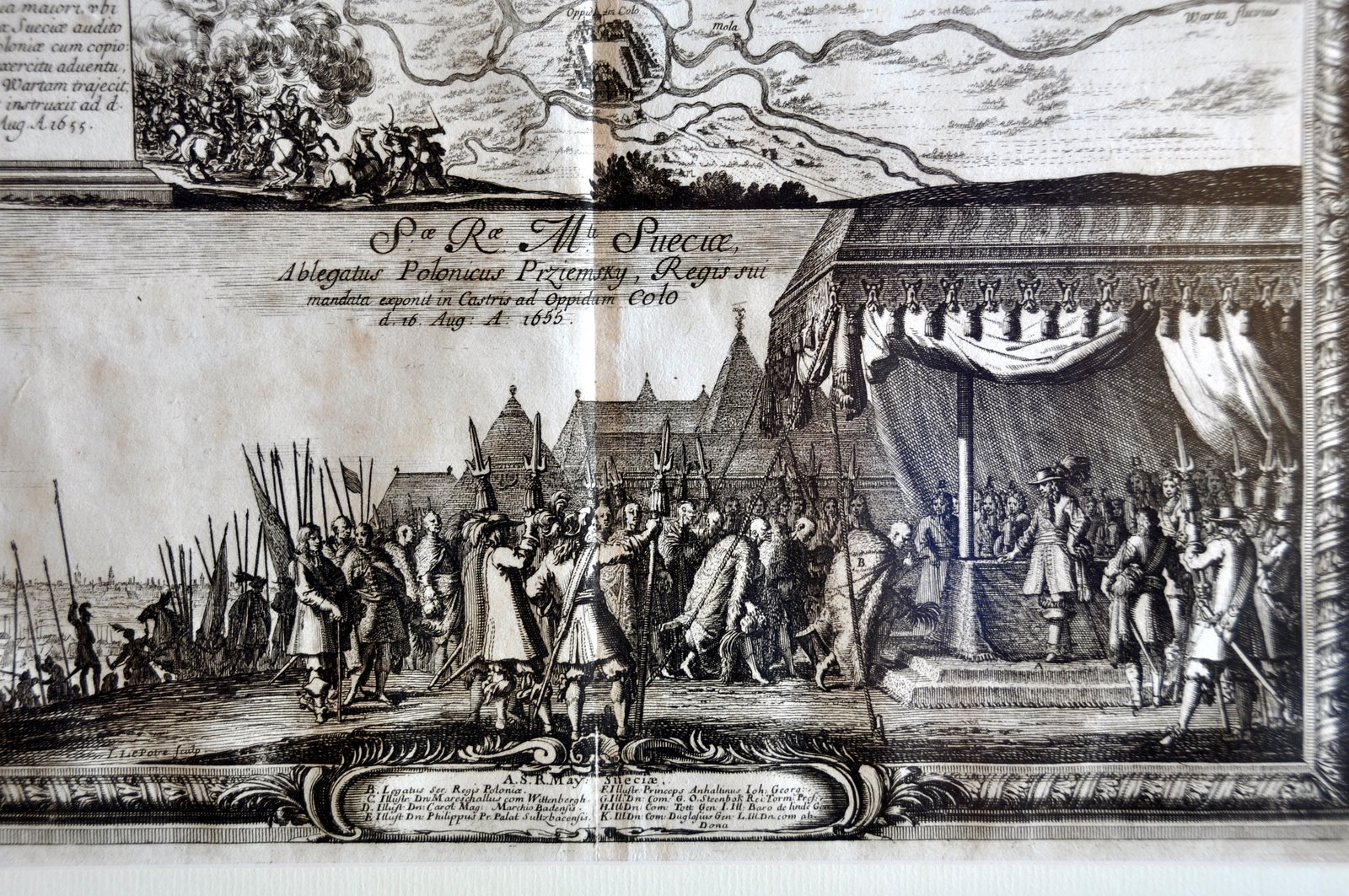
Rycina przedstawiająca wojska Karola Gustawa pod Kołem oraz ogólny widok miasta (górny fragment)

W XVI wieku i na początku XVII wieku miasto nazywane było „Rzeczypospolitą Kolską”. Miasto należało do województwa kaliskiego i powiatu konińskiego. Władze miasta były również właścicielami wsi Blizna oraz Nagórna.
W 1616 roku w Kole było 209 domów chrześcijańskich i 24 domy żydowskie, w mieście mogło wówczas mieszkać od 2200 do 2600 mieszkańców. W 1622 roku miasto zostało splądrowane i częściowo spalone przez oddział lisowczyków, którym odmówiono wstępu do miasta. W 1628 roku w mieście mogło mieszkać około 1600 osób. W 1637 roku mansjonarz Baltazar Mławita ufundował w Kole drugi szpital dla ubogich.
25 sierpnia 1655 roku król szwedzki Karol X Gustaw stanął z 34-tysięcznym wojskiem pod Kołem, rozbijając obóz nieopodal miasta. Wojsko szwedzkie przebywało pod Kołem kilka dni. Zniszczono wówczas niemal całkowicie przedmieście Zduny. Pod Kołem do króla szwedzkiego przybył poseł Jana Kazimierza Krzysztof Przyjemski, prosząc Karola Gustawa o rozpoczęcie negocjacji pokojowych. Po wymarszu wojska szwedzkiego w mieście pozostawiono szwedzką załogę, w 1656 roku miasto zostało oblężone przez antyszwedzkich powstańców złożonych z lokalnej szlachty i chłopstwa. Po potopie szwedzkim w mieście istniało tylko 58 zamieszkałych domów chrześcijańskich i 5 żydowskich, w Kole mieszkało też tylko 11 handlarzy i rzemieślników pochodzenia żydowskiego. Robert T. Tomczak szacuje ówczesną liczbę ludnści w mieście na 650 osób. 
W 1671 i 1676 roku miasto zostało spustoszone przez powódź, szczególnie poważne szkody wyrządziła ona kolskiemu klasztorowi. W II połowie XVII wieku w Kole ustanowiono punkt zborny pospolitego ruszenia z Wielkopolski.
W 1716 odbył się ostatni zjazd szlachty wielkopolskiej w Kole. W maju tego samego roku pod Kołem obóz rozbił oddział konfederatów pod dowództwem Chryzostoma Gniazdowskiego.
W księgach z XVIII wieku znaleźć można świadectwa o atakach katolików na Żydów w Kole. Między innymi, w 1741 roku Jakub Abramowicz okazuje przed sądem rany, zadane mu przez Wojciecha Szczycińskiego podczas napaści w domu starszego kolskich Żydów – Zachariasza. W 1785 roku miała miejsce bójka, w której brali udział Żyd Chirszcz i dwójka mieszczan kolskich, którzy najprawdopodobniej napadli Chirszcza.
W 1736 i 1755 roku kolejne powodzie wywołały zniszczenia w zabudowaniach klasztornych. W 1759 w wyniku pożaru zniszczeniu uległ kościół Świętego Ducha i część miasta. W 1765 roku w mieście mogło mieszkać około 620 osób.
5 września 1678 roku w Kole miał miejsce zajazd konfederatów z Wielkopolski, podczas którego regimentarzem wybrano Jakuba Ujeskiego. 18 lutego 1772 roku w okolicy młynów doszło do potyczki oddziału polskiego pod dowództwem pułkownika Macieja Michała Radolińskiego z Rosjanami pod dowództwem podpułkownika Mojżesza Langa. W walce brało udział ponad 150 konfederatów barskich, oddział polski został wówczas rozbity, a jego żołnierze wzięci do niewoli. Trzech poległych dragonów polskich i jednego żołnierza z oddziału kozackiego pochowano na kolskim cmentarzu. Rosyjski podporucznik Marcin Labius zmarł następnego dnia od swoich ran i także został pochowany z honorami na kolskim cmentarzu.
30 marca 1773 poświęcono kamień węgielny pod nowy kościół klasztorny Nawiedzenia Najświętszej Maryi Panny. Nowy kościół konsekrowano w 1788 roku. Pod koniec XVIII wieku w wieży ratuszowej zainstalowano zegar.
25 czerwca 1789 roku starosta Rafał Gurowski zwolnił z urzędu kolskiego burmistrza za spoliczkowanie starszego kolskich Żydów. W 1793 roku w mieście mieszkało około 1000 osób, z czego 56% stanowili Żydzi. Dynamiczny wzrost liczebności Żydów w Kole spowodowany był prawdopodobnie przychylnym stosunkiem starosty Rafała Gurowskiego do nich.

## Lata 1793–1918

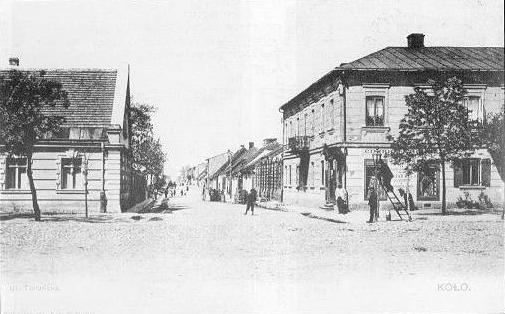
Ulica Toruńska ok. 1910 roku

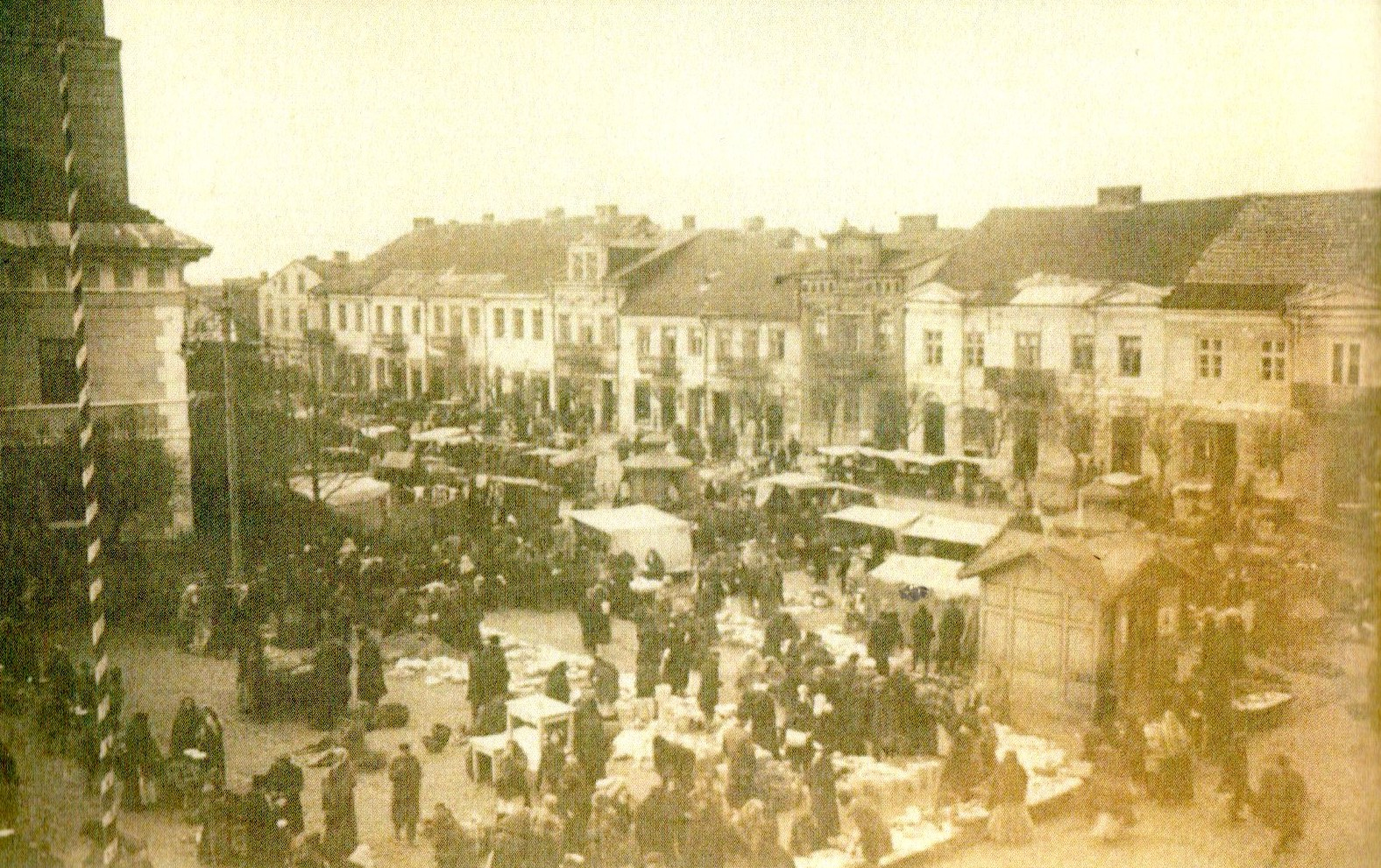
Stary Rynek w Kole ok. 1917 roku

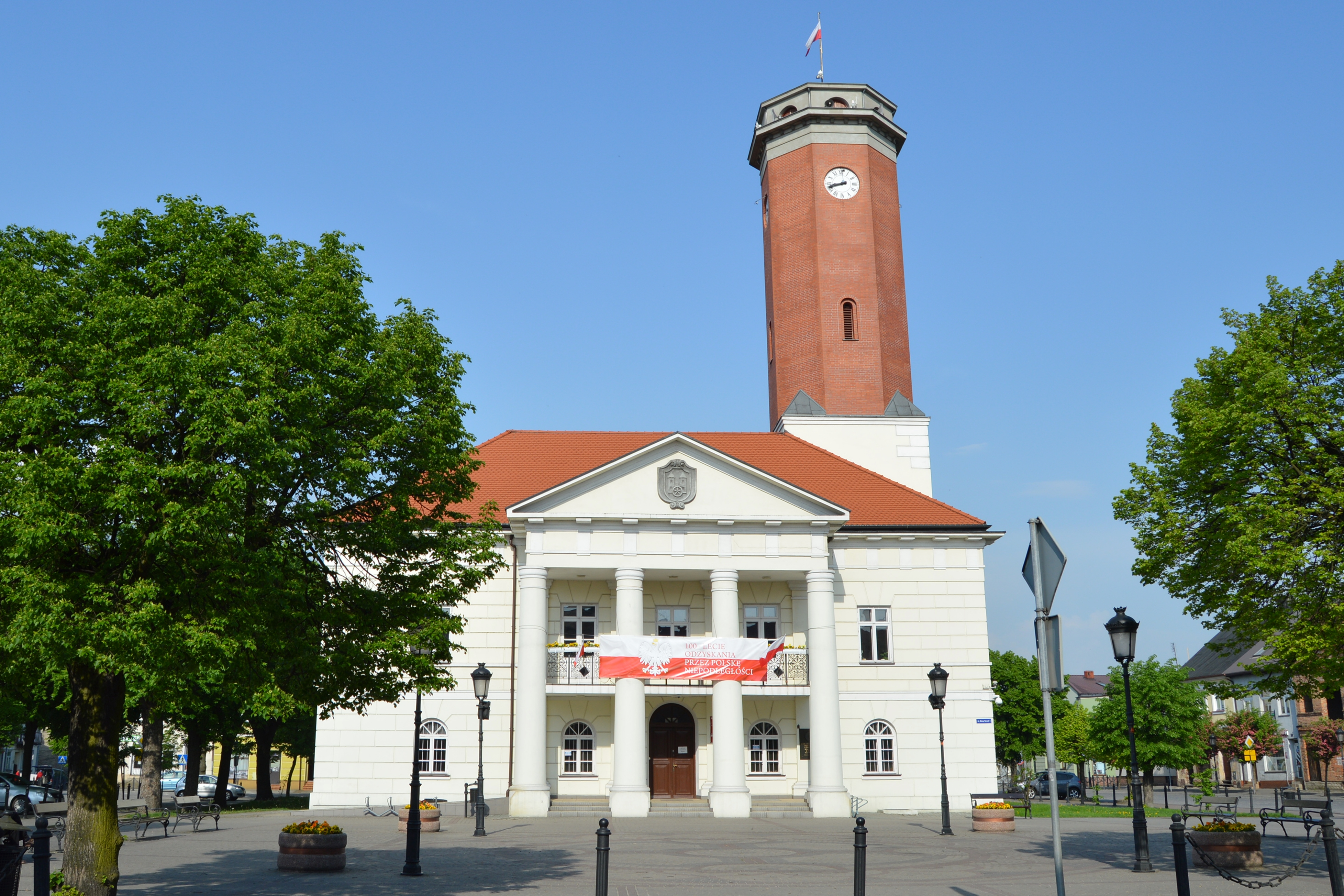
Gmach ratusza w Kole

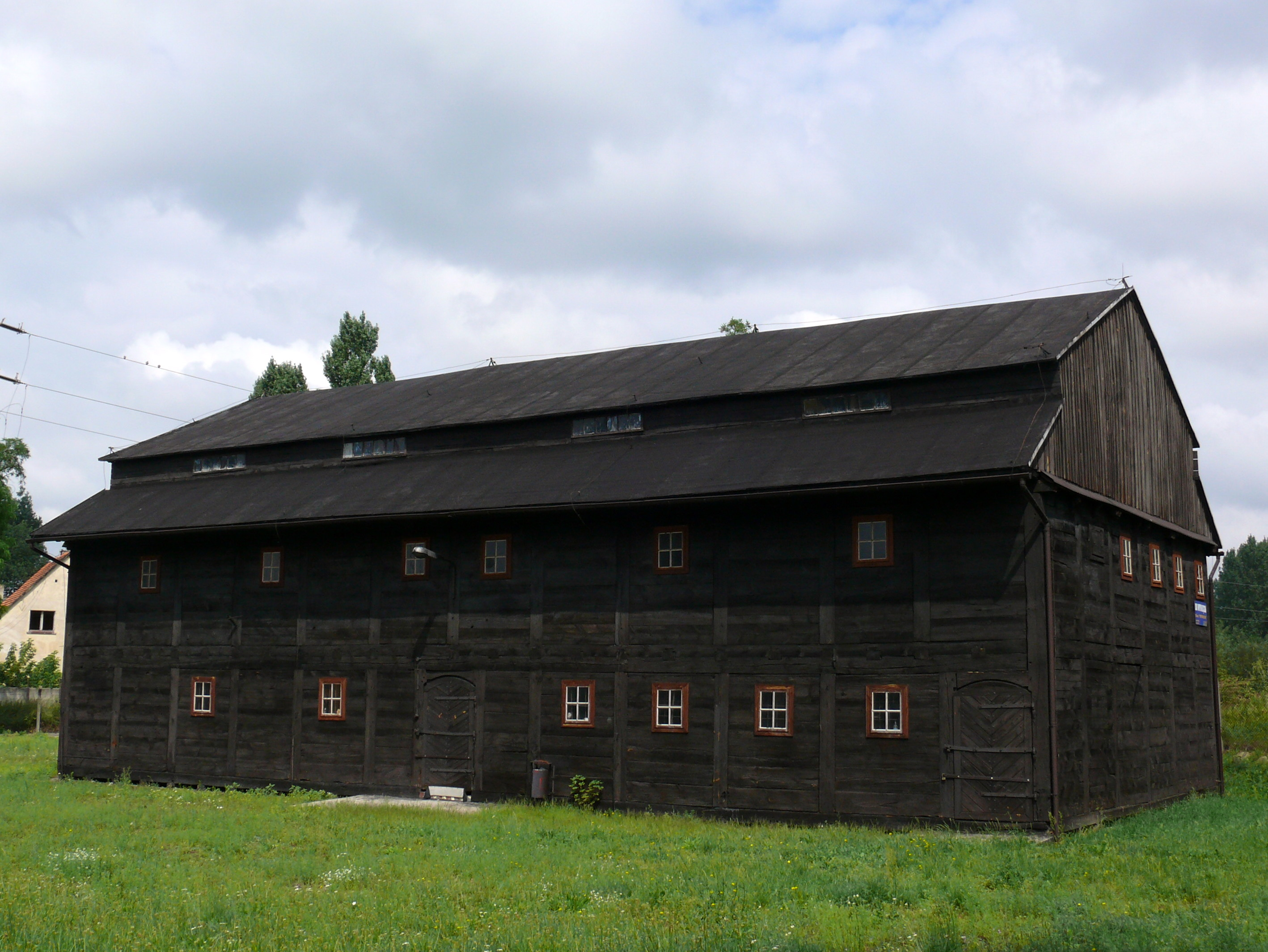
Spichlerz zbożowy

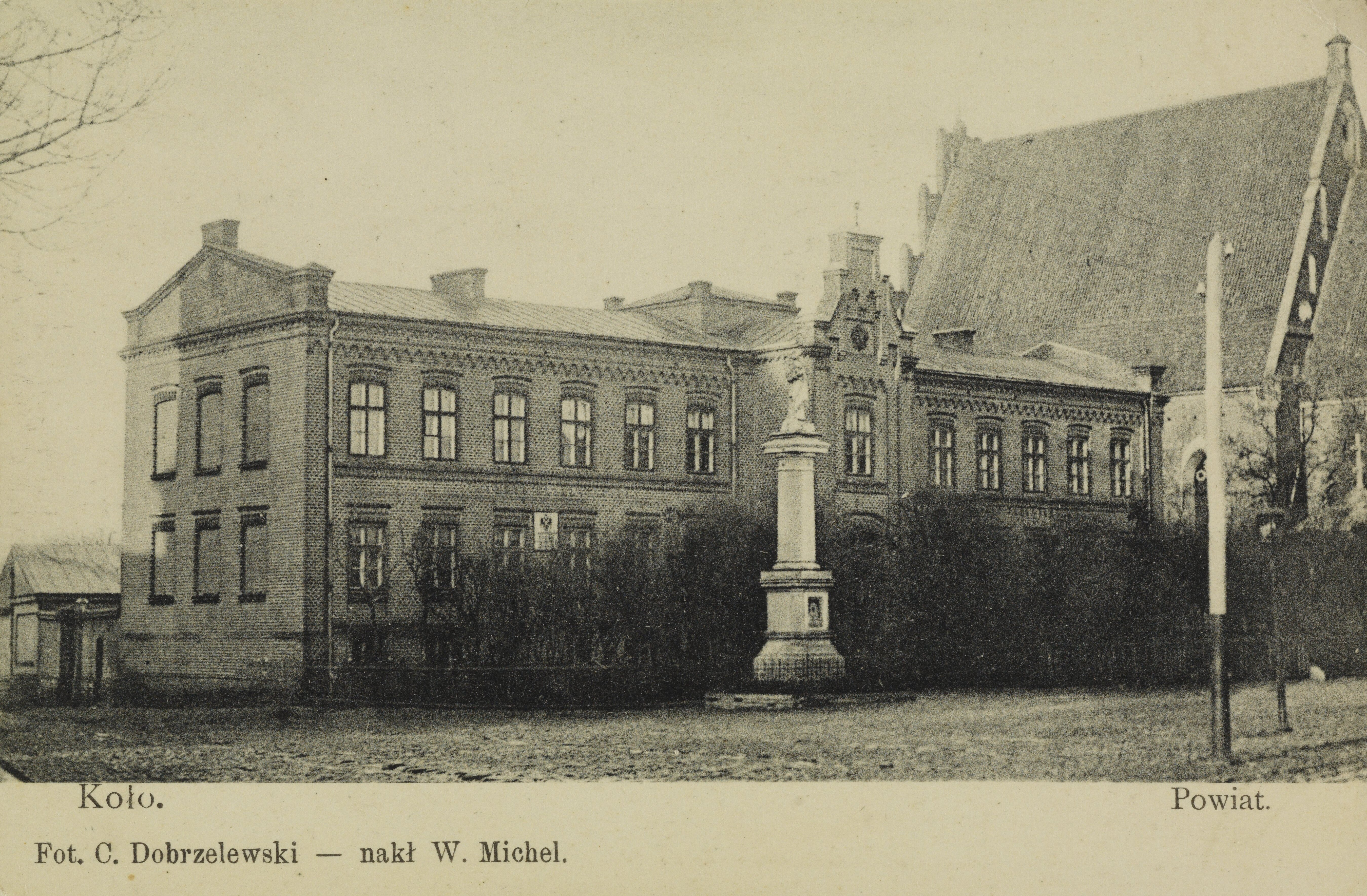
Gmach Urzędu Miejskiego w Kole (przed 1906)

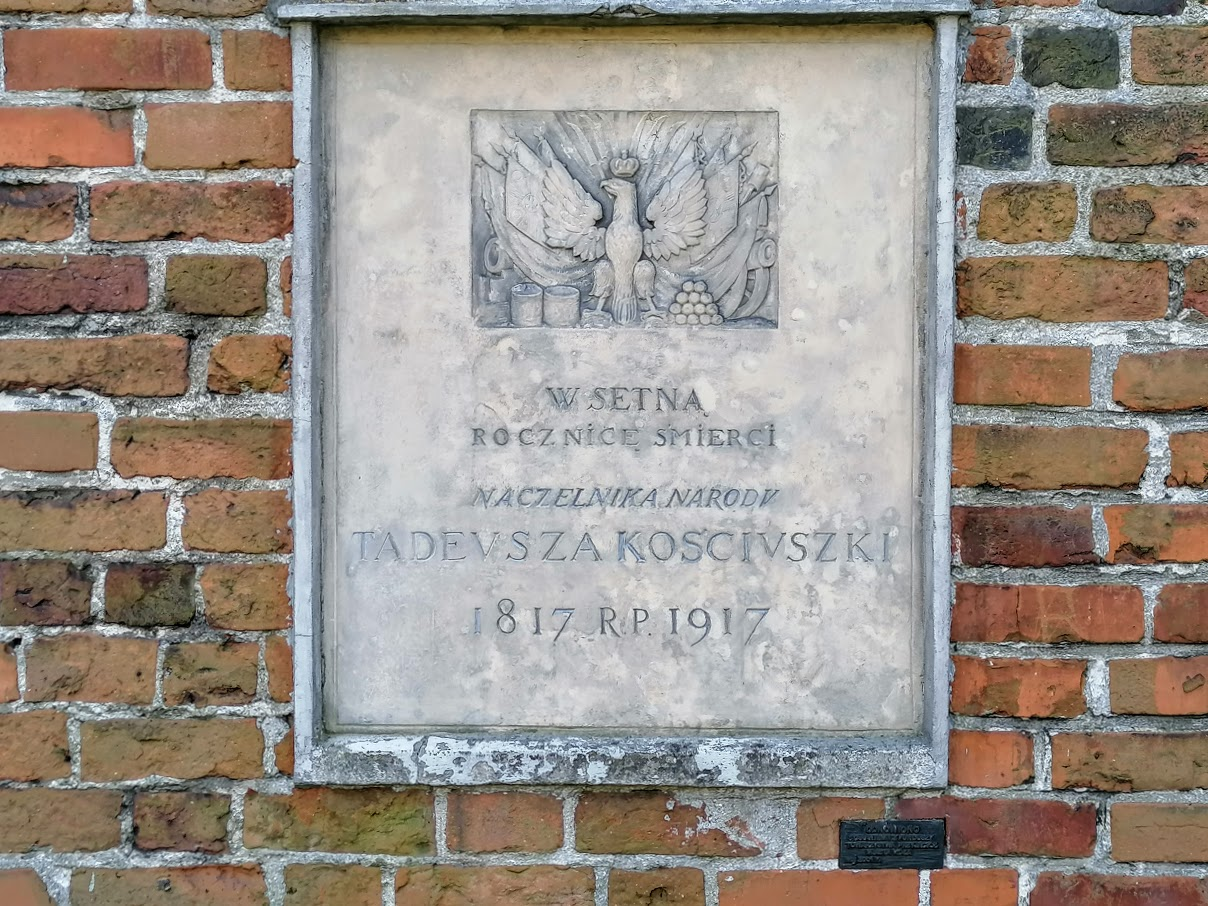
Tablica odsłonięta 21 października 1917 na kościele farnym poświęcona Tadeuszowi Kościuszce

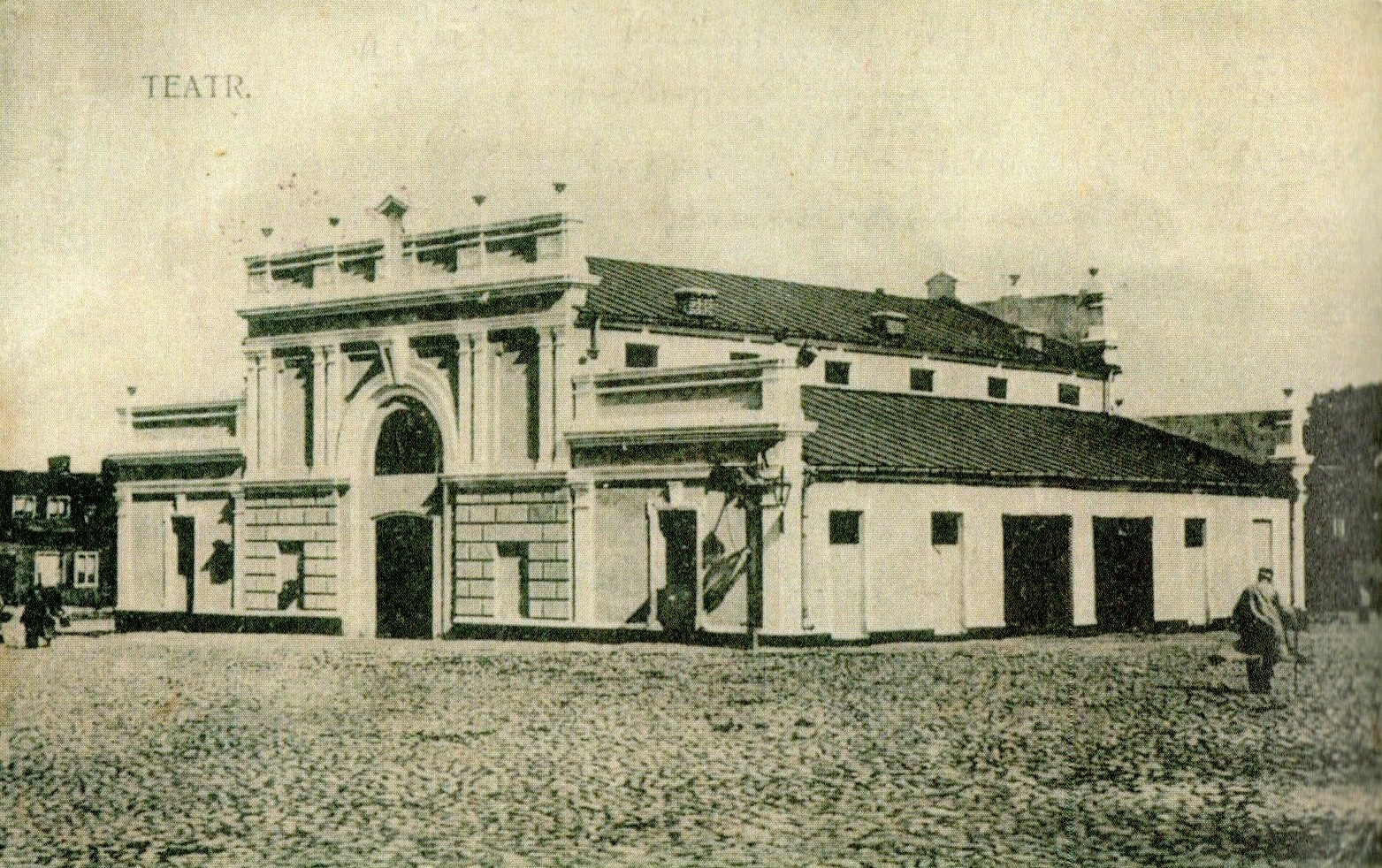
Otwarty w 1888 roku budynek Teatru na Nowym Rynku w Kole

### Początek zaborów i insurekcja kościuszkowska
W 1793 roku Koło dostało się pod zabór pruski. 7 kwietnia wprowadzono prawnie pruską organizację administracyjno-skarbową. Miasto znalazło się w departamencie kaliskim, powiecie konińskim. W Kole znajdowała się siedziba jednego z 18 Urzędów Domen w departamencie kaliskim oraz Urzędu Leśnego. 
Na przełomie 1793 i 1794 roku w mieście mieszkało 998 mieszkańców, znajdowało się w nim 98 domów. Większość zabudowy była drewniana, w mieście znajdowało się także 50 pustych placów, wykorzystywanych jako podwórza i łąki. Mieszkańcy posiadali prawo warzenia piwa i pędzenia wódki bez konieczności oddawania daniny, w większości zajmowali się tym jednak Żydzi.
22 sierpnia 1794 roku ogłoszono w Kaliskiem wybuch insurekcji kościuszkowskiej. We wrześniu generał Franciszek Ksawery Dąbrowski na czele oddziału złożonego z 200 kosynierów i 400 kawalerzystów zdobył Koło, a w borze pod Chojnami odbił z rąk Prusaków 1700 polskich jeńców. 7 września połączone oddziały Andrzeja Jachowskiego i Jana Sieroszewskiego ponownie na krótko zdobyły miasto, które później wróciło pod jurysdykcję pruską, w czasie walk zginęło 19 Prusaków, natomiast ponad 40 dostało się do niewoli. 20 września przez Koło przeszedł oddział generała Jana Henryka Dąbrowskiego, pozostawiając w mieście najciężej chorych.
Władze miejskie pobierały myto za korzystanie z kolskich mostów, w 1795 roku główny most na Warcie był jednak w tak złym stanie, że potrzebne było zbudowanie nowej przeprawy. Spowodowane było to samowolnym pobieraniem opłat przez starostę kolskiego, w związku z czym miasto nie miało funduszy na utrzymanie i budowę nowego mostu.

### Lata 1800–1860
Pod koniec 1806 roku w Kole stacjonowała część 5 Pułku Piechoty. W 1806 roku otwarto w Kole pierwszy zakład przemysłowy – cegielnię miejską.
W 1807 roku w mieście mieszkało 1713 osób, w tym 782 Żydów, rok później mieszkańców było 2515, w tym 802 Żydów.
W 1808 roku powołano w Kole Szkołę Elementarną, utrzymywała się ona ze składek zbieranych przez mieszkańców miasta, z podatku nałożonego na wieś Blizna i Nagórna, zasiłków z kasy miejskiej oraz dotacji kolskiego proboszcza. W szkole pracowało dwóch nauczycieli, językiem wykładowym był polski i niemiecki.
Po wybuchu wojny polsko-austriackiej w 1809 roku w Kole krótko stacjonowały oddziały pospolitego ruszenia z Sieradza, a pod Grzegorzewem oddział pospolitego ruszenia z departamentu kaliskiego stoczył potyczkę z oddziałem austriackim. Po zakończeniu wojny w Kole stacjonował szwadron 5 Pułku Strzelców Konnych. W okresie Księstwa Warszawskiego i później burmistrz Koła pełnił jednocześnie funkcję wójta Gminy Blizna Wieś oraz sprawował nadzór nad mieszkańcami wsi Osiek Wielki Kamelaryjny.
12 lipca 1812 roku z niewiadomej przyczyny wybuchł w mieście pożar; spłonęły 34 domy mieszkalne i wiele budynków gospodarczych. 8 sierpnia 1814 roku przez Koło przewożono zwłoki księcia Józefa Poniatowskiego, które następnie trafiły do Warszawy. Rok później miasto włączono do Królestwa Polskiego. W 1818 roku wspólnota protestancka w Kole skierowała prośbę o zezwolenie na budowę świątyni ewangelickiej. W tym samym roku burmistrz Jan Hiller przekazał komisarzowi województwa kaliskiego Plan rewiru dla Żydów w mieście Kole, który obejmować miał zachodnią część Starego Rynku i pobliskie ulice. Od 1818 roku w klasztorze oo. bernardynów w Kole działał lazaret dla żołnierzy rosyjskich.
W 1820 król Aleksander I Romanow nadał miastu sześćdziesiąt morgów gruntu ornego i łąki. Rok później w celu upamiętnienia przybycia Aleksandra I do stolicy Królestwa Polskiego nadane miastu grunty nazwano osadą Wdzięczność.
W 1824 roku zniesiono probostwo przy kościele Świętego Ducha, a cały majątek przekazano kolskiej farze. W tym samym roku Koło stało się osadą fabryczną, do której sprowadzono grupę sukienników z Niemiec. W Kole działało wtedy 12 warsztatów tkackich produkujących wyroby bawełniane, założono także dwa znaczące zakłady tkackie (m.in. fabryka sukna J. Poykerta). W 1825 roku działało w mieście ponad 49 warsztatów tkackich i 12 warsztatów bawełnianych. Przemysł sukienniczy zanikł w mieście około 1860 roku.
3 i 4 sierpnia 1826 roku przewożono przez Koło trumnę z ciałem gen. Józefa Zajączka. 28 sierpnia 1827 roku zatwierdzono nową regulację i plan miasta, autorstwa architekta Tomasz Karol Pelletier, w wyniku regulacji utworzono nową przeprawę przez Wartę, wytyczono również Nowy Rynek.
W 1830 roku rozpoczęła się przebudowa ratusza miejskiego w duchu klasycystycznym według projektu Henryka Marconiego.
Po wybuchu powstania listopadowego w Kole punkt koncentracji miał nowo utworzony 7 batalion gwardii. W lipcu 1831 roku w rejonie Koła doszło do starć z oddziałami Kozaków. 3 sierpnia 1831 roku oddziały pod dowództwem generała Zygmunta Stryjeńskiego stoczyły w Kole walkę z dwoma pułkami huzarów i Kozakami gen. Bohdana Knorringa oraz płk Josefa Carla von Anrepa. Oddziały rosyjskie wpadły do miasta, gdzie bez wystrzału rozbili dwa polskie szwadrony, a kolejne dwa uciekły bezładnie z miasta na widok wroga. Doszło także do krótkiej walki między Rosjanami a oddziałem piechoty pod dowództwem majora Peszyńskiego, który następnie wycofał się bezpiecznie z miasta. O zmierzchu odcięty od sił powstańczych oddział piechoty i ułanów majora Sandrowskiego uderzył na miasto, przebijając się następnie w kierunku Kościelca.
W 1833 roku wybudowano nowy most na rzece Warcie w kierunku Kalisza. W październiku 1835 roku przez Koło przejeżdżał car Mikołaj I, z tej okazji wyremontowano w mieście dwa mosty, dwa domy rogatkowe, oraz odnowiono okolice odwachu i kierunkowskazy w całym mieście. W sierpniu 1842 roku poznański kupiec Józef Freudenreich otworzył pierwszą w mieście fabrykę fajansu. W 1843 roku utworzono w Kole filię parafii ewangelickiej. Trzy lata później rozebrano kościółek Świętego Ducha.
W 1849 roku przy kościele farnym wzniesiono dzwonnicę murowaną, na miejsce dawnej dzwonnicy drewnianej. W 1850 roku Warta zalała kolską wyspę, w wyniku czego zniszczeniu uległy pozostałe zabudowania kościoła Świętego Ducha, zabudowania probostwa oraz dom dla kalek, starców i chorych.
W 1852 roku Florian Niewiadomski otworzył w Kole pierwszy hotel o nazwie „St. Petersburg”. W 1854 roku w mieście mieszkało 4660 osób, wzrost liczby ludności związany był z dynamicznnym rozwojem przemysłu w mieście. W 1860 roku oddano do użytku nową synagogę przy Nowym Rynku. W tym samym roku w mieście mieszkały 4832 osoby.
Na początku kwietnia 1861 roku miały miejsce dwie manifestacje przed gmachem ratusza, w których wzięło udział ponad tysiąc mieszkańców miasta. 6 kwietnia grupa około tysiąca robotników i rzemieślników udała się pod ratusz, wybijając okna w mieszkaniach burmistrza, sekretarza i kasjera miasta. Demonstracja została rozproszona przez wojsko z artylerią i żandarmerię pod dowództwem kpt. Jagmina. Kolejna manifestacja została zakończona po interwencji miejskiej straży obywatelskiej.
W 1862 roku rozpoczęto budowę zabudowań gospodarczych parafii Podwyższenia Krzyża Świętego. W grudniu 1862 roku w Kole stacjonował sztab i dwa szwadrony 4 Mariupolskiego Pułku Huzarów oraz rota 14 Ołonieckiego Pułku Piechoty.

### Powstanie styczniowe
W nocy 16 lutego 1863 roku miał miejsce pierwszy akt powstania styczniowego w Kole. Grupa powstańców z oddziału Kazimierza Mielęckiego, składająca się z 30 kosynierów i 20 kawalerzystów, zdobyła miasto i dokonała spalenia mostu na Warcie. Oprócz tego ogłosili Tymczasowy Rząd Narodowy jako prawowitą władzę, pozrzucali z budynków carskie orły oraz skonfiskowali pieniądze z kasy miejskiej, pocztowej i powiatowej. Skonfiskowali także wszelką dostępną broń strzelecką. Dołączyło do nich około 60 mieszkańców Koła (w tym 3 pocztowców i listonosz). Na początku maja podpalono w mieście koszary. 6 maja pułkownik Edmund Taczanowski wkroczył do miasta, entuzjastycznie witany przez mieszkańców. Posła pruskiego, Władysława Niegolewskiego, ustanowił szefem magistratu. W rejonie Kościelca miała miejsce potyczka powstańców z oddziałem gen. Brunnera. Rosjanie zostali zmuszeni do odwrotu. W walkach zginęło czterech powstańców, wśród nich m.in. zmarły w wyniku odniesionych ran kpt. Kazimierz Unrug, który został pochowany na cmentarzu rzymskokatolickim. Oddział Edmunda Taczanowskiego, po opuszczeniu Koła, został rozbity podczas bitwy pod Ignacewem.
8 maja miasto ponownie dostało się pod władze carskie. Miało miejsce zniszczenie obu mostów rzecznych. 24 czerwca i 14 sierpnia 1863 roku miały miejsce dwie kolejne bitwy powstańcze. 14 sierpnia oddział powstańczy wywabił część garnizonu rosyjskiego z miasta, kolejny oddział polski wkroczył w tym czasie do Koła, rozbrajając pozostałych w mieście Rosjan i następnie wycofując się. Ostatnie walki w guberni kaliskiej ustały w maju 1864 roku.

### Lata 1864–1900
W 1867 roku w wyniku reformy administracyjnej w Królestwie Polskim utworzony został powiat kolski, wchodzący w skład guberni kaliskiej. W związku z reformą wsie Blizna i Nagórna weszły w skład gminy Czołowo, a ich mieszkańcy zostali uwłaszczeni, co zakończyło ich podległość władzom miejskim Koła. W 1870 oddano do użytku mieszkańców park spacerowy na Przedmieściu Warszawskim.
W 1872 roku z inicjatywy inżyniera Zygmunta Młodkowskiego powstała Ochotnicza Straż Ogniowa w Kole, 3 maja 1887 roku władze rosyjskie oficjalnie uznały Straż za organizację o charakterze formalno-prawnym. W 1902 roku została ona członkiem Cesarsko-Rosyjskiego Towarzystwa Pożarniczego, przejęła również wtedy obowiązki oczyszczania i oświetlania miasta. W 1906 roku miało miejsce uroczyste nadanie i poświęcenie sztandaru kolskiej Straży Ogniowej.
W latach 1863–1895 przeprowadzono gruntowny remont kościoła farnego. Powstała wówczas polichromia autorstwa Wincentego Strubińskiego. Do kościoła dobudowano neogotycką kruchtę, założono także sklepienia w suficie nad nawą główną. W 1890 roku od strony północnej dobudowano do kościoła kaplicę Matki Bożej Częstochowskiej.
W 1876 roku w mieście mieszkało 6846 osób. 30 sierpnia 1879 roku oficjalnie otwarto 4-klasową szkołę realną. W 1883 roku konsekrowano ewangelicki kościół Opatrzności Bożej. W tym samym roku otwarto również Bibliotekę Publiczną w Kole.
W marcu 1888 roku w mieście miała miejsce powódź, dzięki staraniom burmistrza miasta poszkodowani znaleźli wówczas schronienie w kolskim klasztorze, gmachu biura powiatu i mieszkaniach prywatnych. 10 grudnia tego samego roku otwarto w Kole Teatr Miejski, znajdujący się przy obecnym Nowym Rynku, widownia teatru pomieścić mogła 300 osób.
W 1890 roku powstała w Kole pierwsza stacja pocztowo-telegraficzna. 3 lata później w mieście wybuchła epidemia cholery. W 1896 roku erygowano w Kole parafię prawosławną św. Elżbiety, cerkiew parafialna istniała od 1890 roku i znajdowała się w budynku urzędu powiatowego.

### Początek XX wieku
W 1901 roku powstało Towarzystwo Wspomagania Ubogich, prywatne stowarzyszenie utrzymujące bezpłatną szkołę dla 60 dzieci, ochronkę i salę zajęć. W 1902 roku rozpoczęły w Kole działalność organizacje syjonistyczne, syjoniści posiadali swoich przedstawicieli w radzie miejskiej oraz Radzie Gminy Żydowskiej, prowadzili także Klub Sportowy Młodych Syjonistów „Makabi”.
10 czerwca 1902 roku zostało założone z inicjatywy Czesława Freudenreicha, Władysława Klimaszewskiego, J. Lutostańskiego, Stanisława Piaskowskiego i S. Supperta Towarzystwo Śpiewacze „Lutnia”. Rok później utworzono Towarzystwo Wzajemnego Kredytu oraz organizację Towarzystwo Muzyczne pod kierownictwem Władysława Klimaszewskiego. W 1904 roku otwarto pierwszy bank – Kolskie Towarzystwo Pożyczkowo-Oszczędnościowe. Na początku 1905 roku w Kole rozpoczęła działalność komórka Bundu.
W okresie rewolucji 1905 roku, 7 marca 1905 roku w kolskiej Szkole Handlowej uczniowie rozpoczęli strajk, domagając się wprowadzenia w szkole języka polskiego jako język wykładowy, kontroli Polaków nad całym szkolnictwem, zrównaniu praw wszystkich szkół polskich o jednakowym poziomie nauczania i zaprzestania wydalania uczniów z powodu ich osobistych przekonań. Kilka dni później w Szkole Handlowej wprowadzono język polski jako język wykładowy dla wszystkich przedmiotów oprócz historii i geografii, przyczyniło się to do znacznego zwiększenia liczby kandydatów i uczniów Szkoły Handlowej. Od jesieni 1905 roku strajkowali również uczniowie Szkoły Elementarnej w Kole. Strajkowali również pracownicy majątków ziemskich oraz czeladnicy szewscy i piekarscy. 8 listopada na podwórzu kolskiej fabryki fajansu odbył się wielki wiec mieszkańców Koła i Okolic, któremu przewodniczył ziemianin Antoni Łuszczewski – właściciel dóbr Osiek Mały.
29 kwietnia 1905 roku utworzono w Kole pierwszą organizację spółdzielczą – Udziałową Spółkę Szewców Miasta Koła, której inicjatorem był ksiądz Wiktor Potrzebski.
13 listopada 1905 roku Towarzystwo Śpiewacze „Lutnia” zostało przemianowane na Towarzystwo Dramatyczno-Muzyczne „Lutnia”, prezesem Towarzystwa został Czesław Freudenreich, wiceprezesem – Stanisław Piaskowski. 
1 stycznia 1906 roku, podczas gdy ludzie wracali z uroczystej mszy świętej w kolskiej farze doszło w mieście do rozruchów. W wyniku interwencji żołnierzy rosyjskich zginęła jedna osoba, a wielu odniosło rany. Rozruchy rozpoczęły się od próby rozpędzenia większej grupy przechodniów pod ratuszem przez szwadron dragonów. Dowódca dragonów zastrzelił z rewolweru jednego z przechodniów, a reszta żołnierzy na jego rozkaz zaczęła strzelać w tłum. W tym samym roku rozpoczęła w Kole działalność sześcioklasowa Pensja Żeńska pod kierownictwem Anieli Grzeszekiewiczówny, mieściła się ona przy ul. Toruńskiej 2.
6 sierpnia 1908 roku ks. kanonik Edward Narkiewicz wraz z duchownymi z dekanatu kolskiego dokonał poświęcenia Kaplicy Przemienienia Pańskiego wybudowanej na cmentarzu rzymskokatolickim w Kole. W 1909 roku Koło zamieszkiwało 9397 osób. 5 stycznia 1910 roku uruchomiona została linia komunikacji samochodowej z Konina do Kalisza przez miasto, w tym samym roku Koło stało się posiadaczem pierwszego własnego kinematografu. 15 września 1910 roku spłonął drewniany most na Warcie.
8 marca 1911 roku w jednej z kolskich herbaciarni zastrzelono rosyjskiego żandarma, nieznany zamachowiec zbiegł z miejsca zdarzenia. W latach 1912–1914 trwała budowa kolskiego szpitala przy ulicy Poniatowskiego, twórcą szpitala i jego pierwszym dyrektorem był dr Henryk Fiałkowski. W 1913 roku w Kole mieszkały 10 474 osoby, w przededniu I wojny światowej mieszkańców było 10 857. W 1914 roku członkowie nieleagalnej, robotniczej organizacji żydowskiej „Achtut” zorganizowali masową ucieczkę więźniów aresztu policyjnego w kolskim ratuszu.

### I wojna światowa
W sierpniu 1914 wojska rosyjskie, opuszczając miasto, spaliły za sobą most na Warcie i ewakuowały całą administrację na wschód. We wrześniu miasto zajęły wojska niemieckie, które musiały jednak opuścić później Koło. Ostatecznie wojska niemieckie zajęły Koło 13 listopada 1914 roku. Wówczas powiat kolski został połączony z tureckim, a siedzibą połączonego powiatu zostało Koło. Komendantem wojennym powiatu był ppłk Müller, którgo w lutym 1915 roku zastąpił naczelnik cywilny, hrabia Clarion d′Haussonville. Od 9 listopada 1915 roku naczelnikiem był radca stanu von Hoffmann.
W 1915 w mieście zaczęła funkcjonować elektrownia. W tym samym roku rozpoczęły w Kole działalność pierwsze komórki Polskiej Organizacji Wojskowej. Rok później powstały także reaktywowane kolskie jednostki Bundu oraz założono komórki Poalej Syjon. Od 1917 komendantem Obwodu POW Koło był Adam Borkiewicz, a jego zastępcą kpt. Michał Janecki. W 1918 w kolskim obwodzie POW działało ponad 500 osób, w tym pewna liczba piechurów i ułanów z Legionów Polskich oraz dezerterzy z wojska niemieckiego. Uzbrojenie składało się jednak tylko z dwóch pił, jednej siekiery, trzech starych karabinów rosyjskich (wydobytych wcześniej ze stawu) oraz niemieckiej amunicji. Do broni zaliczyć można było również strzelby członków-leśników i członków-kłusowników. Później zakupiono również kilka nowych pistoletów, przemyconych z Wielkiego Księstwa Poznańskiego. Działalność zbrojna i sabotażowa POW nasiliła się od połowy 1917 roku, członkowie organizacji obalali słupy telegraficzne, zrywali tory, niszczyli maszyny rolnicze, słome i zboże. Dokonano również kilku zamachów na naczelnika policji w Kole. Od lata 1918 roku działał także Oddział Lotny Obwodu Koło, któremu udało się m.in. rozbroić kilku żołnierzy niemieckich stacjonujących w majątku Bierzwienna Krótka.
W 1917 roku powołano w Kole Radę Miejską, pierwszym burmistrzem został Maks Geppert, a jego zastępcą Michał Ostrowski. W tym samym roku powołano w Kole Towarzystwo Sportowe „Piechur” oraz Sąd Pokoju Okręg Koło.
3 maja 1917 roku miały miejsce w Kole obchody 126. rocznicy uchwalenia Konstytucji 3 maja, odświętnie udekorowano miasto, wydawano specjalne znaczki, a w samym mieście i pobliskich wsiach odczytywano specjalne komunikaty i wygłaszano odczyty. O 9 rano zorganizowano przez miasto pochód, który wyruszył z parku im. Stanisława Moniuszki i zatrzymał się przed kolskim klasztorem, gdzie następnie odprawiano mszę świętą. W tym samym czasie w synagodze miało miejsce także nabożeństwo dziękczynne. Następnie pochód skierował się za miasto, gdzie na miejscu potyczki z czasów powstania styczniowego odsłonięto krzyż z napisem: Poległym za wolność 1863 roku.
14 października 1917 roku odbyła się w Kole kolejna wielka manifestacja i pochód z okazji setnej rocznicy śmierci Tadeusza Kościuszki. 21 października tego samego roku odsłonięto tablicę pamiątkową ku czci Tadeusza Kościuszki, wmurowaną w ścianę kościoła farnego. Autorem tablicy był artysta Edmund Trojanowski.
W 1918 roku otwarto w Kole kolejną, sześcioklasową Pensję Żeńską pod kierownictwem Wandy Rokossowskiej. W tym samym roku zakupiono również sztandar dla kolskiej „Lutni”.

## Lata 1918–1939

### Odzyskanie niepodległości

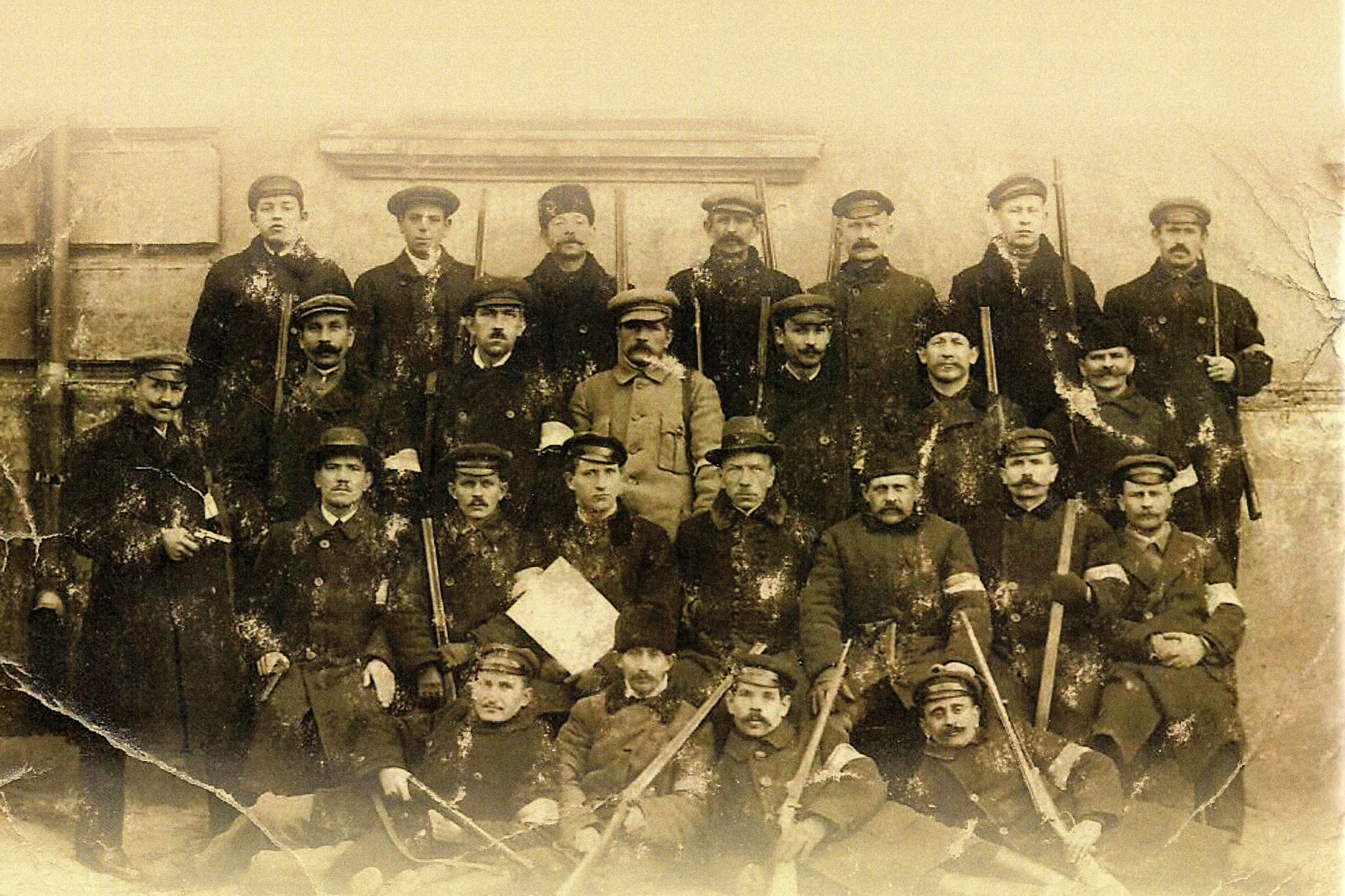
Czesław Freudenreich (pośrodku, w kapeluszu) w otoczeniu członków Milicji Obywatelskiej Powiatu Kolskiego

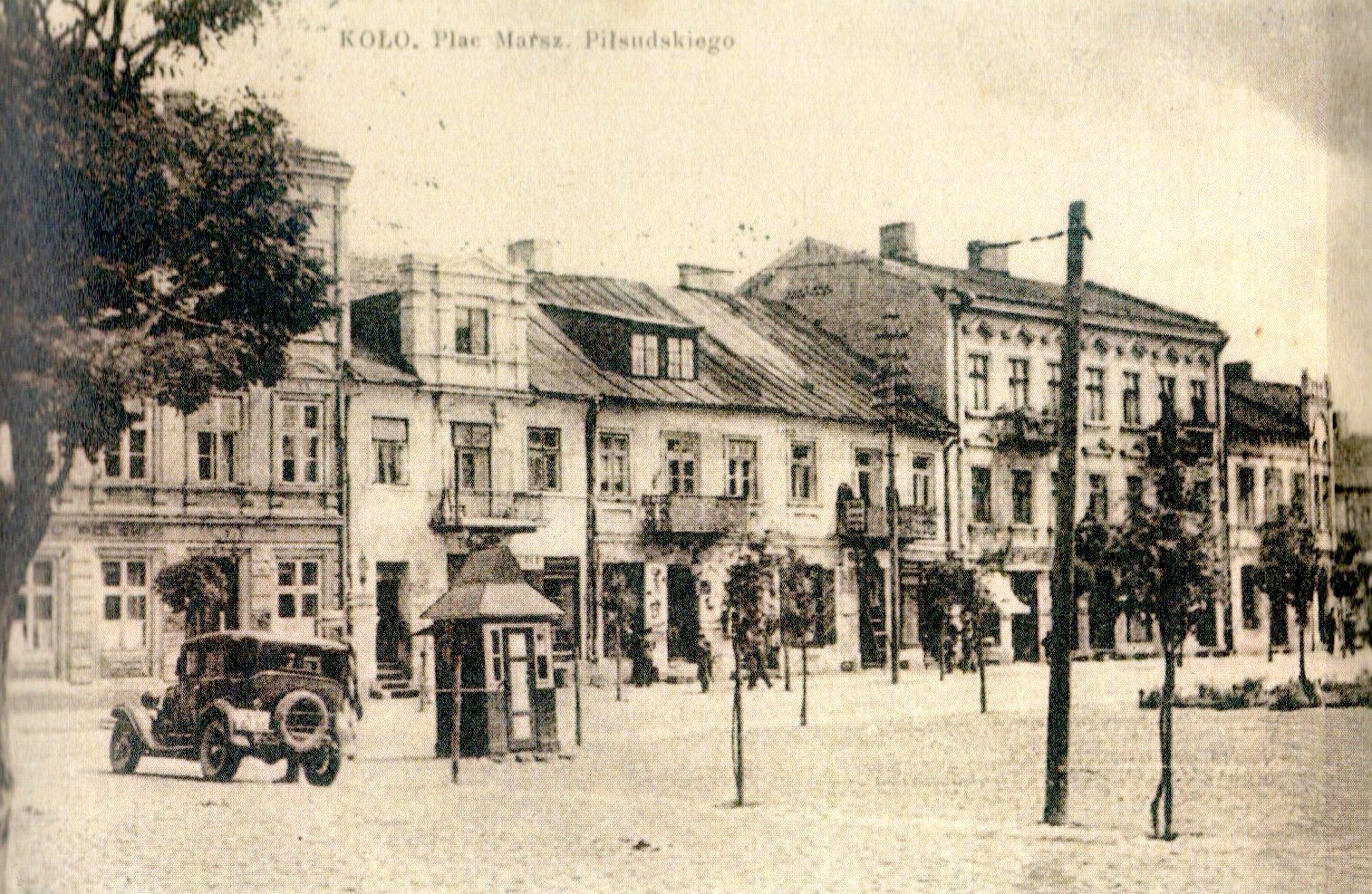
Stary Rynek w dwudziestoleciu międzywojennym

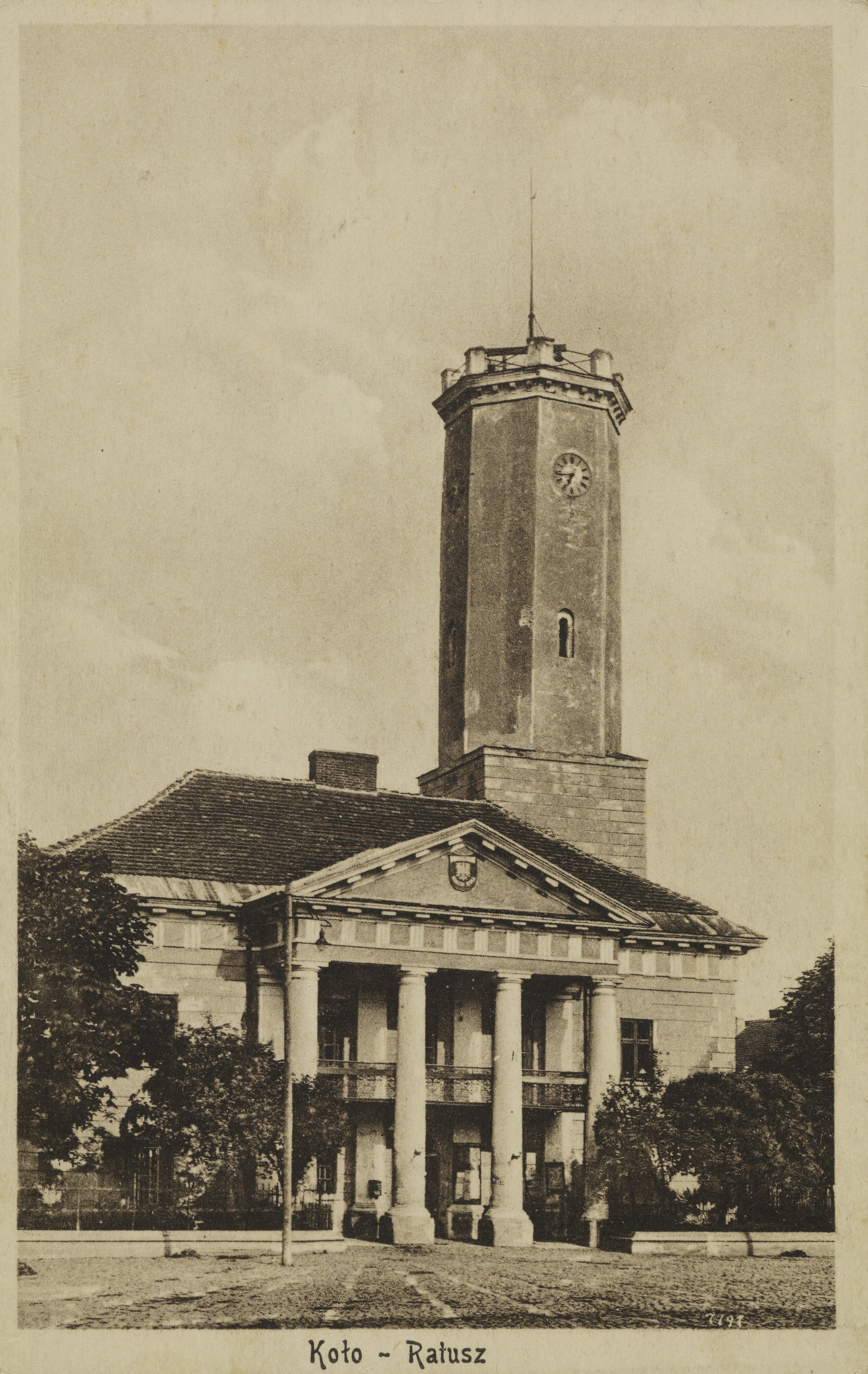
Kolski ratusz ok. 1920

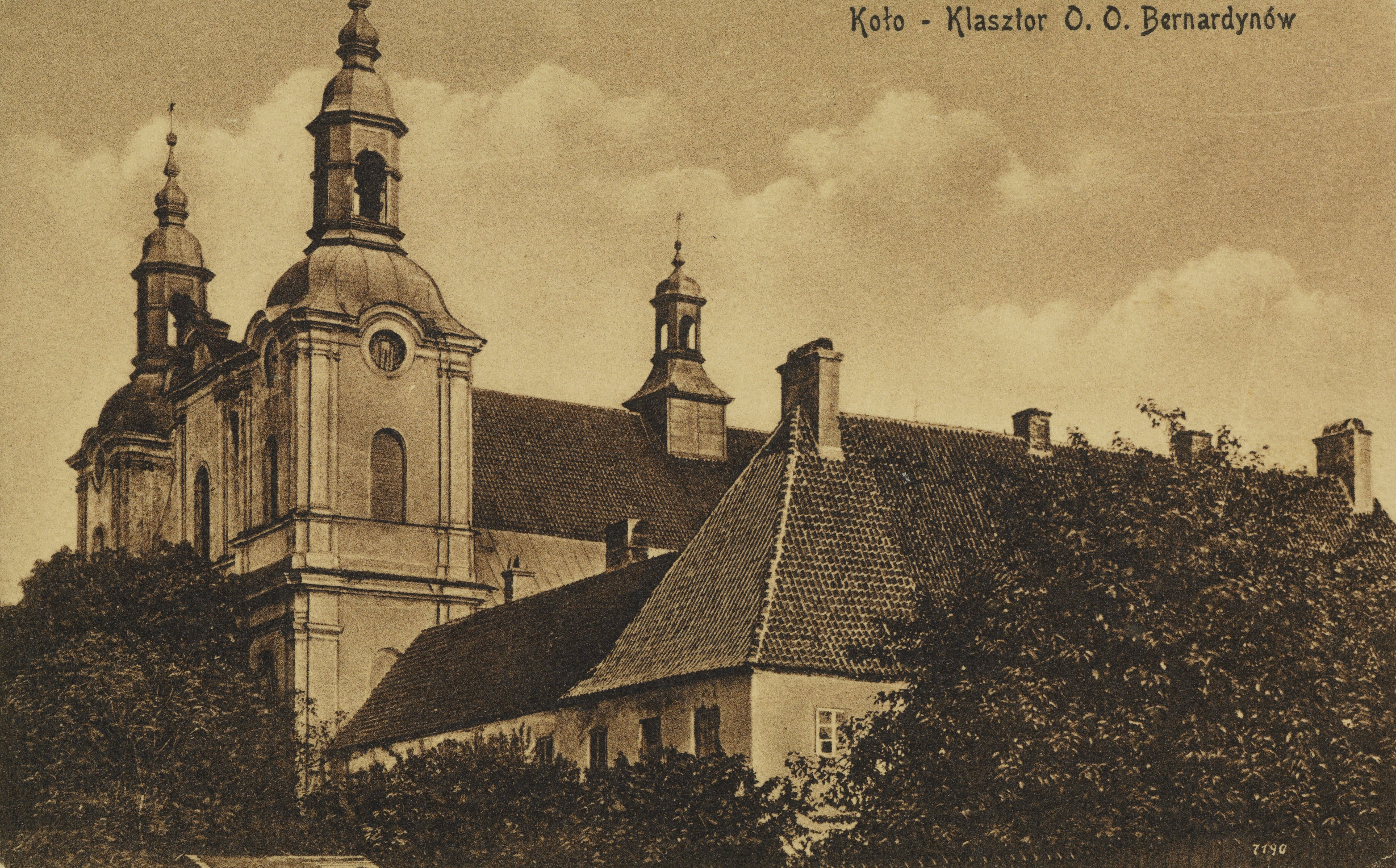
Klasztor ojców bernardynów w Kole ok. 1920

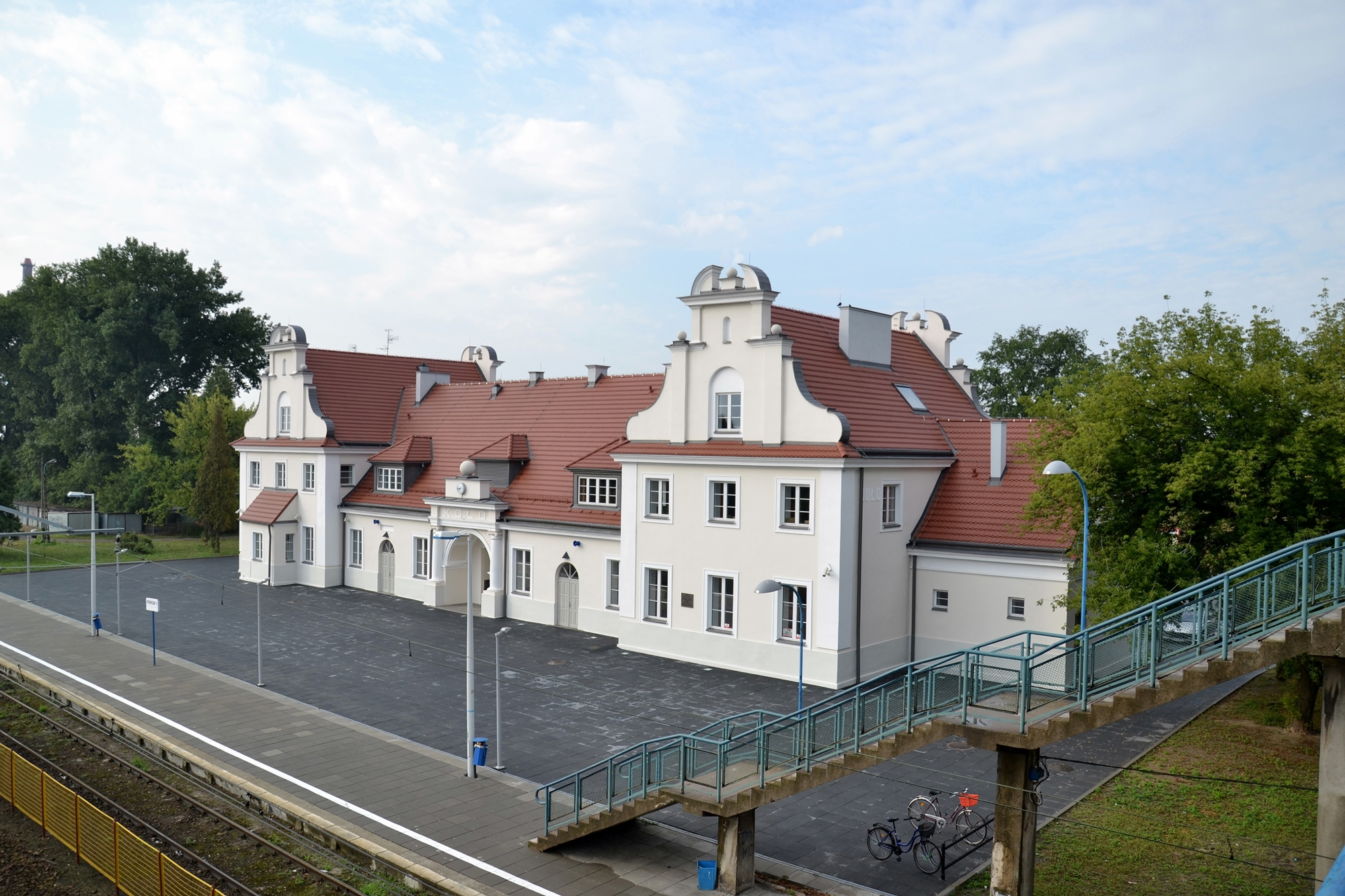
Budynek dworca kolejowego

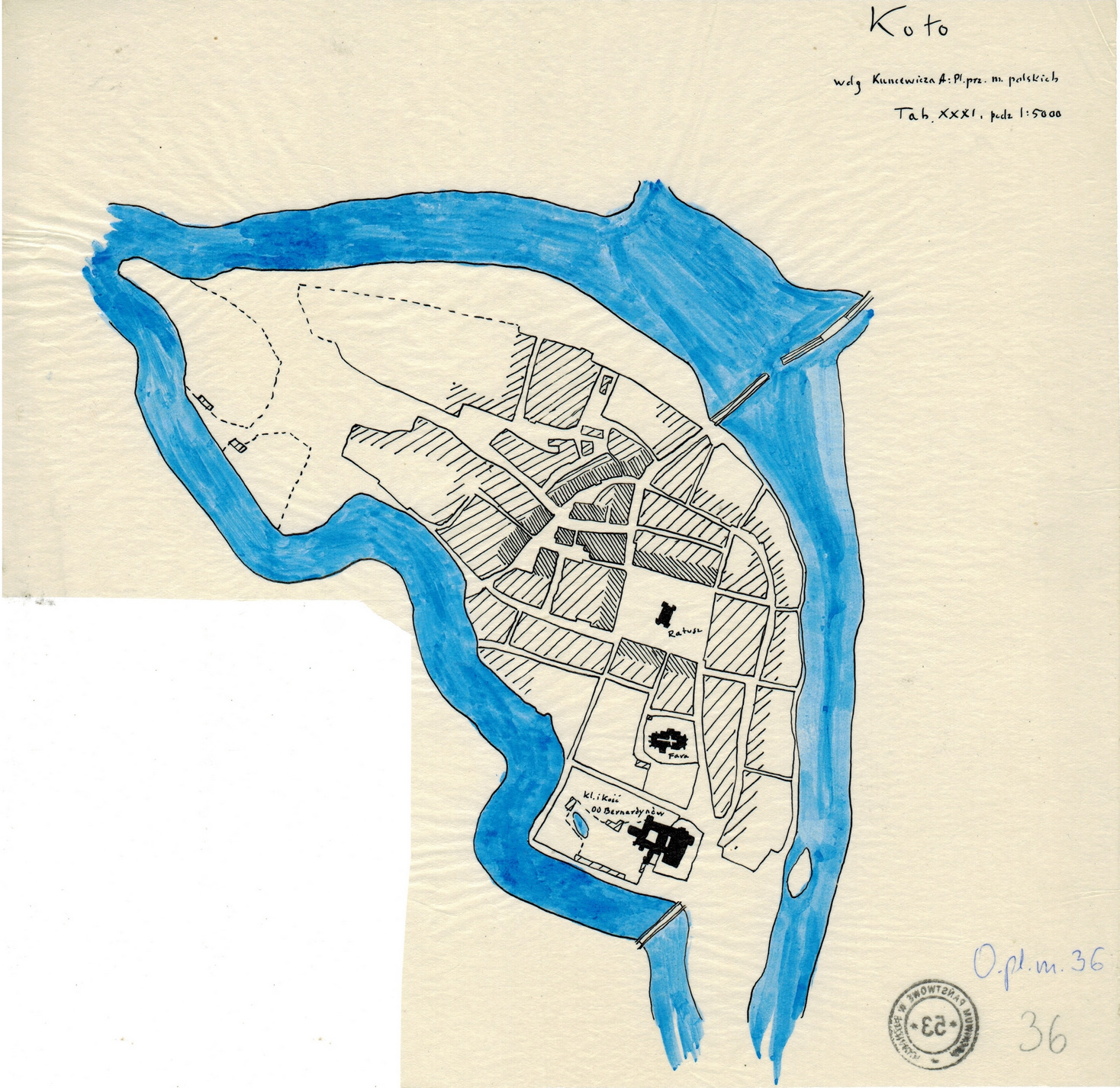
Odrys planu miasta Koło według H. Müncha pochodzący z XX w. (miejsce przechowywania: Archiwum Państwowe w Poznaniu)

Wieczorem 10 listopada do Koła powrócił z Warszawy komendant Obwodu Adam Borkiewicz, jeszcze tego samego dnia dowiedział się o wybuchu rewolucji w Niemczech i zarządził mobilizację wszystkich podległych mu oddziałów, nakazując rozesłać po powiecie gońców oraz bić w dzwony. Najbliższe oddziały dostały polecenie aby ściągać do podmiejskiego lasu z jakąkolwiek bronią, a oddział miejski miał zebrać się na przedmieściu. Wszystkie oddziały otrzymały też rozkazy rozbrajania pojedynczych żołnierzy niemieckich i urzędów, zabroniono jednak atakowania zwartych grup przeciwnika.
Licząca około 50 żołnierzy załoga miasta zebrała się szybko w koszarach, ulokowanych w centrum miasta (w budynku Szkoły Realnej przy obecnej ulicy Mickiewicza). Opuszczenie przez Niemców innych miejsc miasta pozwoliło obsadzić oddziałami POW urzędy, stację kolei wąskotorowej oraz magazyny. Rozbrojono także kilkunastu żołnierzy i policjantów, którzy nie zdążyli dostać się do koszar. W rozbrajaniu żołnierzy brała udział ludność miasta, wyciągając okupantów nawet z ich mieszkań. W trakcie rozbrajania okupantów do miasta przybył członek POW z powiatu konińskiego informując o tym, że w Koninie trwają walki i zwrócił się z prośbą do Adama Borkiewicza o przejęcie dowództwa i przysłaniu tam posiłków. Komendant wrócił do Koła dopiero w nocy, po przybyciu do Konina oddziału POW z Kazimierza.
Pod kolskimi koszarami zebrała się w tym czasie duża grupa mieszkańców, po pertraktacjach (w których rolę tłumacza pełnił ks. Jan Ostrowski, wikariusz z kolskiej fary) Niemcy zgodzili się oddać połowę broni Polakom. 12 listopada, w południe Niemcy zostali odeskortowani na stację kolei wąskotorowej, gdzie nastąpiło „uroczyste” przejęcie broni. Tego samego dnia do Koła nadciągnęły w końcu oddziały POW z całego powiatu, niektóre wiodące jeszcze jeńców. Do Koła przybyły m.in. oddziały Kozłowskiego z bronią i jeńcami czy oddział kosynierów z Wrzącej Wielkiej pod dowództwem kpr. Władysława Oczkiewicza. Po dotarciu na miejsce wszystkich oddziałów nastąpił podział na sekcje, plutony i kompanie, które następnie utworzyły VI batalion strzelców ziemi kaliskiej. Podczas jednej z pierwszej inspekcji wart miał miejsce wypadek, dowódca znalazł przy magazynach zbożowych nieprzytomnego wartownika (15− lub 16−latka), który ponad 48 godzin stał na warcie w letnim ubraniu. Dochodzenie wykazało, że zapomniano o nim i pozostawiono go na warcie, żołnierz przypłacił to ciężkim zapaleniem płuc, jednak po wyzdrowieniu brał udział jeszcze w wojnie polsko-bolszewickiej (podczas której stracił rękę).
10 listopada 1918 roku o godzinie 10 wieczorem do kolskiego starostwa przybył naczelnik powiatu kolskiego von Hoffmann, aby w towarzystwie dwóch oficerów przekazać klucze do siedziby naczelnika właścicielowi dóbr Brudzew – Wacławowi Kurnatowskiemu. Po negocjacjach von Hoffmann zgodził się przekazać 30 karabinów wraz z amunicją dla nowo utworzonej Milicji Obywatelskiej Powiatu Kolskiego pod dowództwem Czesława Freudenreicha. Tej samej nocy ukonstytuował się również Tymczasowy Zarząd Powiatu Kolskiego, w którym zasiadali: Wacław Kurnatowski (starosta), dr. med. Henryk Fiałkowski (kierownik Wydziału Lecznictwa i Zdrowotności), inż. Stanisław Kwasiborski (kierownik Wydziału Oświaty), ks. kan. Wojciech Gniazdowski (kierownik Wydziału Opieki Społecznej i Wydziału Oświaty), Czesław Freudenreich (kierownik Wydziału Bezpieczeństwa i komendant Milicji Obywatelskiej Powiatu Kolskiego), adw. Aleksander Nowiński (kierownik Wydziału Sądownictwa) i Władysław Klimaszewski (kierownik Wydziału Skarbowości). Pierwszym burmistrzem Koła został Michał Ostrowski – naczelnik Ochotniczej Straży Pożarnej i właściciel fabryki maszyn rolniczych.

### Wojna polsko-bolszewicka
14 lipca 1920 roku na wiecu w Teatrze Miejskim w Kole powołano lokalny Obywatelski Komitet Obrony Państwa, którego przewodniczącym został burmistrz Władysław Klimaszewski (13 lipca mianowany przez gen. Józefa Hallera pełnomocnikiem komitetu ogólnopolskiego na powiat kolski). W skład Komitetu Wykonawczego weszli: Władysław Klimaszewski, A. Makowski, dr. Henryk Fiałkowski, Wacław Kurnatowski, J. Jałkiewicz, Stanisław Kulka, J. Pawłowski oraz o. Bonawentura z klasztoru bernardynów w Kole. W działalność komitetu angażowali się również starosta kolski Feliks Wilski, reprezentant Sejmiku Powiatowego Michał Ostrowski oraz przedstawiciele grup zawodowych, społecznych i partii politycznych w Kole. Poza tym powołano również 17 pełnomocników komitetów gminnych.
Działalność Komitetu polegała na wykonywaniu wezwań Rady Obrony Państwa oraz rozwijaniu własnej inicjatywy (werbunek, wspieranie pożyczki państwowej i zbiórki przedmiotów). Na Starym Rynku w Kole rozwieszono transparent z wezwaniem do walki za ojczyznę.
Obywatelski Komitet Obrony Państwa podzielił czynności na poszczególne sekcje: ogólną (zarząd i kierownictwo) pod kierownictwem Władysława Klimaszewskiego, propagandy pod kierownictwem A. Makowskiego, zbiórek i ofiar pod kierownictwem dr. Henryka Fiałkowskiego w której skład wchodziły też podsekcje: finansowa i zbierania kruszców, sekcja opieki nad rodzinami żołnierzy pod kierownictwem notariusza Józefa Grabskiego, opieki nad uchodźcami, inwalidami i sanitarną pod kierownictwem ks. kanonika Wojciecha Gniazdowskiego, prowiantową i ekwipunku ochotników pod kierownictwem J. Jałkiewicza i S. Kulki, izby chorych i gospody żołnierskiej pod kierownictwem pani Krzanowskiej. Komitet służył jako intendentura i zaplecze organizacyjne dla Armii Ochotniczej.
Z Koła i okolic na ochotników zapisało się ok. 400 osób (z których utworzono dwie kompanie), staraniem komitetu kompletne umundurowanie otrzymało ok. 200, reszta natomiast otrzymała jedynie bieliznę i buty. Ochotnicy z Koła stawiali się do 203 Ochotniczego Pułku Ułanów (ziemianie) i do 18 Pułku Piechoty, w czasie szkolenia i musztry wszyscy ochotnicy byli również żywieni kosztem komitetu.

### Rozwój miasta
Według spisu handlowego z 1919 w Kole działało 97 przedsiębiorstw, z czego aż 93 należały do Żydów. 15 czerwca 1919 roku odbyły się pierwsze w historii wybory do Rady Miejskiej, w której zasiadło 15 katolików i 9 Żydów. Burmistrzem wybrano Władysława Klimaszewskiego, wiceburmistrzem został Ludomir Kaliński.
W 1919 utworzono w Kole Komitet Dzielnicowy Komunistycznej Partii Robotniczej Polski, który liczył ok. 50 członków. Z inicjatywy działaczy KPRP w 1919 roku w powiecie kolskim miały miejsce liczne strajki robotników rolnych i służby folwarcznej.
18 lipca 1919 roku w Kole miały miejsce zamieszki w obronie eksmitowanego z mieszkania 60–letniego Piotra Jaworskiego i jego rodziny. Grupa robotników próbowała dokonać linczu na właścicielu mieszkania i komorniku, doszło również do konfrontacji z policją. Obie ofiary samosądu zostały odbite przez policjantów z rąk tłumu i zostały przewiezione do szpitala, a porządek w mieście zaprowadził wezwany na pomoc oddział hallerczyków. W wyniku zajścia aresztowano kilkudziesięciu robotników.
W 1920 roku z inicjatywy adwokata Franciszka Rutkowskiego i synów oraz Antoniego Czapskiego powołano do istnienia klub sportowy Olimpia Koło.
1 listopada 1921 roku otwarto linię kolejową z Kutna do Strzałkowa przez Koło. Podczas budowy linii miało miejsce kilka strajków zorganizowanych przez działaczy Polskiej Partii Socjalistycznej.
1 września 1923 roku rozpoczęto naukę w nowo wybudowanym budynku Szkoły Podstawowej nr 3 przy ul. Toruńskiej, erygowano również parafię ewangelicko-augsburską w Kole. W 1924 roku obszar miasta Koła powiększył się o wsie Blizna i Nagórna, od wielu lat ściśle związane z miastem, w tym samym roku powstało w mieście 6-klasowe Gimnazjum Żydowskie. Rok później oddano do użytku budynek dworca kolejowego, wzniesionego przez firmę budowlaną rodziny Janiaków.
W 1926 roku mieszkańcy po raz drugi wybrali burmistrza. Został nim Władysław Krzycki – ojciec pisarki Stanisławy Fleszarowej-Muskat. Jesienią tego samego roku ponownie otwarto w Kole 2-letnią Szkołę Handlową. W 1928 roku miała miejsce renowacja kolskiego ratusza, na wieży ratusza umieszczono również tablicę pamiątkową z okazji imienin Józefa Piłsudskiego, tablicę zniszczono w czasie II wojny światowej. W 1929 przemianowano także Sąd Pokoju na Sąd Grodzki pod kierownictwem sędziego Edwarda Paszkowskiego.
W latach 1927–1930 mieścił się w Kole Dom Wychowania Dziecka, w którym przebywało ok. 30 dzieci osób osadzonych w więzieniach, w 1930 roku dzieci przeniesiono do Liskowa.
W 1929 roku burmistrz Władysław Krzycki został odwołany przez wojewodę Władysława Jaszczołta w związku z „poważnymi przekroczeniami budżetowymi dokonanymi bez wiedzy magistratu i rady miejskiej”, nowym burmistrzem został Stefan Grabowski. W 1930 roku w mieście pojawiły się pierwsze taksówki. W 1932 roku Leszek Godziemba-Głowiński utworzył i rozpoczął wydawanie tygodnika „Gazeta Kolska”, ostatni numer gazety ukazał się 2 lipca 1939. 13 września 1931 roku zmarł w Kole odznaczony Krzyżem Niepodległości z Mieczami weteran powstania styczniowego Michał Szczesiak.
W 1932 roku powstał w Kole Komitet Dzielnicowy Komunistycznej Partii Polski, skupiający 10 mniejszych komórek partyjnych, do kolskiego Komitetu należał m.in. Józef Mamoński. W 1933 roku rozpoczął w Kole działalność Syndykat Rolniczy. 26 sierpnia 1934 roku odsłonięto pomnik „Bojownikom o wolność i niepodległość”, położony nad zalewem rzeki Warty. W 1934 roku burmistrzem wybrano Michała Beksiaka, funkcję tę pełnił do 1939 roku, a w 1942 roku został rozstrzelany w Magdalence.
1 kwietnia 1938 roku w wyniku reformy administracyjnej miasto wraz z powiatem przyłączono do województwa poznańskiego. 10 grudnia miało miejsce poświęcenie i otwarcie dwóch żelbetonowych mostów na Warcie i na zalewie rzeki. Dzień później odbyła się pierwsza ogólnopolska audycja radiowa z Koła. 29 sierpnia 1939 roku w klasztorze bernardynów odbyła się msza święta „w intencji pokoju lub zwycięstwa”.
W 1939 roku w całym powiecie kolskim mieszkało 11 tysięcy Żydów, w tym aż 5 tysięcy w samym Kole. W dwudziestoleciu międzywojennym w Kole istniały dwie synagogi: wielka, położona na Nowym Rynku (zwanym wówczas Żydowskim Rynkiem) i mała. Przy synagodze mniejszej istniała mykwa oraz Żydowska Szkoła Powszechna „Jabne”. Przez 50 lat, do 1941 roku rabinem w Kole był Dawid Chaim Zylber-Margolis. W dwudziestoleciu międzywojennym społeczność żydowską w Kole odwiedzali znani polscy Żydzi, m.in. Janusz Korczak. Izaak Grünbaum czy Mosze Kol.

## II wojna światowa

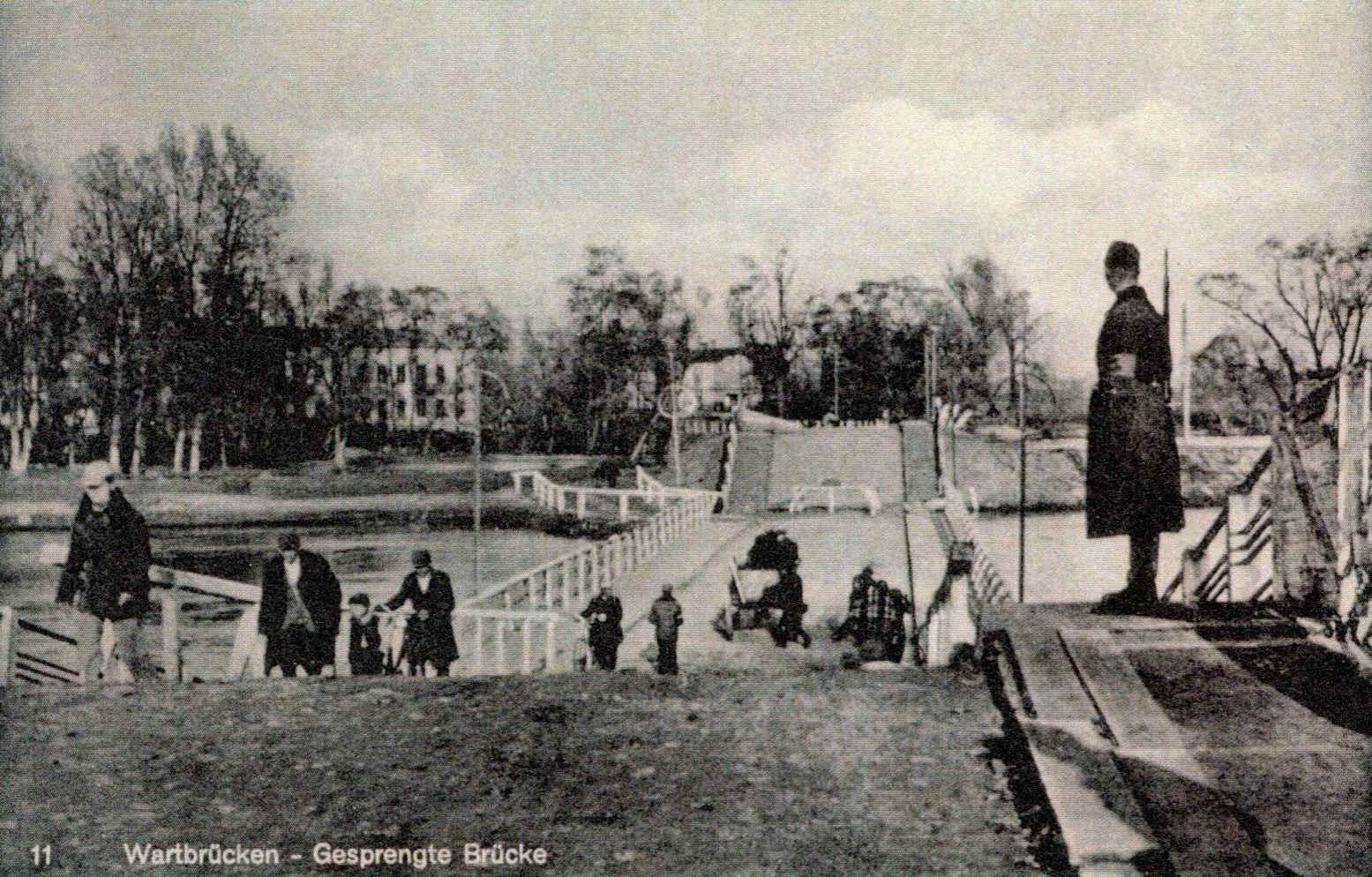
Zniszczony most na Warcie ok. 1941 roku

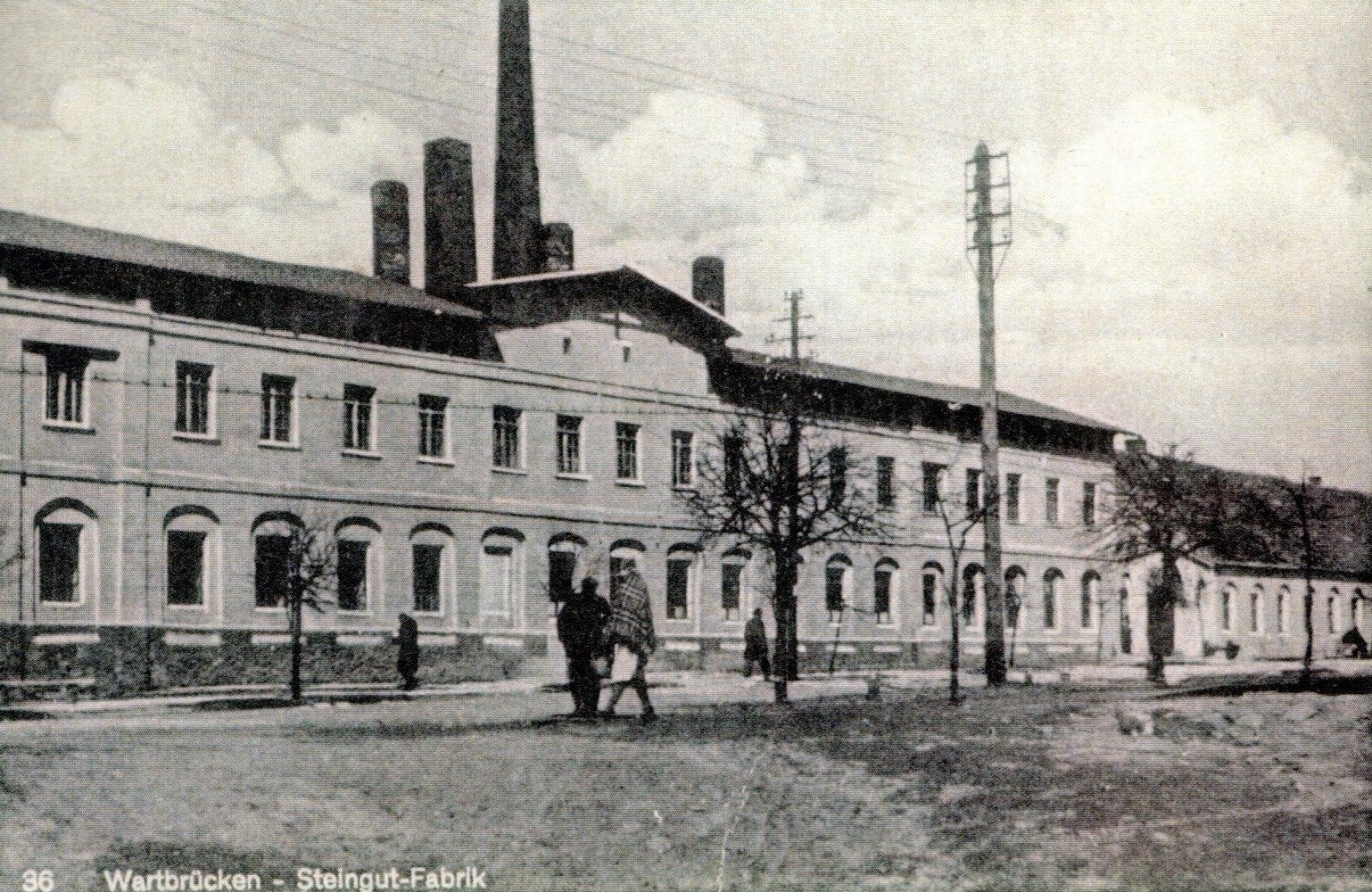
Kolska fabryka fajansu w okresie okupacji

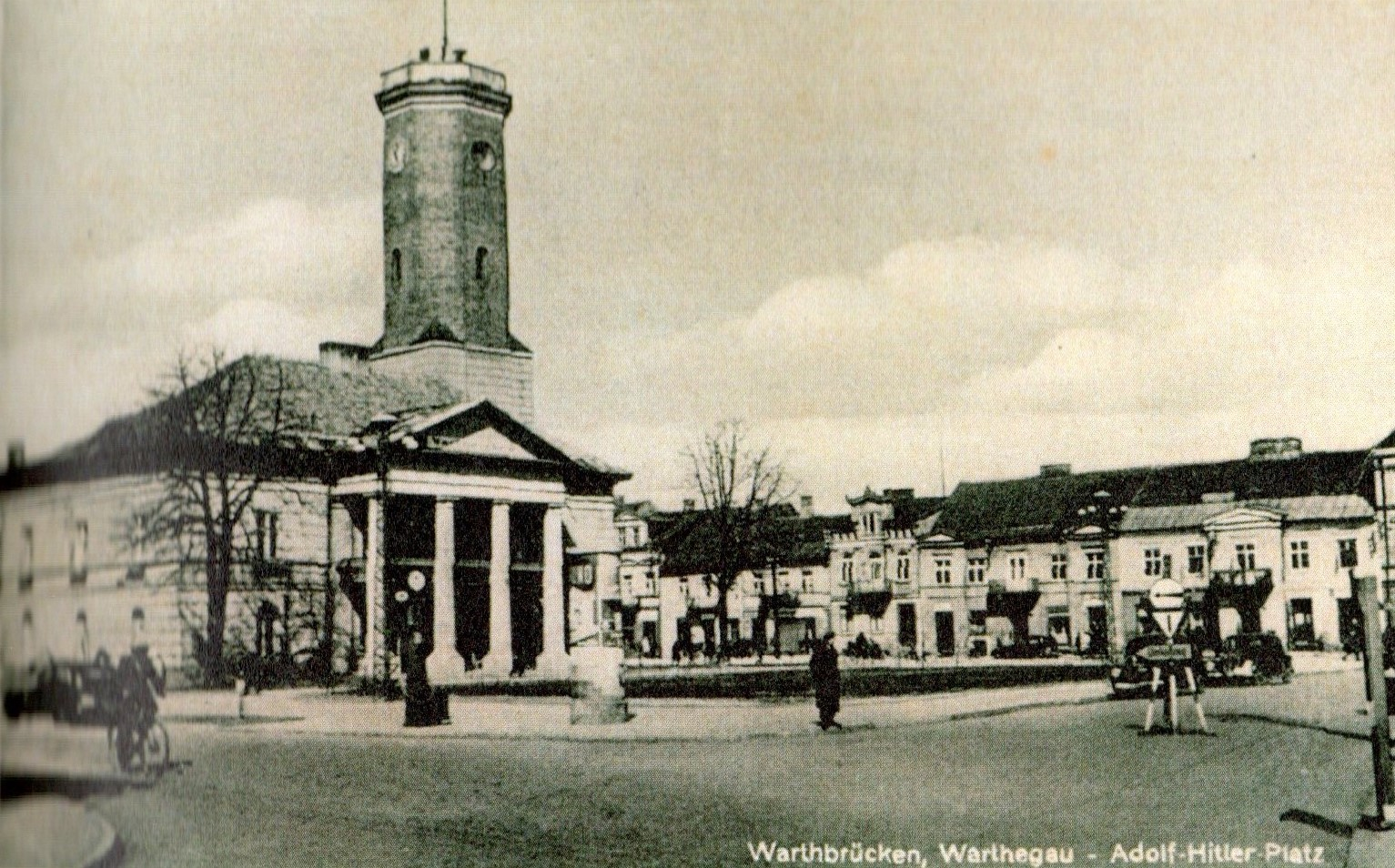
Stary Rynek w Kole (przemianowany na Adolf-Hitler-Platz) w okresie okupacji

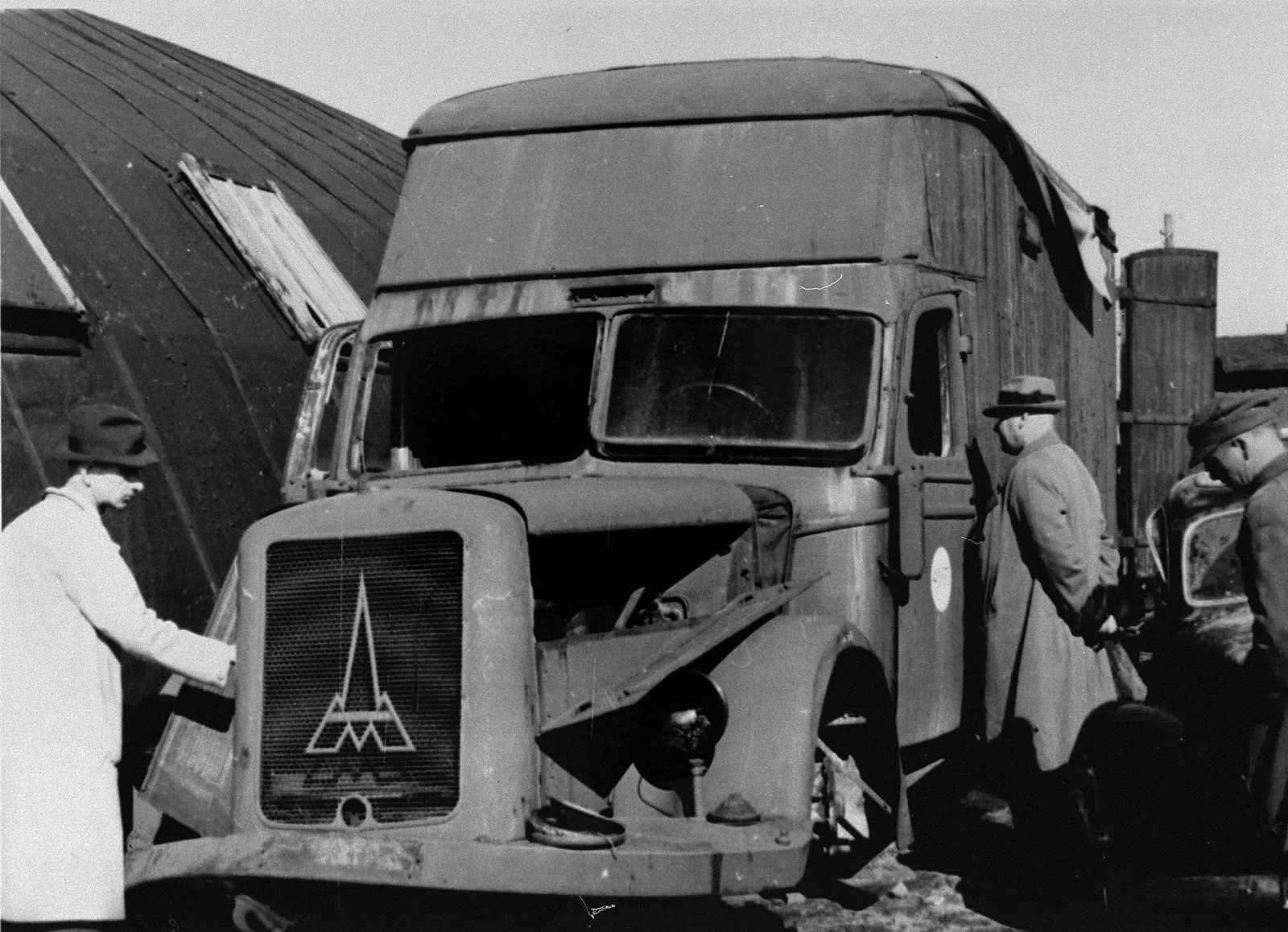
Mobilna komora gazowa używana w obozie zagłady w Chełmnie nad Nerem, odnaleziona w Kole w 1945

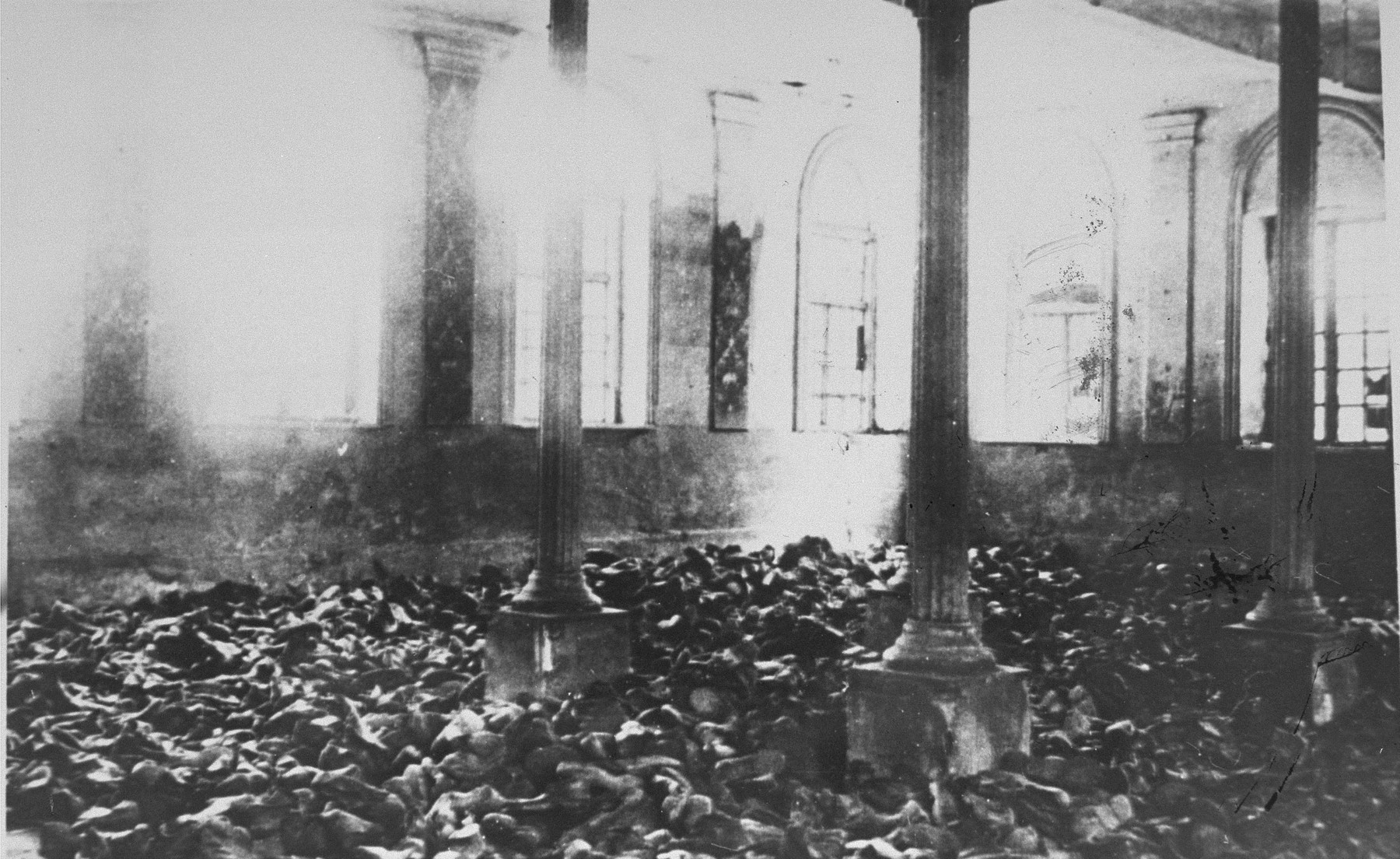
Przedmioty osobiste Żydów, ofiar obozu zagłady w Chełmnie, pozostawione w małej synagodze w Kole, 1945

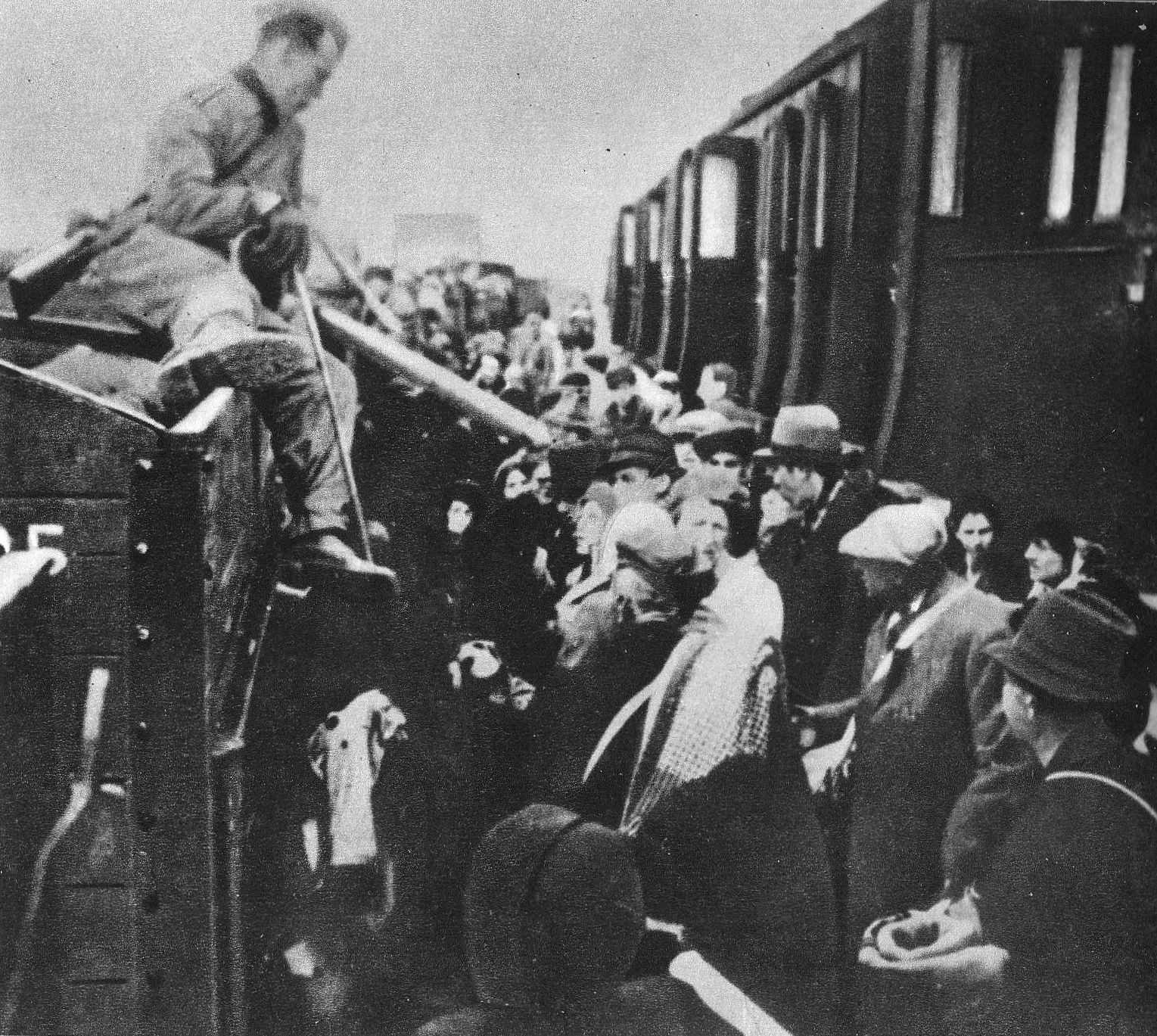
Stacja kolei wąskotorowej w Kole, przeładunek Żydów do pociągów jadących do obozu w Chełmnie

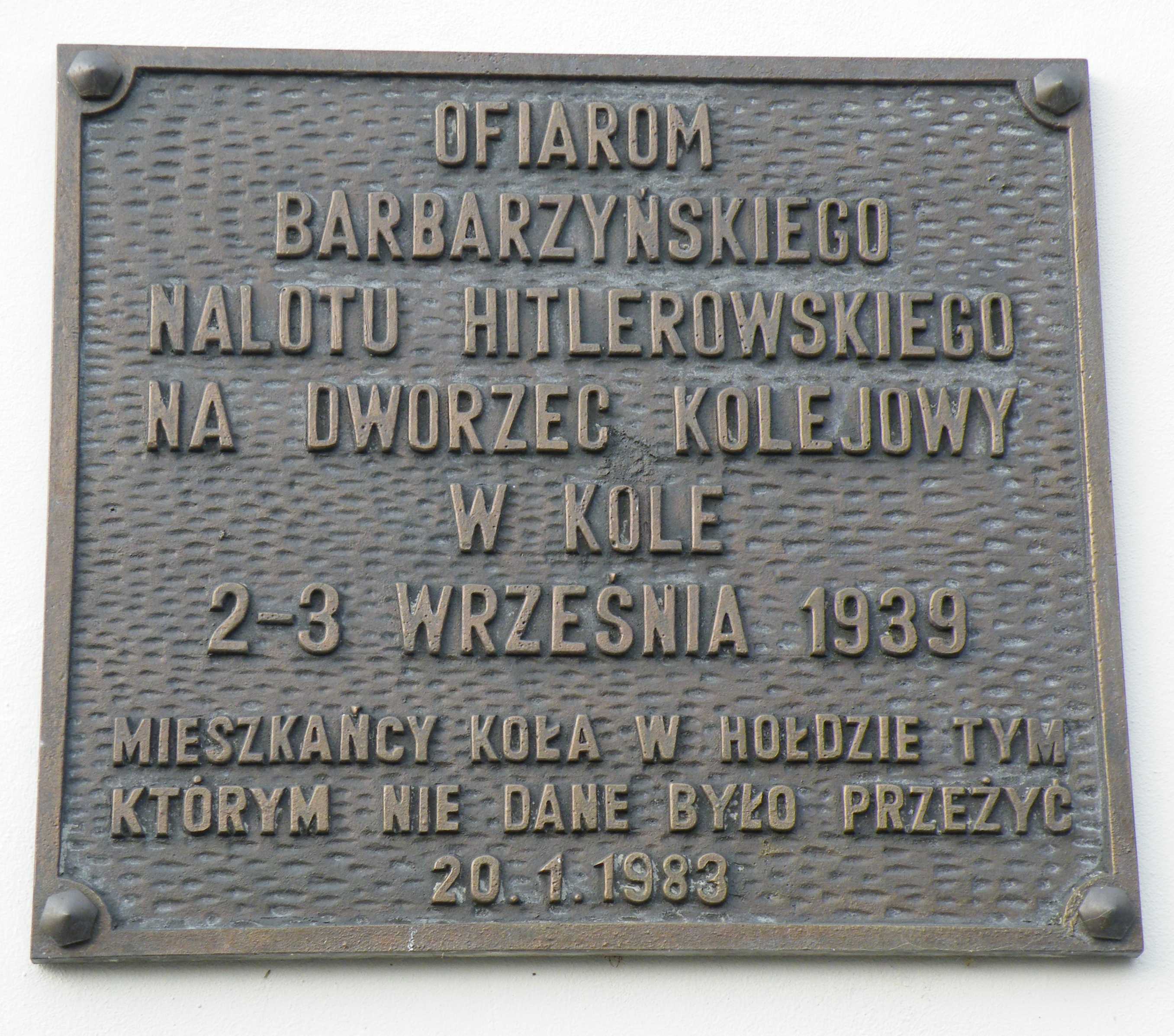
Tablica poświęcona ofiarom nalotu z 2 września 1939 na stacji kolejowej w Kole

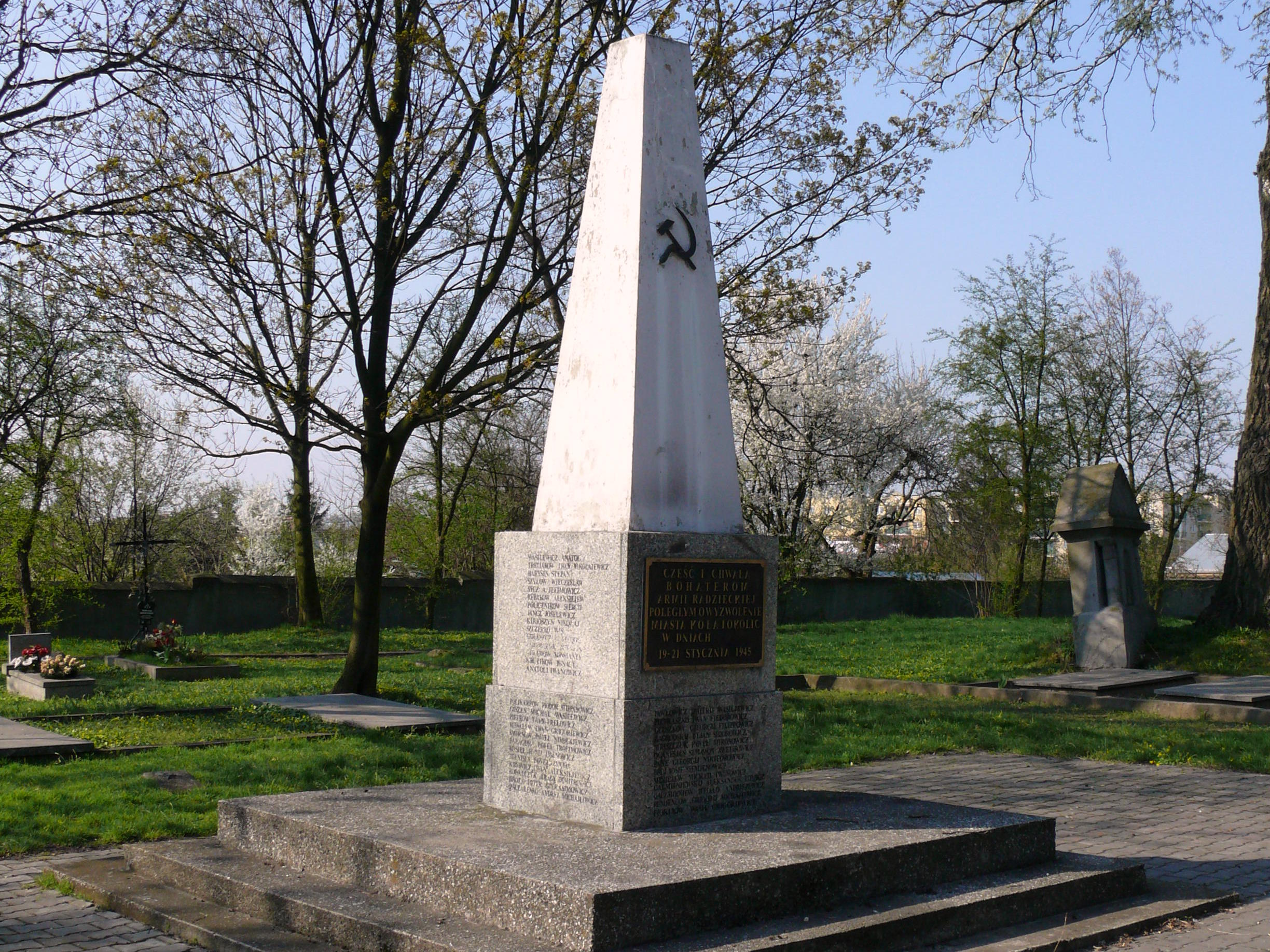
Cmentarz żołnierzy radzieckich

### Początek okupacji
Już w pierwszych dniach wojny do Koła zaczęli przybywać uchodźcy z większych miast, przekonani o tym, że miasta pozbawione obiektów wojskowych będą bezpieczne. W Kole zarządzono też pogotowie OPL, przez całą dobę na wieży ratusza stały posterunki, mające alarmować mieszkańców w przypadku pojawienia się samolotów Luftwaffe. 1 września 1939 roku po południu na łąkach w rejonie Koła wylądował awaryjnie uszkodzony nad Wrześnią samolot Heinkel. 2 września na Przedmoście Koło przybył 1 batalion 68 Pułku Piechoty pod dowództwem ppor. rez. Damazego Choraszewskiego. 4 września powołano Grupę Operacyjną „Koło”.
W sobotę, 2 września, około godziny 15 lub 16 niedaleko dworca kolejowego w Kole zbombardowano stojący na bocznicy pociąg ewakuacyjny. Początkowo cywile mieli machać do lecących nisko samolotów i pozdrawiać pilotów, gdyż myśleli, że są to samoloty lotnictwa polskiego. Samoloty najpierw zbombardowały kolski dworzec, a następnie zrzuciły bomby także na pociąg. Gdy pasażerowie zaczęli opuszczać wagony, samoloty obniżyły lot jeszcze bardziej i ostrzelały uciekających z broni pokładowej. Zginęło wówczas ponad 100 osób, głównie cywilów, urzędników, policjantów i ich rodzin ewakuowanych pociągiem z Krotoszyna, Leszna i Jarocina w głąb kraju. Również kilkaset osób było rannych. Wielu rannych zmarło następnie w szpitalach w Kole i Koninie. Ludność miasta bardzo szybko zorganizowała pierwszą pomoc i przewóz do szpitala rannych w ataku. 3 września kolscy policjanci, mieszkańcy miasta i okoliczni rolnicy pochowali ofiary nalotu w zbiorowej mogile na cmentarzu rzymskokatolickim w Kole, ceremonia odbyła się jednak bez udziału rodzin ofiar. Dokładna liczba ofiar bombardowania nie jest pewna, a różni badacze wskazują na liczby od 100 do aż 300 ofiar.
W ciągu następnych dni miały miejsce kolejne bombardowania, w których zniszczono kilka domów. W ciągu kilku dni z miasta wyjechali wszyscy funkcjonariusze Policji Państwowej i straży pożarnej, zabierając ze sobą jedyny wóz strażacki. Porządek w mieście utrzymywała Straż Obywatelska. Od 4 września 1939 roku na polach w okolicy wsi Ozorzyn działało polowe lotnisko operacyjne, na którym stacjonowały samoloty PZL P.11 i PZL.23 Karaś. Później uruchomiono także lotnisko w Osieku Małym i Kościelcu. Wieczorem 5 września sierż. pchor. pil. Jan Pudelewicz zestrzelił nad Kołem samolot Heinkel He 111, a piloci z lotniska w Kościelcu zestrzelili dwa myśliwce Messerschmitt Bf 109. Tego samego dnia niemieckie samoloty strąciły polski samolot RWD-8, pilotowany przez sierż. pchor. Kazimierza Olewińskiego i kpr. pil. Leona Skarbeckiego. 6 września nad linią kolejową Konin–Koło zestrzelono trzy bombowce He 111, a 7 września piloci z lotniska w Osieku Małym zestrzelili łącznie ok. 10–12 samolotów, pojedyncze samoloty zestrzelili także w dniach 9, 10 i 11 września.
8 września I Dywizjon 17 Pułku Artylerii Lekkiej Armii „Poznań”, przechodząc przez Koło, zdetonował dwa nowe mosty na Warcie, kierując się dalej w stronę rzeki Bzury. Około 10 września z Koła ewakuował się szpital oraz większość władz. 15 września w okolicach Koła nie było już żadnych polskich oddziałów wojskowych.
16 września do miasta wjechało dwóch żołnierzy niemieckich na motocyklach. Z bronią w ręku obeszli oni rynek, a następnie oznajmili członkom straży obywatelskiej w ratuszu, że przejmują miasto. Przez następne dwa dni przez Koło przejeżdżały tylko mniejsze oddziały niemieckie, a miasto zostało właściwie zajęte 18 września. Na rynku ustawiono stanowiska karabiny maszynowe, a pod ratuszem zaparkowano pojazdy pancerne.
Dzień później zaczęła urzędować w Kole administracja niemiecka. Pierwszym komendantem miasta został Obersturmführer Toffling. Właściciel Fabryki Fajansów Czesław Freudenreich został wraz z córką aresztowany i rozstrzelany w Koninie. 26 października miasto i powiat kolski włączono w skład tzw. Kraju Warty, wcielonego do Rzeszy.
20 września zamordowano w Kole bez sądu rozstrzelano ojca i syna – Romana i Stanisława Dąbrowskich. Tego samego dnia hitlerowcy podpalili kolską synagogę. Pod koniec października rozstrzelano również kolskiego Żyda Izaaka Sywosza, u którego znaleziono łuskę, będącą pamiątką po służbie wojskowej jego syna – plut. rez. Jakuba Sywosza, który zginął we wrześniu niedaleko Kutna. Na egzekucję spędzono wszystkich zakładników oraz inteligencję z miasta.
Do końca 1939 roku w Kole okupanci zabili aż 300 osób. Zniszczono także cmentarz żydowski w Kole, a pochówki przeniesiono do Ruszkowa Drugiego. Powiat kolski stał się miejscem jednych z największych w Wielkopolsce (po Poznaniu i Kaliszu) działań eksterminacyjnych wobec miejscowej ludności.

### Okupacja niemiecka i represje
Po przejęciu władzy przez Niemców, rozpoczęto gruntowną przebudowę miasta. Zniszczono m.in. domy zamieszkiwane przez ludność żydowską przy ulicy Garncarskiej, które następnie zastąpiono blokami mieszkalnymi przeznaczonymi dla Niemców. W Kole planowano utworzyć wielki ośrodek przemysłowy i górniczy. W okresie okupacji Koło nazywało się Warthbrücken, a powiat – Kreis Warthbrücken.
Już w listopadzie 1939 roku rozpoczęto akcję wysiedlania ludności żydowskiej z Koła. Ponad 1300 Żydów zgromadzono na Nowym Rynku oraz na dzisiejszej ulicy Wojciechowskiego, gdzie oczekiwali oni na przydział do transportu. Do grudnia 1941 roku z Koła wywieziono ponad 3 tysiące Żydów, większość do Generalnego Gubernatorstwa.
W 1939 roku Żydzi z Koła byli wyciągani z własnych mieszkań i kierowani do pracy przy zamiataniu ulic lub naprawianiu wysadzonych przez Wojsko Polskie mostów na Warcie. Podczas pracy dochodziło do mordów na nienadających się do pracy osobach starszych lub chorych. 12 grudnia 1939 wysiedlono przymusowo z Koła 487 osób, a z całego powiatu kolskiego jeszcze 519. Mieszkańcy wysiedleni zostali do miasta Gorlice w dystrykcie krakowskim. W kwietniu 1940 roku kolskim bernardynom zabroniono opuszczać klasztor i zezwolono odprawiać tylko jedną mszę świętą w niedzielę.
W drugiej połowie sierpnia 1940 aresztowano zakonników z kolskiego klasztoru – o. Wiktoryna Rudolfa, o. Albina Białogłowskiego i brata Władysława. Ojciec Wiktoryn i brat Władysław zmarli w 1942 w Dachau, natomiast o. Albin przeżył uwięzienie i po zakończeniu wojny wyemigrował do Stanów Zjednoczonych. Kościół klasztorny przeznaczono na skład mebli i sprzętu domowego, a w podziemiach urządzono warsztaty samochodowe. Od początku okupacji w budynku klasztornym kwaterowali niemieccy żandarmi i policjanci. Później aresztowano także proboszcza parafii Podwyższenia Krzyża Świętego w Kole Józefa Mężnickiego, który zmarł w Sachsenhausen 11 listopada tego samego roku. Ks. Jan Czapla, który po aresztowaniu ks. Józefa Mężnickiego administrował parafię kolską został aresztowany 6 października 1940 roku Kościół parafialny zamknięto i przeznaczono na skład odzieży zrabowanej Żydom. Ksiądz Jan Czapla zmarł w Dachau 25 lipca 1942 roku.
Jesienią 1941 roku miał miejsce pierwszy transport Żydów z kolskiego getta do obozu zagłady Kulmhof w pobliskim Chełmnie nad Nerem. Żydzi z Koła nawet zaraz przed wywózką musieli zapłacić okupantom po 4 reichsmarki od osoby za rzekomą podróż na Wschód.
Z okresu okupacji pochodzą też informacje o udzielaniu pomocy Żydom zarówno przez Polaków (Stanisław Kaszyński), jak i Niemców (Radke z Dąbia lub nadleśniczy Heinz May). Znane są jednak też dowody na niechlubne działania Polaków, jednym z najbardziej znanych przypadków jest sprawa Henryka Mani, skazanego w 2001 na 8 lat więzienia za współudział w dokonaniu zbrodni w obozie Kulmhof. Sąd uznał, że Mania świadomie pomagał Niemcom w dokonywaniu zbrodni, wprowadzał ludzi umysłowo chorych oraz przedstawicieli inteligencji i duchowieństwa do komór gazowych, a następnie przywłaszczał sobie odebrane więźniom wartościowe przedmioty i rzeczy osobiste w postaci ubrań, zegarków, pieniędzy i biżuterii.

### Działalność konspiracyjna
W listopadzie 1939 roku zaczęły powstawać w Kole pierwsze komórki organizacji konspiracyjnych, wzorowanych na Służbie Zwycięstwa Polski, powstały także komórki organizacji związanych ze Stronnictwem Narodowym, które w lipcu 1941 weszły w skład Narodowej Organizacji Wojskowej.
Na przełomie kwietnia i czerwca 1940 roku aresztowano kilkaset osób związanych z kolskimi organizacjami konspiracyjnymi. Kilkadziesiąt najbardziej aktywnych w konspiracji osób wysłano do obozu w Szczeglinie. Do Koła krótko po tym wróciło dwóch mieszkańców – ze względu na interwencję Niemek z Koła, dr. Leonard Zuchowicz (ginekolog) i ze względu na brak dowodów, Władysław Dziegiński.
W listopadzie 1940 roku utworzono kolską komendę obwodu Związku Walki Zbrojnej, podległego pierwotnie Inspektoratowi w Kutnie. Jej pierwszym komendantem został Jan Lewandowski. 17 kwietnia 1942 roku Gestapo aresztowało całe kierownictwo kolskiej komendy oraz wielu członków kolskich organizacji. Było to możliwe dzięki wprowadzeni do organizacji agentki – Zofii Leśniewskiej, która zastąpiła aresztowaną miesiąc wcześniej łączniczkę. Aresztowania uniknął jedynie zastępca komendanta Stefan Sochacki, który musiał jednak uciekać do Generalnego Gubernatorstwa pod przybranym nazwiskiem Władysław Kawczyński.
We wrześniu 1942 roku do Warszawy uciekł również mecenas Władysław Rutkowski, który rok wcześniej został oficerem organizacyjnym w podokręgu kaliskim Narodowej Organizacji Wojskowej. Na przełomie marca i kwietnia 1943 roki aresztowano kilkadziesiąt osób należących do Narodowych Sił Zbrojnych, aresztowani po śledztwie przewożeni byli do Zwickau, gdzie następnie oczekiwali na wyrok. 12 marca 1943 w Legnicy skazano aresztowanych w kwietniu 1942 roku członków organizacji konspiracyjnych z Koła, 5 osób skazano na śmierć, a kolejne 5 otrzymało wyroki 4–5 lat obozu karnego. Po wojnie do Koła powróciły jedynie 3 z tych osób. 14 grudnia 1943 w Dreźnie skazano aresztowanych członków NSZ, 13 osób skazano na karę śmierci, a 20 na kary więzienia, inni otrzymali również wyrok zesłania do obozu pracy. Po wojnie do Koła nie powrócił nikt, kto został w tym procesie skazany.

### Koniec okupacji
16 stycznia 1945 władze niemieckie wydały zarządzenie o ewakuacji urządzeń przemysłowych z Koła. W Okręgowej Spółdzielni Mleczarskiej w Kole polscy pracownicy przejęli przygotowane do ewakuacji urządzenia i schowali je następnie w kanale samochodowym i pod składowanym w okolicy węglem. Miejscowi Niemcy tego samego dnia masowo opuszczają miasto.
19 stycznia 1945 do Koła, bronionego przez jeden batalion grenadierów i siły Volkssturmu przybyły z Kościana dwie kompanie złożone ze słuchaczy szkoły podoficerskiej pod dowództwem ppłk. Pintschoviusa. Komendantem wojskowym miasta i dowódcą obrony był płk. Voigt.
W nocy z 19 na 20 stycznia 1945 miały miejsce pierwsze walki między oddziałami 5 Armii Uderzeniowej a niemieckim Wehrmachtem o Koło. Miasta nie udało się zdobyć z marszu. 20 stycznia 1945 około godziny 13:00 pododdziały 64. samodzielnej brygady pancernej gwardii pod dowództwem płk. Iwana Bojki i 1066 pułku piechoty pod dowództwem płk. Charitona Jesipienki rozpoczęły z kilku stron atak na miasto. Najcięższe boje stoczyli żołnierze ppłk. Tierechina w rejonie cegielni na ulicy Nagórnej, gdzie zginęli Władimir Lewakow i Mykoła Nosula, którzy własnym ciałem zakryli niemieckie karabiny maszynowe. Po wojnie włączono ich w poczet Bohaterów ZSRR. Pierwsi żołnierze wkroczyli do miasta o godzinie 16.30. W bojach o Koło zginęło łącznie 132 żołnierzy radzieckich (w tym jeden Polak służący w Armii Czerwonej), straty niemieckie były najprawdopodobniej aż 2 razy większe wskutek przewagi oddziałów Armii Czerwonej oraz przez rozstrzeliwanie na miejscu branych do niewoli żołnierzy niemieckich. Komendantem miasta został mjr. Marcen.

## Lata 1945–1989

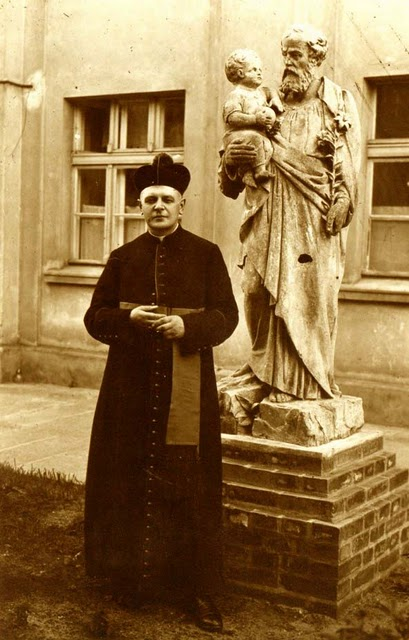
Pierwszy powojenny kolski proboszcz – ks. Bogumił Kasprzak

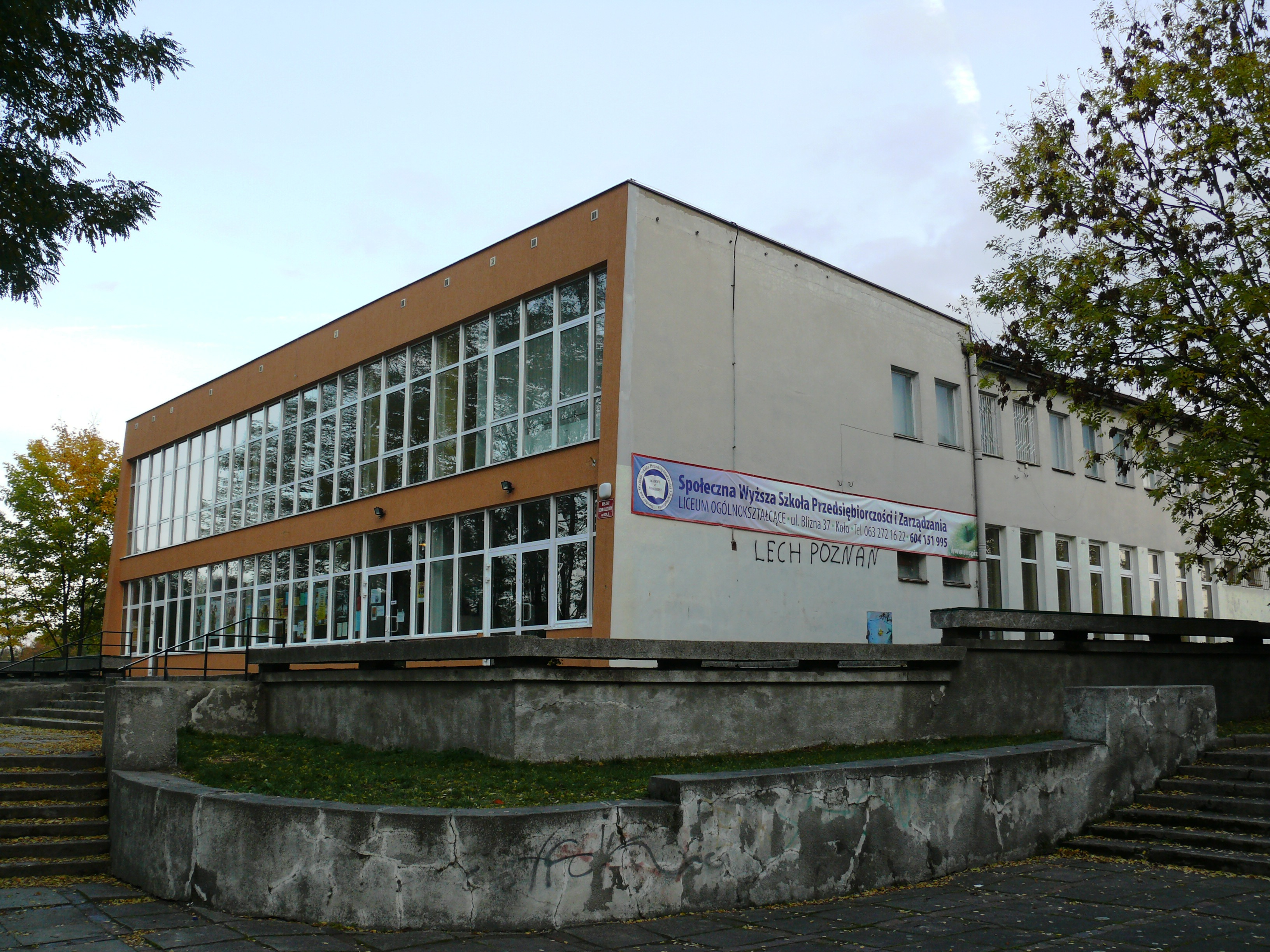
Miejski Dom Kultury

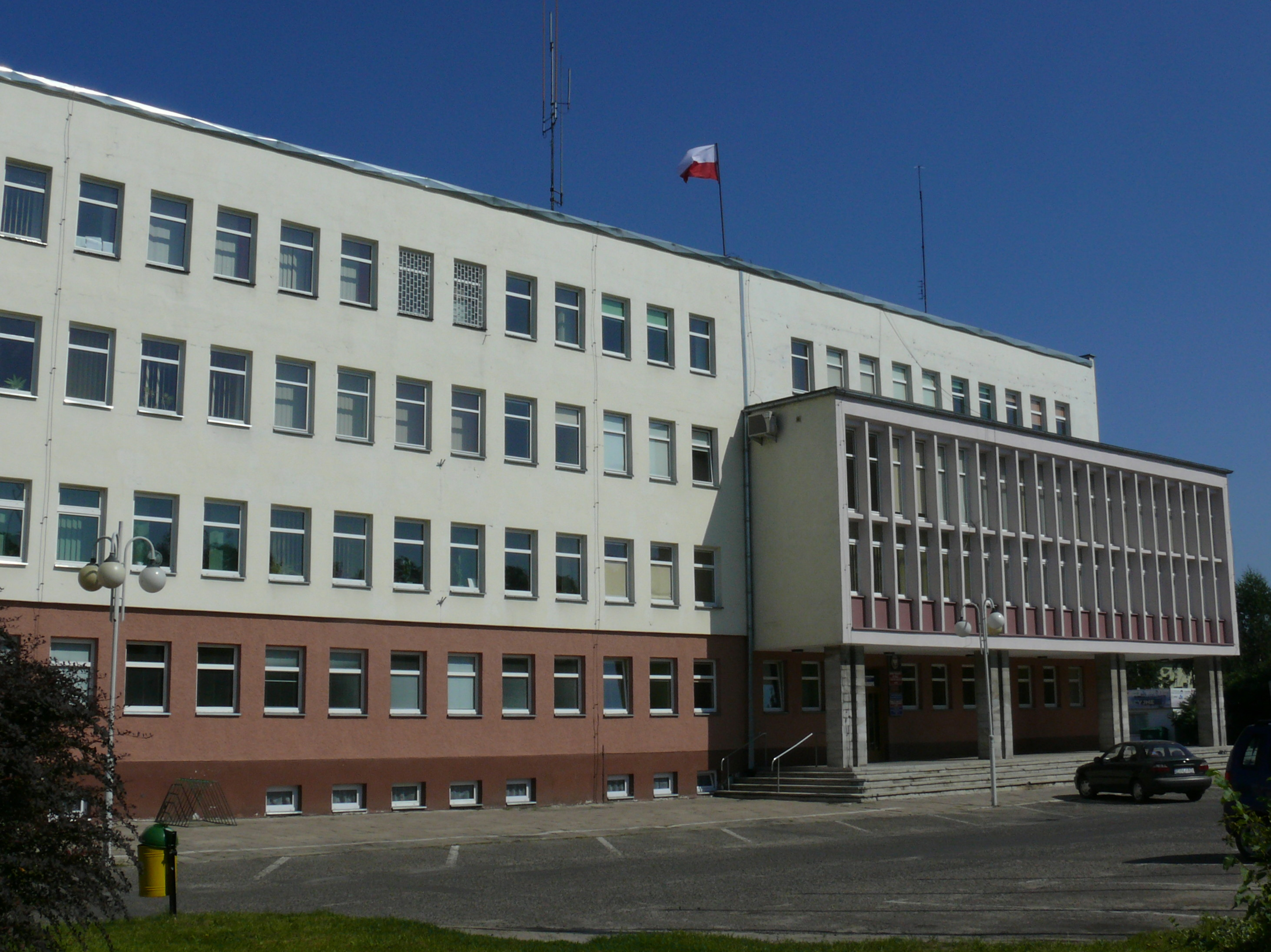
Siedziba władz powiatowych, dawna siedziba Komitetu Powiatowego PZPR

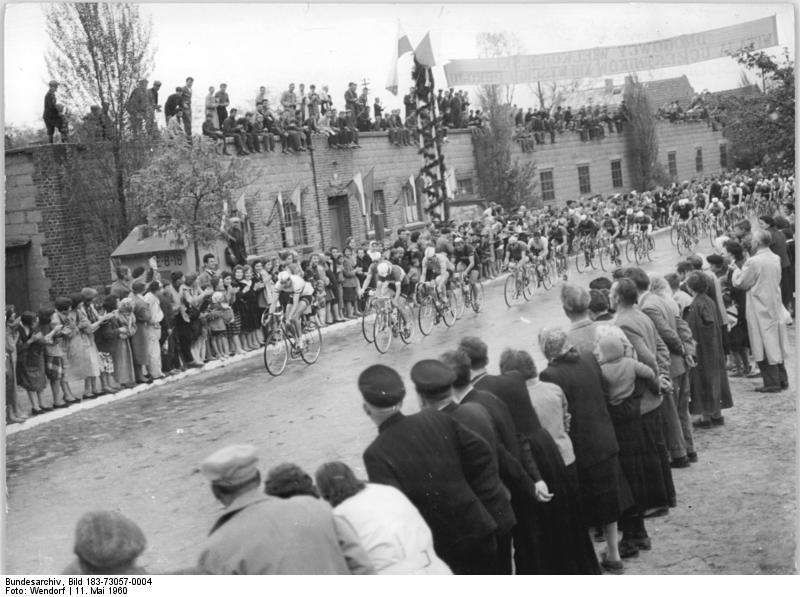
Wyścig Pokoju przejeżdżający przez Koło (1960)

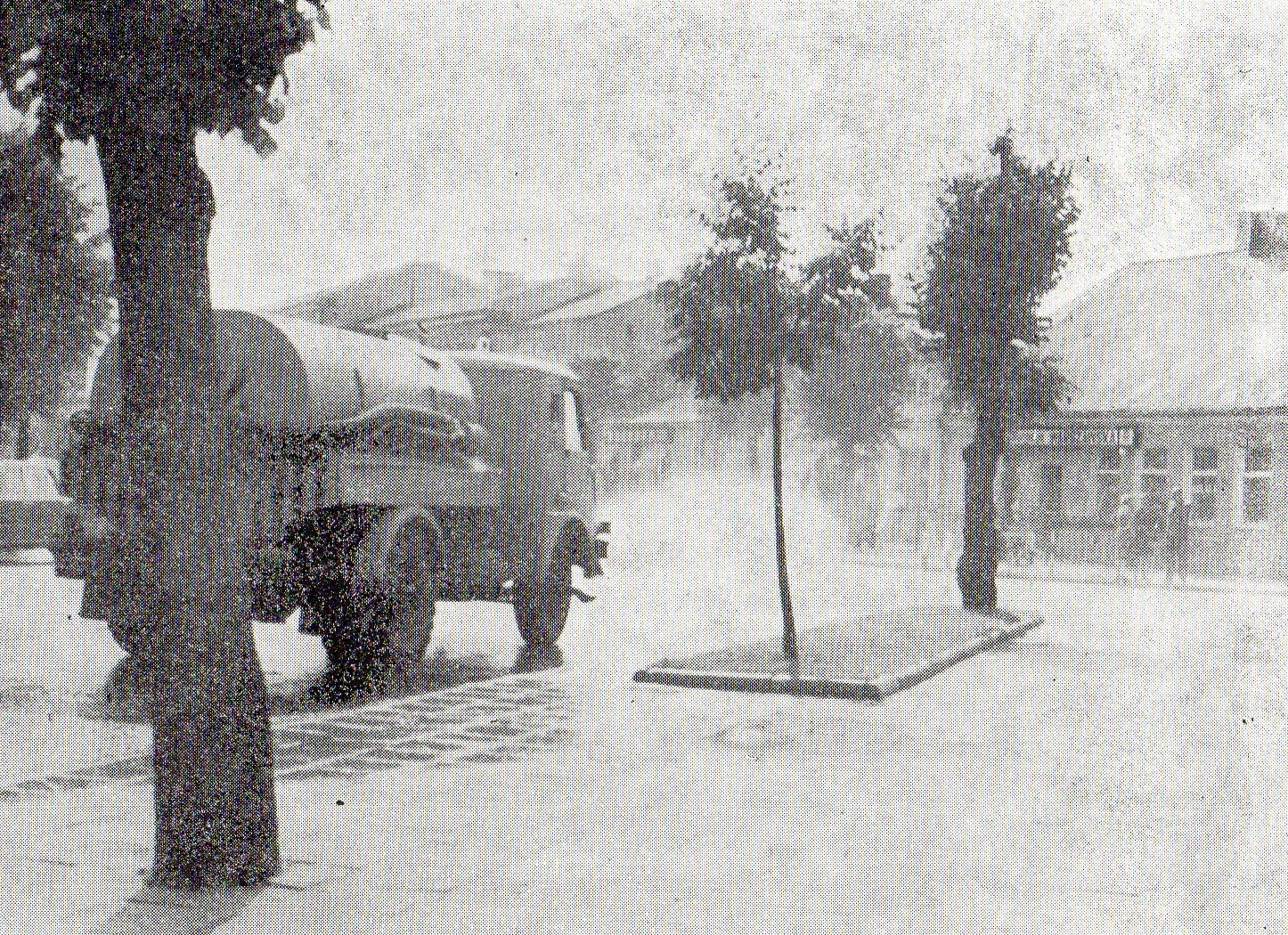
Ulica Warszawska (dzisiejsza ulica Sienkiewicza) w 1978 roku

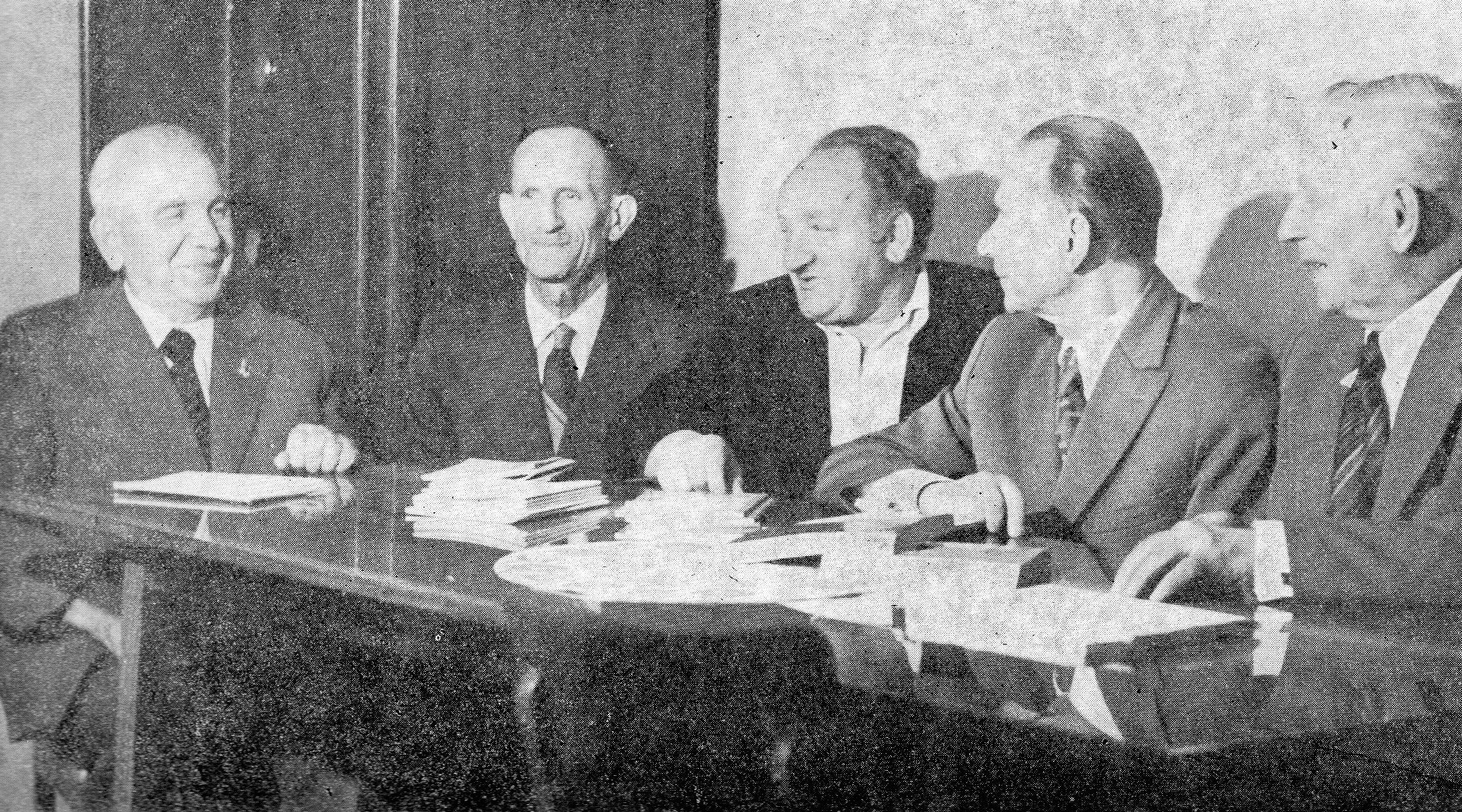
Zebranie partyjne PZPR w Kole

### Początki PRLu
21 stycznia 1945 roku miało miejsce pierwsze zebranie działaczy KPP i związków zawodowych w Kole (określających się jako Frakcja Jednolitego Frontu Ludowego), podczas których podjęto próbę zorganizowania w mieście administracji cywilnej. Tego samego dnia Stanisław Wilk wydał w imieniu FJFL odezwę „Do Obywateli Miasta Koła i Okolicy”. 24 stycznia 1945 decyzją wojennego komendanta powiatu kolskiego pierwszym powojennym starostą został Jan Oliskiewicz. Miasto Koło pozostało w województwie poznańskim.
28 stycznia uruchomiono znów kolską elektrownię. 29 stycznia do kolskiego klasztoru przyjechał nowy gwardian – o. Franciszek Majewski.
1 lutego starosta kolski mianował pierwszym powojennym burmistrzem Teodora Ostrowskiego. 2 lutego wznowiono naukę w Szkole Podstawowej nr 1 w gmachu mieszczącym się przy ul. Nowowiejskiej (dzisiejsza Wojciechowskiego). 4 lutego zawiązał się w Kole Miejski Komitet Polskiej Partii Robotniczej. 26 lutego z gmachu Szkoły Podstawowej nr 3 wyprowadził się radziecki szpital wojskowy. Tydzień później wznowiono zajęcia lekcyjne. 10 marca pracę rozpoczęło znowu Liceum Ogólnokształcące. Dzień później do Koła przybył nowy proboszcz, ksiądz Bogumił Kasprzak. 15 marca odbyły się formalne wybory burmistrza miasta, którym został Piotr Wojciechowski, wiceburmistrzem został natomiast Franciszek Pluciński. Przewodniczącym Miejskiej Rady Narodowej został Zenon Krygier. 1 kwietnia otwarto Bibliotekę Powiatową w Kole, której pierwszym kierownikiem został Ignacy Wasilewski. 1 września przeniesiono Szkołę Podstawową nr 1 do nowego budynku, przy ulicy Szkolnej. Dwa miesiące później fabrykę fajansu w Kole przejęło Zjednoczenie Przemysłu Ceramiki Technicznej i Szlachetnej w Radomiu.
W marcu 1947 Koło nawiedziła powódź; woda zalała m.in. ogrody ojców bernardynów. 17 września otwarto nową placówkę szkolnictwa średniego – Liceum i Gimnazjum Handlowe (dzisiejszy Zespół Szkół Ekonomiczno-Administracyjnych). W 1947 roku powstała również Publiczna Średnia Szkoła Zawodowa.
17 września 1949 roku, po śmierci Piotra Wojciechowskiego, Miejska Rada Narodowa w Kole nowym burmistrzem wybrała Wiktora Graczyka. Rok później uruchomiono w Kole Dom Starców (dzisiejszy Dom Pomocy Społecznej) przy ulicy Poniatowskiego.

#### Działalność podziemia antykomunistycznego
Grupy NSZ–NWP
W listopadzie 1944 roku komórki Narodowych Sił Zbrojnych z powiatu kolskiego zmieniły nazwę na Narodowe Wojsko Polskie. Po wejściu Armii Czerwonej na Ziemię Kolską, 20 stycznia 1945 roku Koło opuścił Witold Rutkowski ps. „Stary” – dotychczasowy komendant powiatowy NSZ–NWP. W marcu 1945 roku wyjechał także inny członek kierownictwa NSZ – Antoni Rusin ps. „Bogumił”, który przed wyjazdem rozkazał przeorganizowanie kolskiej organizacji – zlecił utworzenie piętnastoosobowych bojówek, które miały podjąć walkę z nową władzą. Rozkazał także kierować zaufanych ludzi do pracy w miejscowej Milicji Obywatelskiej i Służbie Bezpieczeństwa. Kierownictwo nad NSZ–NWP na terenie powiatu kolskiego sprawowali Eugeniusz Mioduszewski i Marszewski. W pierwszych dniach maja 1945 roku doszło do połączenia grupy NSZ–NWP w Izbicy Kujawskiej z grupą członków Armii Krajowej pod przewodnictwem Floriana Zakrzewskiego ps. „Faraon-Dziobaty”. W czerwcu 1945 roku Zakrzewski objął funkcję inspektora w nielegalnej organizacji Armia Pomocnicza, która działała na terenie powiatów kolskiego, konińskiego, inowrocławskiego, włocławskiego i nieszawskiego.
Od kwietnia 1945 roku w rejonie Izbicy Kujawskiej działał oddział Jerzego Gadzinowskiego ps. „Szary”. Według materiałów zgromadzonych przez UBP grupa „Szarego” łącznie z członkami placówek terenowych na terenie powiatów kolskiego, włocławskiego i nieszawskiego liczyła około 200 osób. Grupa posiadała m.in. placówkę, której zadaniem był wywiad. Werbowano także funkcjonariuszy MO i SOK. Gadzinowski współpracował także z innymi oddziałami zbrojnej konspiracji antykomunistycznej. Według UBP „Szary” kontrolował również grupy zbrojne „płk Marta” w woj. kieleckim i „płk Ponury” w woj. katowickim.
23 października 1945 roku w Sompolnie miała miejsce potyczka między funkcjonariuszami PUBP w Kole i żołnierzami KBW z Poznania, a liczącą około 70 osób grupą z oddziału „Szarego”. W walce zginęło 2 członków grupy „Szarego” i kapral MO Andrzej Wojtczak, rannych zostało dwóch partyzantów i jeden żołnierz KBW. 29 października 1945 roku doszło także do potyczki pod Bugajem w gminie Izbica Kujawska. Na przełomie października i listopada 1945 roku oddział został rozwiązany, a Gadzinowski udał się do Łodzi, gdzie został aresztowany.
Konspiracyjne Wojsko Polskie
Na początku 1945 roku organizatorem oddziałów KWP na terenie powiatu kolskiego był ppor. Feliks Gruberski ps. „Artur”. Dowodził on Batalionem „Pociąg”, działającym głównie w powiecie konińskim i kolskim. W okresie jego działalności batalion liczył 23 członków. Batalion został rozbity w maju 1945 roku, a jego dowódcę i część oficerów skazano na śmierć i stracono.
Konspiracyjne Wojsko Polskie – Wschód Wielkopolski
Pod koniec listopada 1945 roku Gabriel Fejcho ps. „Bury”, wraz z Henrykiem Wysokim ps. „Lis”. Początkowo oddział „Burego” podlegał Feliksowi Gruberskiemu ps. „Artur”. Oddział „Burego” dzielił się na dwa plutony pod dowództwem Zbigniewa Tomczyka ps. „Żbik” i Tadeusza Tyblewskiego ps. „Konar-Musy”. Działalność grupy obejmowała w powiecie kolskim Sompolno, Dęby Szlacheckie, Boguszyce, Wierzbinek, Bugaj, Wierzbie, Lichenek, Izbicę Kujawską, Koło, Babiak, Mchowo, Mąkolno, Lubstów oraz część miejscowości w powiatach Konin, Włocławek i Radziejów. Fejcho został aresztowany 12 kwietnia 1946 roku, a oddział zaprzestał następnie działalności.
Pogotowie Akcji Specjalnej – Grupa Dywersyjna „Ryś”
Po aresztowaniu Gabriela Fejcho ps. „Bury” dowództwo po nim przejął Antoni Fryszkowski ps. „Ryś”, a grupa przyjęła nazwę PAS – Grupa Dywersyjna „Ryś”. Grupa działała w powiatach kolskim i konińskim oraz częściowo penetrowała także powiaty włocławski, aleksandrowski i rypiński. Grupa działała od lipca 1946 roku do lipca 1947 roku. Na wyposażeniu posiadała m.in. 2 ręczne karabiny maszynowe, broń automatyczną, karabiny, broń krótką i samochód ciężarowy. 24 listopada 1946 roku na szosie Lubstów–Sompolno doszło do potyczki między grupą konspiracji z PAS „Ryś”, a oddziałami 12 pułku piechoty 4 Pomorskiej Dywizji Piechoty, żołnierzami KBW i funkcjonariuszami UB i MO. W potyczce zginęło ogółem dziewięć osób – 6 żołnierzy 12 p.p., 1 żołnierz KBW, jeden milicjant oraz jeden członek PAS.
Grupa „Groźny”
Grupa „Groźny” wchodziła w skład organizacji „Niepodległość”, która miała zostać powołana przez nieznanego generała „Henryka” z Łodzi, gdzie miał znajdować się jej główny ośrodek dyspozycyjny. Oddział działał od sierpnia 1945 roku do września 1946 roku. Dzielił się on na dwie grupy, działające pod kryptonimami „Groźny” i „Błyskawica”. Żołnierze oddziału 21 stycznia 1946 roku w Dąbrowicach Starych ostrzelali należący do starostwa kolskiego samochód osobowy, zabijając kierownika Aprowizacji Starostwa, kierowcę i pracownika Powiatowego Zarządu Służby Zdrowia. 12 lutego 1946 roku grupa rozbroiła także posterunek MO w Izbicy Kujawskiej.
Samodzielny Oddział Bojowy OS „Abażur 101”
Poakowska grupa „Abażur 101” powstałą z inicjatywy Bronisława Kupisa w połowie sierpnia 1946 roku. 15 stycznia 1946 roku otrzymał od „Piotra” z Warszawy, rzekomo mającego kontakty z władzami AK w Warszawie pisemną nominację na stopień porucznika i dowódcę oddziału AK o kryptonimie „Samodzielny Oddział Bojowy OS”, nominacja ta była podpisana przez płk. „Szpaka” vel „Piotra”. Grupa miała stanowić oddział zbrojny w rodzaju dawnych jednostek Armii Krajowej i rzekomo wchodziła w skład Armii gen. Andersa jako Samodzielny Oddział Bojowy „Abażur 101”, który miał działać na terenie O.K. Poznań pod dowództwem por. Kupisa, ale całkowicie poddany pod rozkazy „Szpaka” („Piotra”).
5 lutego 1946 roku grupa ok. 30 członków oddziału wjechała do Dąbia, gdzie zajęli posterunek MO i Urząd Pocztowo–Telekomunikacyjny. Zabrano broń i amunicję, zdemolowano posterunek oraz zarekwirowano artykuły spożywcze ze sklepów miejscowej spółdzielni i Państwowego Monopolu Spirytusowego. 21 marca 1946 roku we wsi Gliny aresztowano por. Bronisława Kupisa, a dowództwo po nim przejął Jan Borowski ps. „Brzoza”. 3 kwietnia 1946 roku grupa dokonała napadu na posterunek MO w Grzegorzewie, zabierając 7 karabinów i amunicję. 8 kwietnia tego samego roku we wsi Cichmiana miała miejsce potyczka między oddziałem a funkcjonariuszami PUBP i MO z Koła oraz żołnierzami KBW. W walce zginęło dwóch członków grupy oraz żołnierz KBW. Wkrótce potem grupa została rozwiązana.
Pluton Leśny Armii Krajowej „Błyskawica”
Pluton Leśny AK „Błyskawica” działał na terenie powiatu kolskiego od kwietnia 1946 roku do lutego 1947 roku. Jego dowódcą był por. Józef Bryla ps. „Wilk”. Grupa liczyła 20 członków i działała głównie na terenie gmin Kościelec i Sompolno. Grupa była doskonale uzbrojona i posiadała m.in. własne maszyny do pisania, służące do drukowania ulotek. Działania zbrojne przeciwko grupie trwały od 14 czerwca 1946 roku do 23 lutego 1947 roku i brało w nich udział ponad 390 funkcjonariuszy PUBP, MO i LWP, w czasie działań przeprowadzono 46 operacji zbrojnych przeciwko plutonowi, w których zginęli 1 funkcjonariusz UB, 1 milicjant oraz 2 żołnierz i 1 oficer WP. Po stronie partyzantów zginęło 7 osób, w tym Józef Bryl, a 15 członków konspiracji i 14 ich współpracowników ujęto.
„Środkowa Łuna”
Organizacja „Środkowa Łuna” powstała jesienią 1949 roku w Kole. Założycielem grupy był Antoni Cieślak, a należeli do niej także Kazimierz Janiak, Antoni Łukasik, Edward Brzozowski, Jan Szmagaj i Stanisław Zagrosik. Organizacja została rozwiązana pod koniec II kwartału 1950 roku. W 1954 roku wszyscy byli członkowie grupy zostali aresztowani, wkrótce potem śledztwo zostało jednak umorzone na mocy ustawy o amnestii.
„Orlęta”
W kwietniu 1954 Kazimierz Janiak ps. „Orsza”, Marian Kotkowski ps. „Zawisza” i Stanisław Kryszczyński ps. „Czarny” założyli w Kole organizację pod nazwą „Orlęta”. Członkowie organizacji na przełomie kwietnia i maja 1954 roku sporządzili ulotki krytykujące ZSRR i informujące o zbrodni katyńskiej, które następnie rozkolportowali na terenie Koła. Cała trójka została we wrześniu 1954 roku aresztowana, a dwa miesiące później wyrokiem WSR w Poznaniu zostali skazani na kary więzienia, które odbywali w Progresywnym Więzieniu dla Młodocianych w Jaworznie.
Inne grupy konspiracyjne
W listopadzie 1945 19-letni Zygmunt Wawrzyniak ps. „Sęp” założył w Kole 22-osobową grupę konspiracyjną złożoną z uczniów kolskiego gimnazjum. Od czasu powstania do kwietnia następnego roku grupa przeprowadziła 17 akcji zbrojnych, głównie na siedziby urzędów gmin, z których zabierano maszyny do pisania, broń i pieniądze. Podczas akcji Wawrzyniak pozostawiał w urzędach pokwitowania na odebrane pieniądze i broń, podpisując je jako podporucznik Armii Krajowej.
Oddział uzbrojony był w jeden pistolet maszynowy PPSz, dwa niemieckie pistolety maszynowe, trzy karabiny, sześć pistoletów i sześć granatów. Większość broni pochodziła z rozbrajania pojedynczych milicjantów. Członkowie grupy „Sępa” planowali m.in. wysadzenie kolskiej siedziby UB przy ul. Grodzkiej, pomysł ten jednak zablokował sam „Sęp”, gdyż nie chciał on dopuścić do rozlewu krwi.
W nocy z 23 na 24 kwietnia 1946 w Powierciu-Kolonii miała miejsce obława w której udział wzięli kolscy funkcjonariusze MO, UB oraz wojskowi z Kalisza, podczas której zatrzymano Wawrzyniaka. 11 maja 1946 miała miejsce pokazowa rozprawa w kinie „Świt”, podczas której skazano twórcę grupy na karę śmierci.
Wyrok wykonano 29 maja tego samego roku około godziny 8:00 w pobliżu kolskiego cmentarza. Na miejscu obecny był prokurator, ksiądz, lekarz, dwóch wojskowych, jeden milicjant i kilku funkcjonariuszy UB. Nie zostało wcześniej zaplanowane kto ma wykonać wyrok, więc dwóch funkcjonariuszy UB zgłosiło się na ochotnika, trzeci – Eugeniusz Kołodziejek odmówił strzelania, gdyż gdy wcześniej został rozbrojony przez grupę Wawrzyniaka, ten nakazał darować mu życie.
Skazany został związany paskiem i ustawiony pod sosną, jednakże obydwaj strzelający funkcjonariusze nie trafili, ponieważ skazany poruszał się całym ciałem na boki. Następnie, szarpiąc się, zdołał oswobodzić ręce i usiłował uciekać przez pobliski lasek. Za uciekającym ruszył prokurator, komendant aresztu i pozostali funkcjonariusze. Prokuratorowi udało się dosięgnąć skazanego, a komendant aresztu z polecenia prokuratora wykonał wyrok, strzelając mu dwa razy w głowę. Wawrzyniaka pochowano pod murem cmentarnym, ale kilka dni po egzekucji jego ojciec potajemnie przeniósł ciało do grobu w granicach cmentarza.
W walkach z oddziałami podziemia komunistycznego zginęło kilkunastu funkcjonariuszy Milicji Obywatelskiej i Urzędu Bezpieczeństwa oraz kilku żołnierzy LWP.

### Lata 1950–1980
W 1951 roku kolskie Zakłady Fajansu uzyskały samodzielność. 1 listopada 1952 roku w kościele Opatrzności Bożej odprawiono po remoncie pierwsze nabożeństwo.
5 grudnia 1954 roku odbyły się pierwsze powszechne wybory do Miejskiej Rady Narodowej, w której w znacznej większości zasiedli członkowie Polskiej Zjednoczonej Partii Robotniczej. Pierwszym przewodniczącym został Adam Pawlak, a jego zastępcą Władysław Kanadyjski. W 1956 roku dokonano zmian – przewodniczącym został Stanisław Hass, a członkiem Prezydium został również radny Józef Mujta. W 1955 roku oddano do użytku biurowiec przy ulicy Sienkiewicza, będącego wtedy siedzibą Komitetu Powiatowego PZPR (obecnie jest to siedziba Starostwa Powiatowego). Rok później rozpoczęto budowę kolskiego szpitala, budowa zakończyła się w 1959 roku.
W 1956 roku miało miejsce połączenie się dwóch kolskich klubów sportowych – założonej w 1946 roku milicyjnej Gwardii i powstałej w 1920 roku Olimpii – nowy klub nazwano KS Start-Olimpia. 25 maja 1958 roku odbyło się założycielskie zebranie Spółdzielni Mieszkaniowej w Kole.
1 maja 1959 roku Minister Budownictwa i Przemysłu Materiałów Budowlanych powołał Zakłady Wyrobów Sanitarnych w Budowie w Kole. Pierwszym dyrektorem został Mieczysław Chmiel, kamień węgielny wmurowano 27 maja tego samego roku, budowę zakończono dwa lata później. W 1960 roku na wieży kolskiego ratusza umieszczono przekaźnik telewizyjny. 24 listopada 1961 roku Komitet Ekonomiczny Rady Ministrów powołał Przedsiębiorstwo Fabryka Materiałów i Wyrobów Ściernych w Budowie.
W 1961 rozpoczęto budowę pierwszego osiedla bloków wielorodzinnych przy ul. Broniewskiego. 1 stycznia 1962 roku swoją działalność rozpoczęła Fabryka Materiałów i Wyrobów Ściernych „Korund”, która w latach swojej świetności zatrudniała 3000 pracowników. We wrześniu władze miejskie zorganizowały huczne obchody 600-lecia nadania praw miejskich. Jesienią rozpoczęto elektryfikację linii kolejowej z Poznania do Warszawy, przez Koło. 15 września 1962 kolska jednostka OSP otrzymała sztandar. W 1963 roku Zakłady Wyrobów Sanitarnych połączono z Zakładem Fajansu, przedsiębiorstwa rozdzielono ponownie 11 lat później. W latach 1965–1968 trwała budowa oczyszczalni ścieków, rozbudowano wtedy też ujęcie wody oraz zbudowano stację uzdatniania wody. 30 maja 1965 roku miały miejsce kolejne wybory, do Miejskiej Rady Narodowej wybrano 44 radnych, przewodniczącym został Wiktor Graczyk, zastępcą Kazimierz Kujawa, a sekretarzem Eugeniusz Sanigórski.
W 1966 roku rozpoczęto budowę Powiatowego Domu Kultury przy ulicy Słowackiego 5, budowę zakończono 28 sierpnia 1970 roku, a uroczyste otwarcie miało miejsce 12 września tego samego roku. W 1968 roku oddano do użytku budynek poczty. W 1971 otwarto Państwową Szkołę Muzyczną.
W 1971 roku do miasta włączono fragmenty wsi Ruchenna wraz ze Szkołą Podstawową nr 4. W 1972 uruchomiono Przedsiębiorstwo Zakłady Mięsne w Budowie, budowa rozpoczęła się 1 czerwca, a zakończono ją w lipcu 1974 roku. 1 września 1973 roku powołano w Kole szkołę specjalną, szkoła zajęła budynek przy ul. Mickiewicza 14 oraz kolski Sejmik. W tym samym roku działalność rozpoczęła też Manufaktura Piosenki Harcerskiej „Wartaki” pod kierownictwem Henryka Perzyńskiego.
W styczniu 1975 roku kino „Młoda Gwardia” przeniesiono z Nowego Rynku do nowo wybudowanego gmachu przy ul. Słowackiego. 1 kwietnia weszła w życie ustawa o nowym podziale administracyjnym. Miasto Koło zostało włączone do województwa konińskiego. W 1976 roku Kolski Zakład Ceramiki po raz pierwszy po II wojnie światowej wysłał swoje produkty na eksport. 5 lutego 1978 roku odbyły się kolejne wybory, przewodniczącym Miejskiej Rady Narodowej został Edmund Janowski, a zastępcą Zbigniew Nowacki. 1 kwietnia naczelnikiem miasta został Zbigniew Nowak, funkcję tę pełnił do sierpnia 1984 roku. Jego zastępcami byli Zdzisław Felis (do 31 grudnia 1981) i Ewaryst Jaśkowski (od 1 lutego 1982).
1 września 1979 roku otwarto Liceum Sztuk Plastycznych. 11 czerwca 1980 roku oddano do użytku pierwsze bloki mieszkalne na nowym osiedlu przy ul. Kolejowej.

### Lata 80.
16 lipca 1981 roku biskup włocławski Jan Zaręba erygował nową parafię pod wezwaniem Matki Boskiej Częstochowskiej. Poświęcono także kościół kształtem przypominający barkę, znajdujący się miejscu istnienia dawnej murowanej kaplicy. W 1983 roku na murze dworca kolejowego odsłonięto tablicę pamiątkową poświęconą ofiarom nalotu na pociąg ewakuacyjny z 2 września 1939 roku. W 1984 roku reaktywowano działalność Miejskiej Orkiestry Dętej (od 2000 Miejska Orkiestra Dęta OSP). 17 czerwca tego samego roku odbyły się kolejne wybory do rad narodowych, przewodniczącym został Antoni Frankowski, naczelnikiem miasta Grzegorz Cieślak, a jego zastępcą Ewaryst Jaśkowski. 20 marca 1987 roku otwarto w Kole Restaurację „Mieszko” – jedyną prywatną restaurację działającą w województwie konińskim.
W 1985 roku rozpoczęto remont kapitalny ratusza. Planowano przebudować wnętrza pod kątem przystosowania obiektu do potrzeb Muzeum Technik Ceramicznych. Jednak nad ranem 25 maja 1987 roku miała miejsce katastrofa budowlana kolskiego ratusza. Całkowicie zawaliła się gotycka wieża, niszcząc całą północną część budynku. Po katastrofie powstała Rada Obywatelska Odbudowy Ratusza Miejskiego, główny korpus ratusza otwarto w 2000 roku, odbudowę wieży zakończono w 2004 roku.
1 września 1989 roku, staraniem Ziomkostwa Kolskich Żydów na Nowym Rynku odsłonięto obelisk poświęcony pamięci kolskich Żydów, którzy zginęli w hitlerowskich obozach zagłady. W uroczystościach brało udział ponad 50 kolskich Żydów, przybyłych specjalnie z Izraela, Stanów Zjednoczonych, Niemiec i Szwecji. Pomysłodawcą pomnika był kolski Żyd Eliasz Zajde, zamieszkały w Szwecji.

## Od 1990 roku

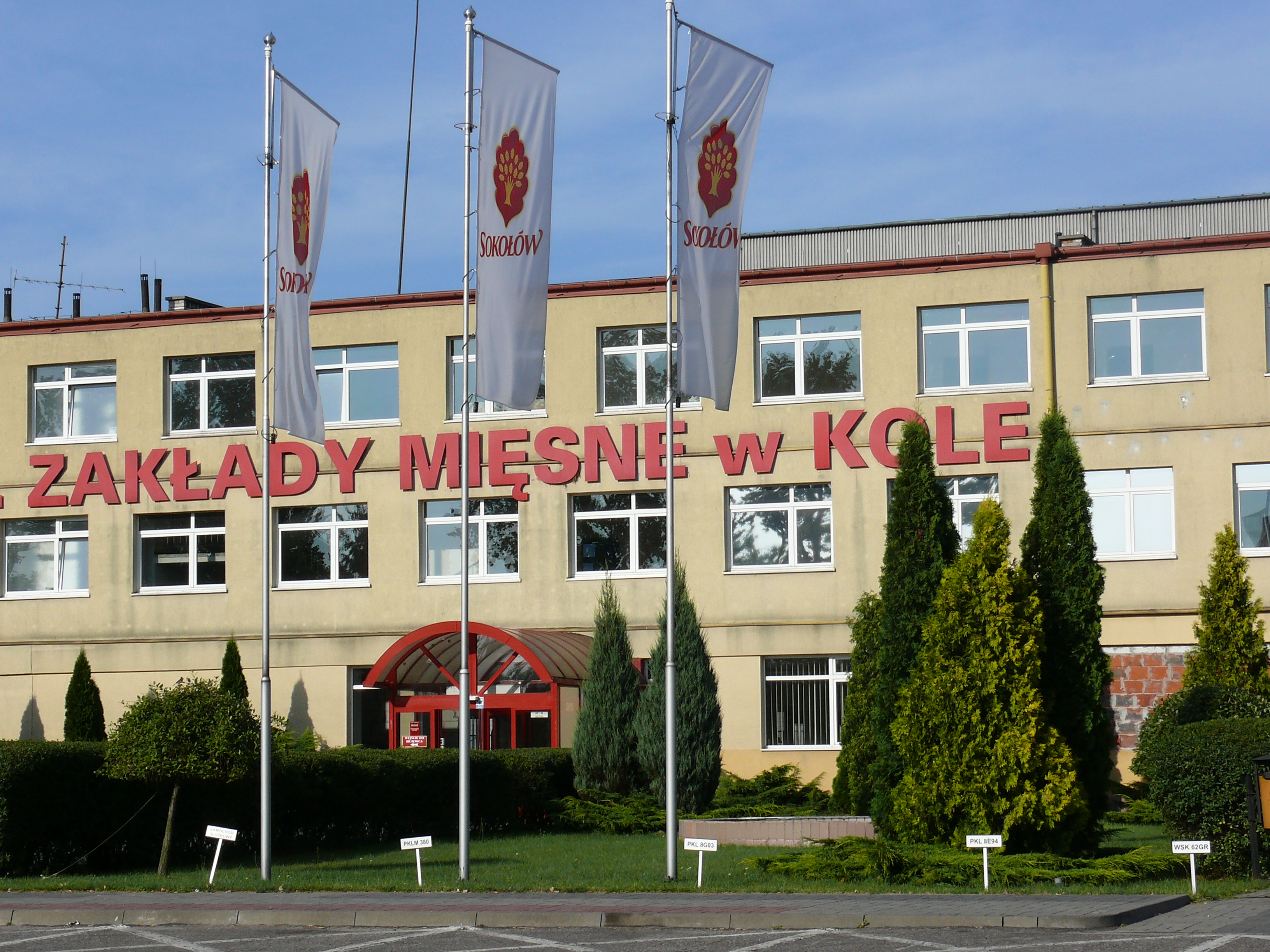
Zakłady Mięsne Sokołów

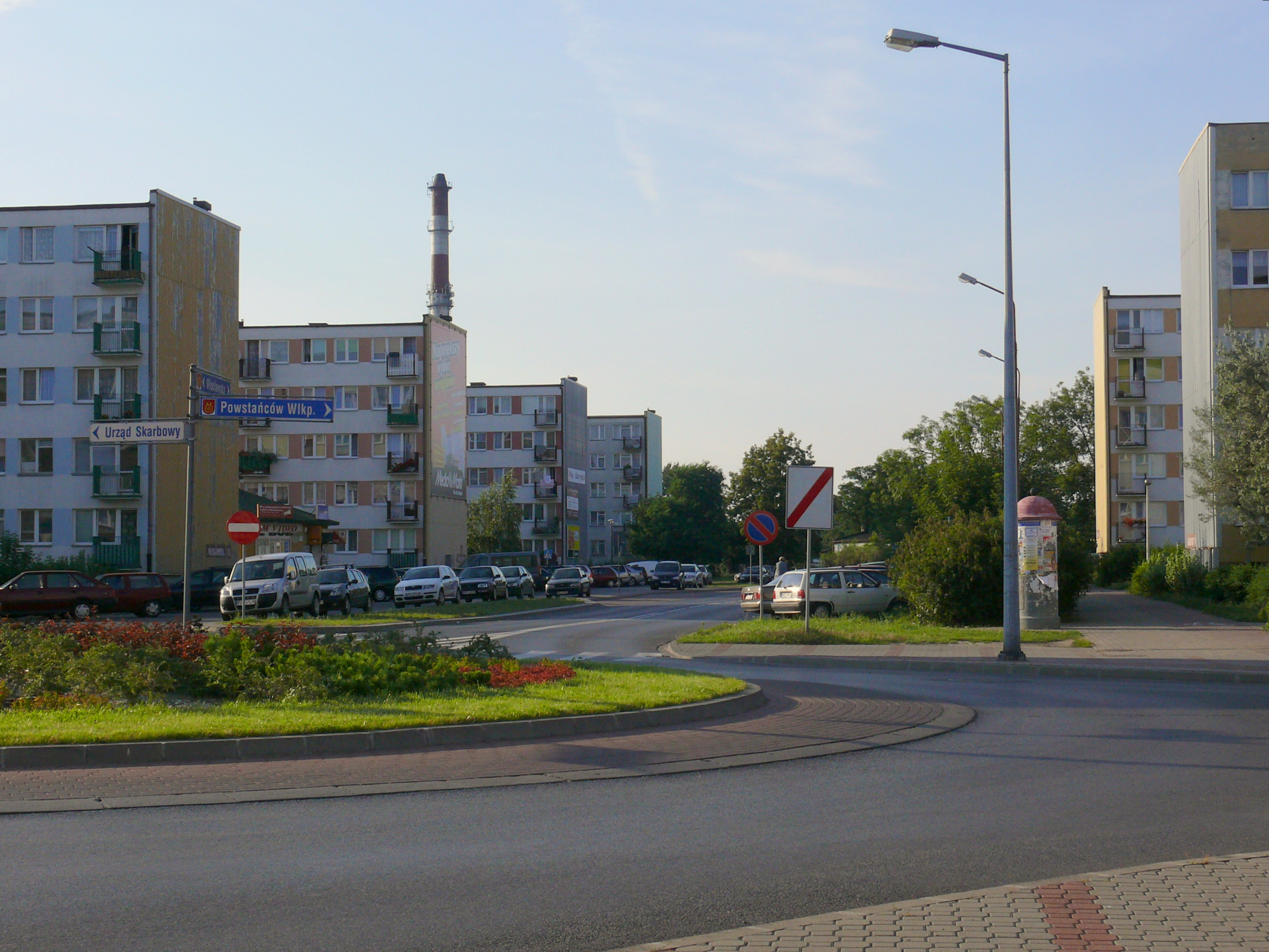
Nowa zabudowa miasta

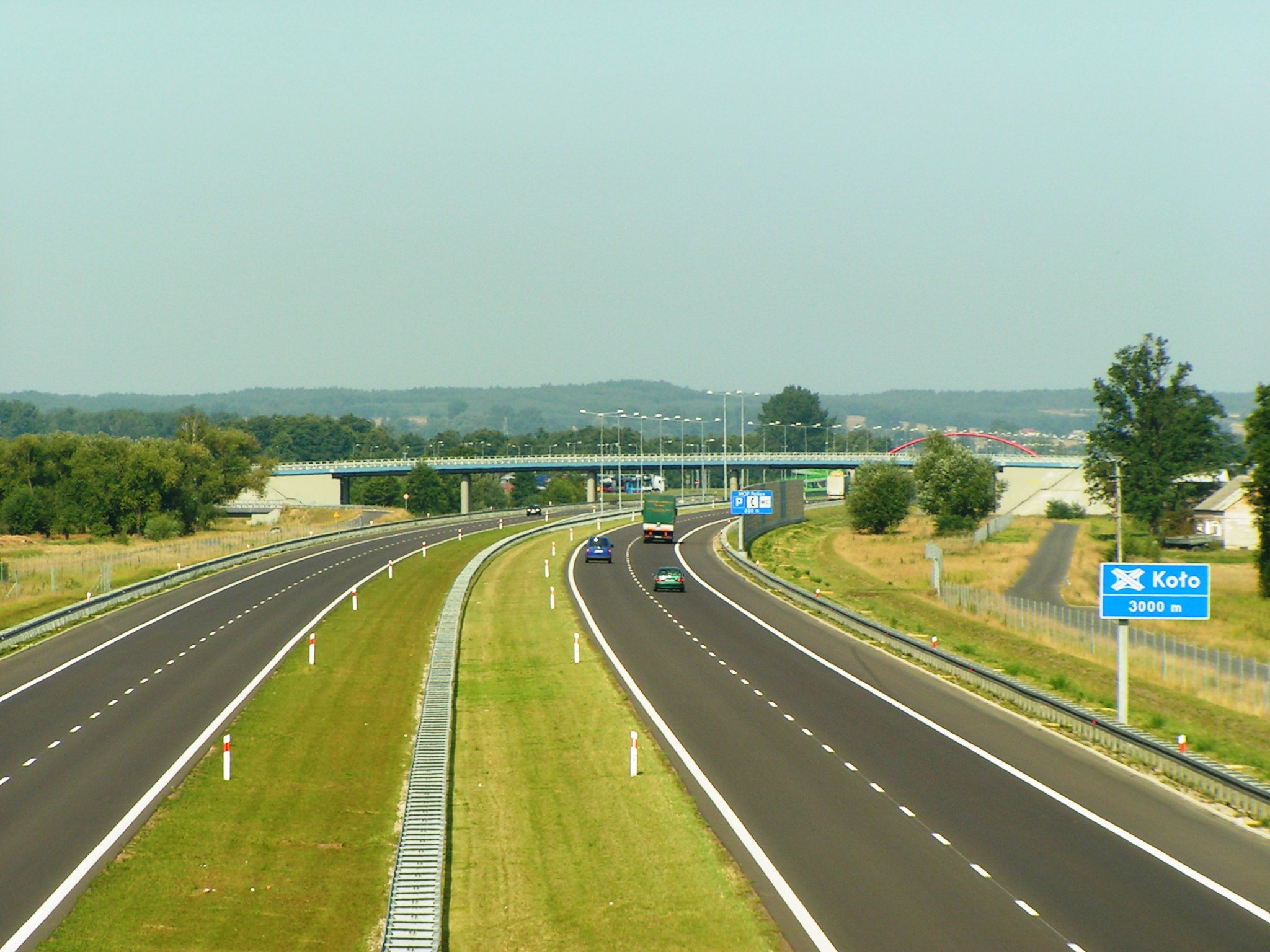
Autostrada A2 w okolicach miasta

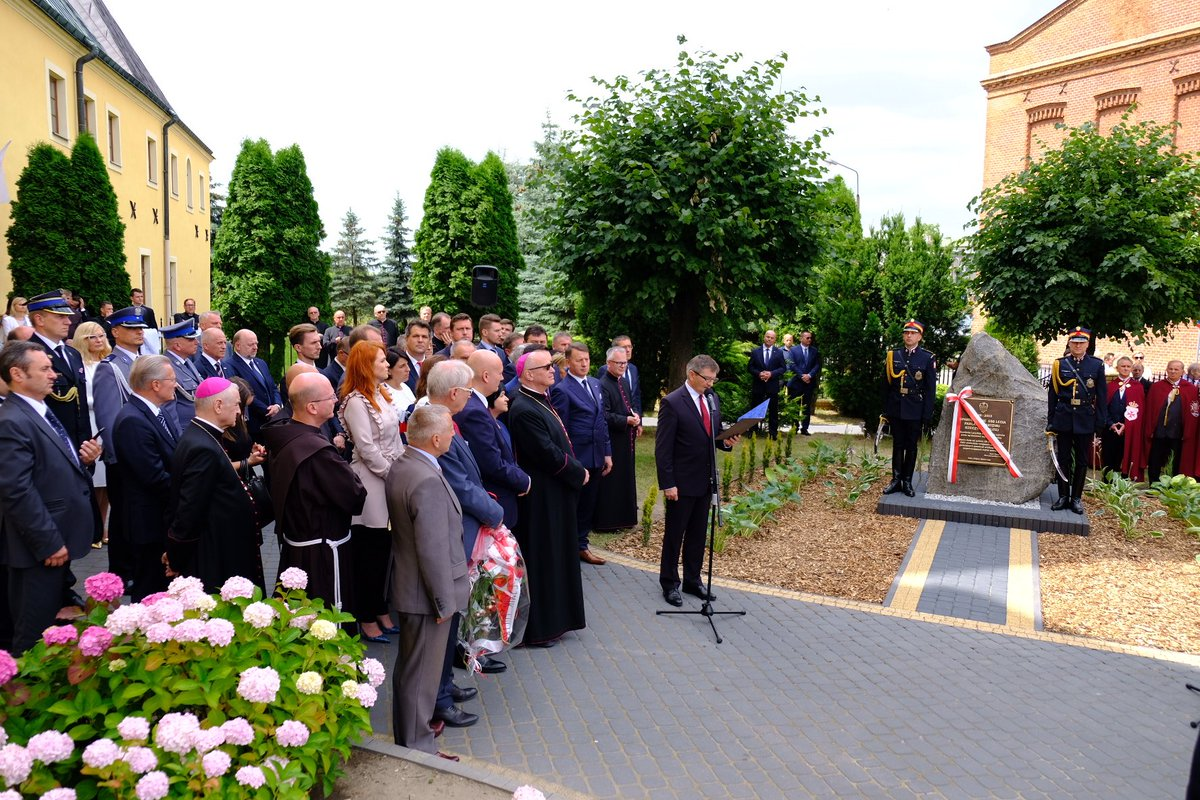
Odsłonięcie tablicy pamiątkowej z okazji obchodów 550-lecia polskiego parlamentaryzmu z udziałem marszałka Sejmu Marka Kuchcińskiego (8 lipca 2018)

20 maja 1990 roku odbyły się pierwsze wybory powszechne do rady miejskiej. Wybrano 28 nowych radnych. Na pierwszej sesji wybrano burmistrza, którym została Czesława Gutkowska, a wiceburmistrzem Wojciech Kraszewski. W tym samym roku przy ulicy Nagórnej otwarto zakład firmy Wood-Mizer, produkującej przewoźne pilarki ramowe. W 1990 roku odsłonięto również tablicę pamiątkową poświęconą ofiarom stalinizmu, umieszczonej na budynku przy ul. Grodzkiej 9, gdzie mieściła się siedziba kolskiej SB.
W styczniu 1991 roku z połączenia Towarzystwa Śpiewaczo-Muzycznego „Lutnia” z chórem kościelnym parafii Podwyższenia Krzyża Świętego powstało Towarzystwo Śpiewaczo-Muzyczne Lutnia im. Stanisława Moniuszki.
W styczniu 1993 roku fińska firma Sanitec zakupiła 80% udziałów zakładu kolskiej ceramiki sanitarnej. W 1991 przestała funkcjonować fabryka fajansu w Kole, pracę straciło ponad 300 osób, a pomieszczenia po zakładzie zamieniono na sklepy.
W 1992 roku Liceum Ogólnokształcące im. Kazimierza Wielkiego przeniosło się do nowego budynku przy ul. Blizna 37. W tym samym roku kolska fabryka fajansu znalazła się w rękach prywatnych i funkcjonowała pod nazwą Janpol, a następnie Stanpol. 1 maja 1992 roku z kolskiej stacji w ostatnią podróż wyruszyła kolejka wąskotorowa, jadąca do Krośniewic. 18 września oddano do użytku nowy budynek Liceum Ekonomicznego, a szkole nadano imię Stanisława i Władysława Grabskich. 13 listopada tego samego roku oddano do użytku obwodnicę miasta, w uroczystości brał udział m.in. minister transportu Zbigniew Jaworski.
30 kwietnia 1993 roku Rada Miejska przyjęła wniosek Zarządu Miasta o ufundowaniu sztandaru dla miasta. 24 czerwca na terenie cmentarza żydowskiego odsłonięto pomnik wraz z tablicą pamiątkową, inicjatorem budowy pomnika był Eliasz Zajde.
W 1993 roku przy ulicy Bliznej 55 wybudowano Dom Opieki Społecznej Zgromadzenia Sióstr Małych Misjonarek Miłosierdzia, Dom rozpoczął funkcjonowanie 7 stycznia, gdy przyjęto pierwszych mieszkańców. 28 czerwca poświęcenia domu dokonał prymas Polski ks. kardynał Józef Glemp.
19 czerwca 1994 roku wybrano radę miejską II kadencji. W jej skład weszło 28 radnych. Nowym burmistrzem wybrano Józefa Dużyńskiego. 6 czerwca powołano w Kole Straż Miejską. 18 października 1994 roku na skwerze przy Szkole Podstawowej nr 3 odsłonięto tablicę pamiątkową poświęconą nauczycielom poległym w trakcie II wojny światowej. 11 grudnia tego samego roku bp Bronisław Dembowski dokonał poświęcenia odnowionej polichromii i rzeźb w kościele klasztornym ojców bernardynów.
7 maja 1995 roku przy kościele klasztornym odsłonięto tablicę pamiątkową poświęconą mieszkańcom Koła poległym w czasie II wojny światowej. Na tablicy znalazło się 80 nazwisk. W tym samym roku odsłonięto w kościele farnym tablicę poświęconą ofiarom zbrodni katyńskiej, na tablicy znalazły się nazwiska 7 osób związanych z Kołem i zamordowanych w Katyniu.
W 1996 przed kolskim dworcem kolejowym odsłonięto kamień z tablicą poświęconą łódzkim Żydom, zamordowanym w Chełmnie podczas II wojny światowej.
Na przełomie maja i czerwca 1997 odbywały się uroczyste obchody jubileuszu 635-lecia miasta Koła. W 1998 roku wybrano 28 radnych III kadencji. Kilka dni później rada wybrała na burmistrza Jerzego Przybylskiego. 11 listopada 1998 roku na ścianie kolskiej fabryki fajansu odsłonięto tablicę pamiątkową poświęconą Czesławowi Freudenreichowi. W 1998 roku przez Koło przejeżdżał Tour de Pologne.
1 stycznia 1999 roku weszła w życie ustawa o nowym podziale administracyjnym kraju. Koło zostało włączone w skład nowego powiatu kolskiego, wchodzącego w skład województwa wielkopolskiego. 16 czerwca Stolica Apostolska wydała dekret, ustanawiający bł. Bogumiła z Dobrowa patronem miasta Koła. Od 1 września 1999 roku rozpoczęły funkcjonowanie trzy gimnazja.
W 2000 roku francuska firma Saint-Gobain przejęła kolską Fabrykę Materiałów i Wyrobów Ściernych „Korund”. 10 grudnia tego samego roku odsłonięto obelisk z pamiątkową tablicą poświęconą Janowi Pawłowi II.
27 października 2002 roku odbyły się pierwsze bezpośrednie wybory na burmistrza oraz IV kadencji rady miejskiej. Burmistrzem w drugiej turze został Jan Stępiński. W 21-osobowej radzie większość miały komitety Sojuszu Lewicy Demokratycznej (11 radnych) i Praworządność Wiedza Kompetencje (3 radnych). W tym samym roku Gimnazjum Nr 2 nadano imię Polskich Olimpijczyków oraz wręczono sztandar, w uroczystości przekazania sztandaru brali udział sportowcy i wicepremier Marek Pol.
Na początku 2004 roku po całkowitej likwidacji Zrembu i wchłonięciu kolskich zakładów mięsnych w skład grupy Sokołów, bezrobocie w mieście osiągnęło najwyższy w historii poziom – 26,5%. 2 września 2004 roku pod pomnikiem kolskich Żydów odbyła się uroczystość z okazji 65. rocznicy wybuchu II wojny światowej i 15. rocznicy odsłonięcia pomnika, podczas którym w imieniu Ziomkostwa Żydów Polskich wręczono pamiątkowe dyplomy zasłużonym mieszkańcom miasta.
1 listopada 2005 roku biskup włocławski Wiesław Mering erygował na osiedlu Płaszczyzna nową parafię katolicką, pod wezwaniem Świętego Bogumiła. Jej pierwszym proboszczem został ks. Piotr Pawlak. W 2005 roku odbyła się także pierwsza edycja Koło Bluesa Festival.
W nocy 26 stycznia 2006 roku w kolskiej stacji meteorologicznej zmierzono najniższą temperaturę od ponad czterdziestu lat (–28,5 °C). 25 lipca w obecności władz samorządowych powiatu uroczyście otwarto w Daniszewie, węzeł drogowy Koło, który jest zjazdem z autostrady A2 do miasta. Dzień później premier Jarosław Kaczyński oficjalnie otworzył nowo wybudowany odcinek autostrady z Konina do Strykowa.
12 i 26 listopada 2006 roku mieszkańcy Koła w wyborach wybrali burmistrza i radę miejską V kadencji. Na czele miejskiego magistratu stanął wybrany w drugiej turze Mieczysław Drożdżewski, a w 21-osobowej radzie większość uzyskała prawicowa koalicja komitetów Prawa i Sprawiedliwości (9 radnych) i Platformy Obywatelskiej (5 radnych).
W 2007 roku miały miejsce dwa ważne wydarzenia religijne. Biskup włocławski Wiesław Mering 25 lutego konsekrował nowy kamienny ołtarz w kościele farnym, a 26 sierpnia – w 25. rocznicę ustanowienia parafii, poświęcił kościół Matki Bożej Częstochowskiej.
19 października 2007 roku otwarto w mieście pierwszą halę widowiskowo-sportową, decyzją Rady Miasta Koła z 2008 roku otrzymała ona imię Agaty Mróz-Olszewskiej, uroczystość nadania odbyła się w czerwcu 2009. Jest to pierwszy tego typu obiekt w Polsce, który nosi jej imię.
10 czerwca 2008 roku bp Wiesław Mering poświęcił kamień węgielny pod budowę kościoła Świętego Bogumiła na osiedlu Płaszczyzna. 17 września 2009 roku przed gmachem starostwa powiatowego odsłonięto pomnik k-dronu wynalezionego przez Janusza Kapustę. 18 września 2009 roku odbył się jubileuszowy zjazd absolwentów kolskiego liceum ogólnokształcącego z okazji 130. rocznicy powstania szkoły, odsłonięto wtedy pamiątkową tablicę ku czci nauczycieli i uczniów tejże szkoły.
21 listopada 2010 odbyły się wybory samorządowe, w których wybrano 21 radnych do Rady Miejskiej, a burmistrzem ponownie został Mieczysław Drożdżewski.
W 2014 odbyły się kolejne wybory samorządowe, w których burmistrzem został Stanisław Maciaszek (Prawo i Sprawiedliwość). Maciaszek został zatrzymany przez CBA we wrześniu 2017 roku w związku ze śledztwem dotyczącym przetargu na śmieciarki dla Miejskiego Zakładu Usług Komunalnych w Kole. 20 września 2017 roku został zawieszony w pełnieniu funkcji burmistrza, a jego mandat wygaszono 25 września 2018 roku.
20 czerwca 2016 roku na kolskim cmentarzu miała miejsce ekshumacja i ponowny pochówek ppor. Zygmunta Wawrzyniaka ps. „Sęp”, zamordowanego przez funkcjonariuszy UB w pobliżu cmentarza w 1946. Awansowano go też pośmiertnie na stopień porucznika.
8 lipca 2018 w kościele Nawiedzenia Najświętszej Maryi Panny odbyły się uroczystości państwowe upamiętniające 550-lecie polskiego parlamentaryzmu. Sprawowana była Msza św. z udziałem biskupów włocławskich Wiesława Meringa i Stanisława Gębickiego, a przed kościołem marszałek Sejmu Marek Kuchciński odsłonił pamiątkową tablicę.
24 października 2018 roku premier Mateusz Morawiecki powołał na stanowisko komisarza miasta Jana Stępińskiego. 4 listopada tego samego roku nowym burmistrzem został Krzysztof Witkowski (SLD Lewica Razem).
10 czerwca 2022 roku biskup Krzysztof Wętkowski dokonał konsekracji kościoła św. Bogumiła w Kole. 1 czerwca 2023 roku na Skwerze Niepodległości przed siedzibą Starostwa Powiatowego w Kole odsłonięto pomnik – ławeczkę Czesława Freudenreicha. W kwietniu 2024 roku rozpoczęła się budowa północnej obwodnicy miasta

## Przynależność państwowa

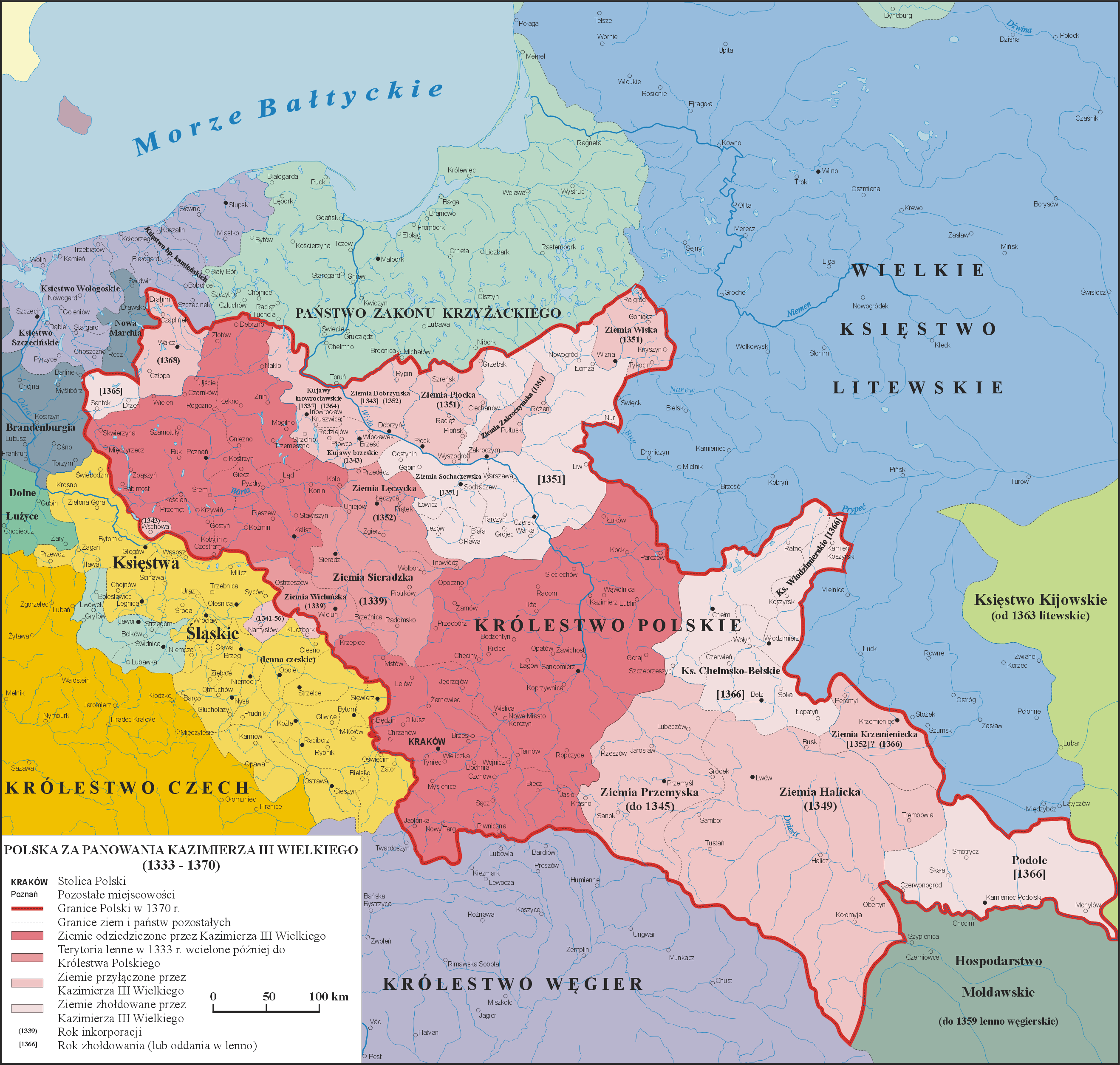
Koło na mapie Królestwa Polskiego pod panowaniem Kazimierza Wielkiego

Od uzyskania praw miejskich Koło znajdowało się pod panowaniem następujących państw:
- 1362–1386 –  Królestwo Polskie
- 1386–1569 –  Korona Królestwa Polskiego
- 1569–1793 –  Rzeczpospolita Obojga Narodów,  Korona Królestwa Polskiego
- 1793–1807 –  Królestwo Prus
- 1807–1815 –  Księstwo Warszawskie (protektorat  Cesarstwa Francuskiego)
- 1815–1831 –  Imperium Rosyjskie,  Królestwo Polskie
- 1831–1914 –  Imperium Rosyjskie,  Królestwo Polskie
- 1914–1916 –  Rzesza Niemiecka (okupacja wojenna)
- 1916–1918 –  Rzesza Niemiecka,  Królestwo Polskie (okupacja wojenna)
- 1918 –  Królestwo Polskie
- 1918–1919 –  Republika Polska
- 1919–1939 –  Rzeczpospolita Polska
- 1939–1945 –  Rzesza Wielkoniemiecka (okupacja wojenna)
- 1945–1952 –  Rzeczpospolita Polska
- 1952–1989 –  Polska Rzeczpospolita Ludowa
- od 1989 –  Rzeczpospolita Polska